# F-16 (航空機)
F-16 ファイティング・ファルコン
イラクの砂漠地帯を飛行中のF-16（2008年）
- 用途：戦闘機
- 分類：多用途戦闘機
- 設計者：ハリー・J・ヒレーカー
- 製造者： ジェネラル・ダイナミクス（現ロッキード・マーティン）
以下はライセンス生産

  -  オランダ フォッカー
  -  ベルギー SABCA
  -  トルコ航空宇宙産業（TAI）
  -  韓国航空宇宙産業（KAI）
- 運用者
  -  アメリカ合衆国（アメリカ空軍）
  -  タイ(タイ王国空軍）
  -  イスラエル（イスラエル航空宇宙軍）
  -  中華民国（台湾）（中華民国空軍）
  -  ギリシャ（ギリシャ空軍）
  -  エジプト（エジプト空軍）
  -  ウクライナ (ウクライナ空軍)
- 初飛行：1974年2月2日（非公式では同年1月20日）
- 生産数：4,604機（2018年6月）[1]
- 運用開始：1978年[2]
- 運用状況：現役
- ユニットコスト：

  - A/B型:1,460万USドル[注釈 1]
  - C/D型:1,880万USドル[注釈 1]
- 派生型：

  - F-16XL
  - X-62
  - 三菱 F-2

F-16（エフじゅうろく）は、アメリカ合衆国で1970年代に開発された多用途戦闘機。愛称はファイティング・ファルコン（Fighting Falcon）で、「戦うハヤブサ（隼）」を意味する。第4.5世代ジェット戦闘機に分類される。
開発とアメリカ国内での製造はジェネラル・ダイナミクス（現ロッキード・マーティン）が担った。
単発エンジンのため比較的低価格であり導入・運用しやすく、アメリカ国外でライセンス生産された機体を含めて、2020年代でも世界において4000機以上が使用されている。

## 概要
当初は昼間軽量戦闘機として構想されたが、後に全天候対空/対地攻撃能力を付与された。正式な初飛行は1974年2月2日。大型化したLERXおよび胴体とLERX及び翼を一体で成形するブレンデッドウィングボディを採用し、フライ・バイ・ワイヤを搭載するなど、当時の革新的技術を積極的に採用した。初飛行から50年以上経過しているが、段階的に改良されたことにより、新しいロットでは後発の4.5世代機に匹敵する能力を備えている。
アメリカ空軍では高性能だが高価なF-15と相対的には安価な本機での「ハイ・ロー・ミックス」運用が行われており、保有作戦機の過半数を占めている。他の導入国の多くでは主力戦闘機として運用されている。
4600機以上生産され、世界20か国以上の空軍が採用した実績からベストセラー戦闘機と評されている。アメリカ製のジェット軍用機としては、9,860機のF-86、6,557機のT-33、5,195機のF-4に次ぎ、第4位の生産数である。アメリカ空軍向けの生産は終了しているが、海外では新規に採用する国があるため、輸出向けとして改良型の生産が続いており、2012年4月3日にはモロッコ空軍向けのF-16C Block 52アドバンストが4,500機目の納入機として完成した。
本機をベースとした戦闘機、攻撃機、練習機などの派生型が複数開発されている（後述）。

## 開発史
F-16開発の契機は、1970年頃、アメリカ空軍で自らが開発に関わったF-X（後のF-15 イーグル）に対して不満を持っていたジョン・ボイドが秘密裏に進めた研究に端を発する。その不満は、主に下記の2点であった。
- 視程外射程（BVR）での交戦を重視した結果としてアビオニクスが高度化し、機体価格の高騰から取得性が低下している点。
- 様々な性能要求によりF-Xの機体が当初の見積もりよりも大きくなってしまったことなどエネルギー機動性理論（E-M理論）の適用が不徹底であるため、当時推定されていた仮想敵機に対して性能的に劣る危険がある点。

当時、アメリカ合衆国国防総省や空軍には、ボイドとボイドと共にE-M理論を作り上げた民間人コンピューター技師トーマス・クリスティ以外にも同様の危惧を抱くものが現れており、その一人が、システム分析担当国防次官補室に勤めるピア・スプレイであった。スプレイは、重量15〜16トン級と、現行のF-Xより一回り小さく、かつE-M理論を徹底的に適用した戦闘機として、F-XXと呼ばれる研究に着手した。F-XXははるかに安上がりなので、質のみらず量においてもソビエト空軍/防空軍の戦闘機部隊を凌駕するという目的で構想された。まもなく、4人目の同志として、アメリカ合衆国空軍省勤務の戦闘機操縦士兼航空工学技術者であるE・リッチオニ大佐が加わり、これら4名は戦闘機マフィアとして知られる一派のオピニオン・リーダーとなった。ボイドをはじめとする戦闘機マフィアに対する政治的逆風は極めて強く、例えば戦闘機マフィアの頭目を自任していたリッチオニ大佐は、後にジョン・マイヤー空軍参謀次長に対してF-XXの有用性を説いたために、1970年には在韓米軍に左遷される憂き目に遭っている。
ボイドはアメリカ海軍のF-14は明らかに重く高価すぎることから、必ずこれを代替ないし補完する機体が必要になると予測したうえで、その種の機体に関する研究で海軍に先んじなければ、空軍は、海軍の研究に基づく機体を押し付けられることになりかねないという論理を構築した。この論理はリッチオニ大佐によって正式に提案され、空軍上層部により研究予算14万9,000ドルが承認され、ジェネラル・ダイナミクスとノースロップに研究が打診された。予算配分はジェネラル・ダイナミクスが4万9,000ドル、ノースロップが10万ドルであった。
空軍上層部はF-XX構想に興味は示したものの、空軍では高額な兵器の開発・配備を行うことで請求予算を増やすことが常態化しており、空軍上層部の大部分を占めるF-15推進派は安価な新型戦闘機の出現がF-15導入の予算に影響し、それにより請求できる予算が減額して空軍に配分される予算が減額される可能性があると懸念しこの動きを嫌っていた(実際、戦闘機マフィアの目的は主力戦闘機をF-15からF-XXに取って代わらせることだった）。この結果、ボイドとスプレイは正面からの説得をあきらめ、地下活動に移行することとなった。しかし、当時国防副長官だったデビッド・パッカードが、CL-1200ランサーの売り込み先を探していたケリー・ジョンソンの助言によりこの計画に興味を持ち、先進技術の実証機として軽量戦闘機（LWF：Light Weight Fighter）F-XXの開発計画を開始した。
1972年1月6日に提示した要求提案（RFP：request for proposal）は、通常であれば詳細な性能や想定される作戦なども記載され、200ページ程度に達するものであるのに対し、わずか21ページという簡潔な物であった。そこでは、20,000lb（約9トン）級の小型の機体で高い機動性を持ち、搭載される電子機器は単純で、最高速度はマッハ1.6程度、設計案のうち2案による比較テストを行うが量産や制式化は考慮しないとされていた。この要求提案を受け取ったのは9社の航空機製造メーカーであった。そのうち、グラマン（F-14）、フェアチャイルド（A-10）、マクドネル・ダグラス（F-15）、ロックウェル・インターナショナル（B-1）といった、既に新型機の受注を得ていた企業は開発参加を辞退した。国防総省の社会主義的な受注調整（カルテル）の対象になると見込まれた為である。

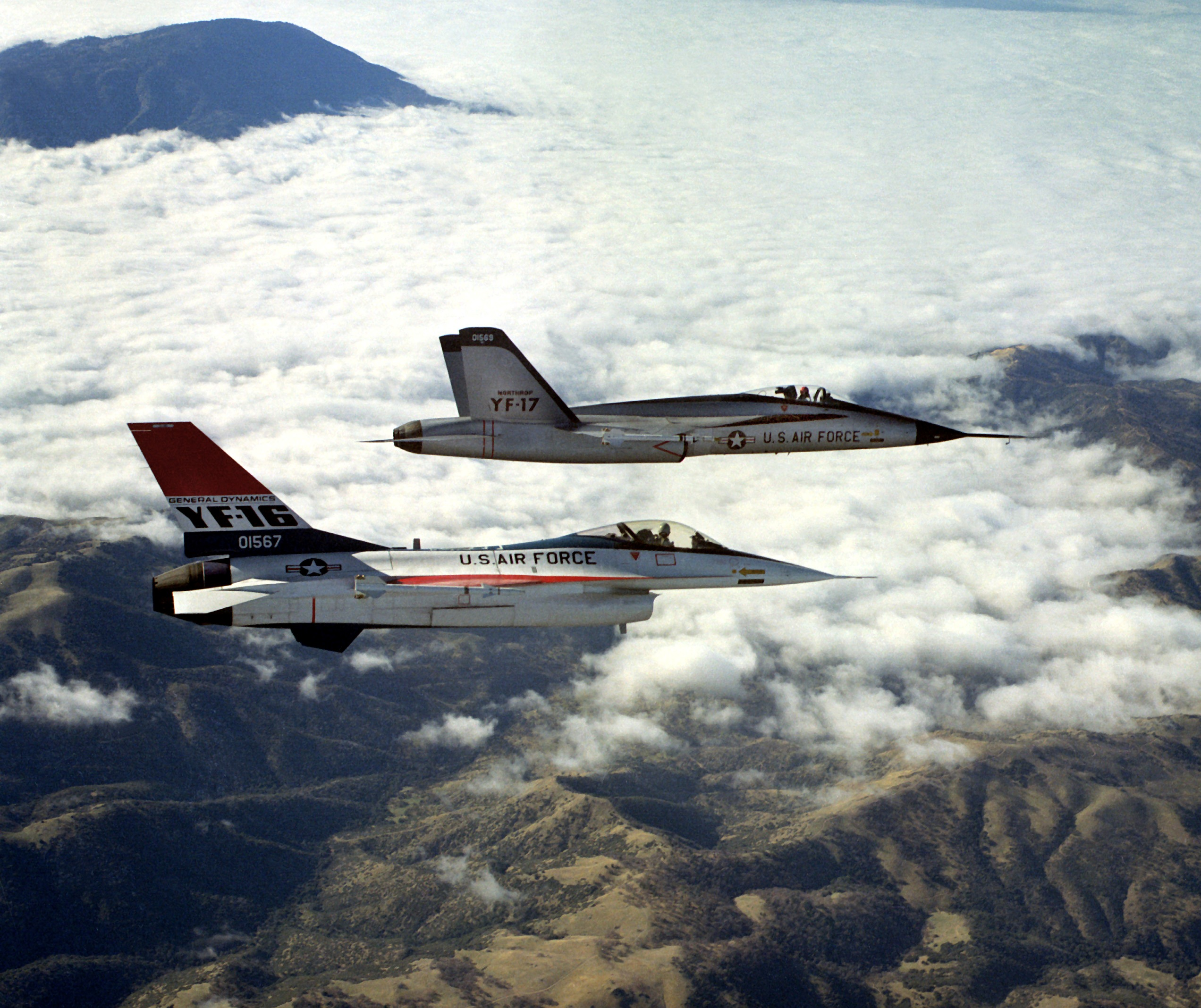
YF-17とYF-16

この要求提案に応じたジェネラル・ダイナミクス、ノースロップ、ボーイング、LTV、ロッキードの5社のうち、ジェネラル・ダイナミクス社が開発する契約を締結した。ジェネラル・ダイナミクス社は、1960年代から社内研究案として計画していた軽量戦闘機モデル404/785/786の発展型であるモデル401、ノースロップ社内研究案P-530の発展型であるP-600（後のYF-17）をLWFの審査対象と考えていた。
ロッキード社スカンクワークスが提案したCL-1200 ランサーは極めて低い評価に終わり、F-5A/Bの後継海外供与機計画に続き採用されなかった。アメリカは当時ベトナム戦争でMiG-21（ミグ21）などと激しい航空戦を展開していた。ランサーへの低い評価は、ケリー・ジョンソンの「（北ベトナムの首都）ハノイ上空でミグ相手に航空戦を引き起こした場合、航続距離不足になるようなRFPでは意味がない（要約）」といった独断の主張に基づくものであった。しかし、スカンクワークスの2代目ボスベン・リッチは、提出したカタログスペックは量産されたF-16にきわめて近い物であったとしている。
T-1100を提出したLTVの航空機部門は、ヴォート・エアクラフト・インダストリーズとして1983年の独立後も経営を続けているが、1980年代末のA-10後継機選定においてF-16派生型のA-16と採用を争ったA-7Fの設計を最後に航空機開発から撤退した。
ボーイングにより提案されたモデル908は、初期の評価では有力な採用候補とされていたものの、早くからE-M理論の研究を進めていたジェネラル・ダイナミクスとノースロップの二社に比べてEM理論に対する理解が不十分で最終的には選考されなかった。この設計案はF-16と同様の機体下部エアインテークを採用しており、この配置は後の先進戦術戦闘機計画（ATF：Advanced Tactical Fighter）提出案やX-32でも採用された。
1973年作成の翌年度予算案に軽量戦闘機の量産計画準備費用が計上されるが空軍は拒否し削除するなど（アメリカ合衆国国防長官下で予算管理を担当していたトーマス・クリスティによって復活し承認された）空軍の制服組による反対や海軍アナリストの横やりも有ったものの、F-4の陳腐化とインフレーションによるF-15の単価上昇によりLWFの実用化の動きが具体化し、1974年3月7日にジェームズ・R・シュレシンジャー国防長官が、LWFの計画をアメリカ合衆国上院軍事委員会に提示した。その計画は、1980年代のアメリカ空軍に配備され、多目的に使用できるACF（Air Combat Fighter：空戦戦闘機）として発展させ、3年間で300機導入した場合の機体単価を300万ドルに納める戦闘機を検討するというものであった。それでも空軍内部には同盟国向け戦闘機という見方も存在していた。
この時点では、LWF計画はあくまで実験的な計画であり、本当に装備化されるかどうか不透明であった。ジェームズ・R・シュレシンジャーはF-15の生産数を増やすことは禁じたが削減はしないとし、安価なACFを受け入れれば大量導入し、1974年に22個だった戦闘航空団を26までに増やして良いと、軽量戦闘機に反対する論陣を張っていた空軍参謀総長に提案し、組織の拡大に関わるこの提案は受け入れられた。だが空軍上層部はまだ戦略爆撃系が主流であり、反対派はまだ消えなかった。そのため空軍上層部の中将達は、LWF計画立ち上げの最終ブリーフィングの席上で、戦闘機マフィアに対して決定的なノックアウトを与えることを目論んでいた。そしてブリーフィングが行なわれるはずであった当日、ボイドは将軍たちに対して、LWFを装備化する決定は既に下された旨、国防長官からの伝言として伝達した。会場は大騒ぎとなり、戦闘機マフィアは完勝を収めた。1974年3月7日、シュレシンジャーは、LWF計画を空戦戦闘機（ACF）計画に発展させ、全面開発に移ることを発表した。その後、LWFは北大西洋条約機構（NATO）の同盟国向けとしても注目されるようになり、計画はさらに加速したが、その分、ボイドをはじめとする戦闘機マフィアに対する圧力は幾何級数的に増大していくこととなった。

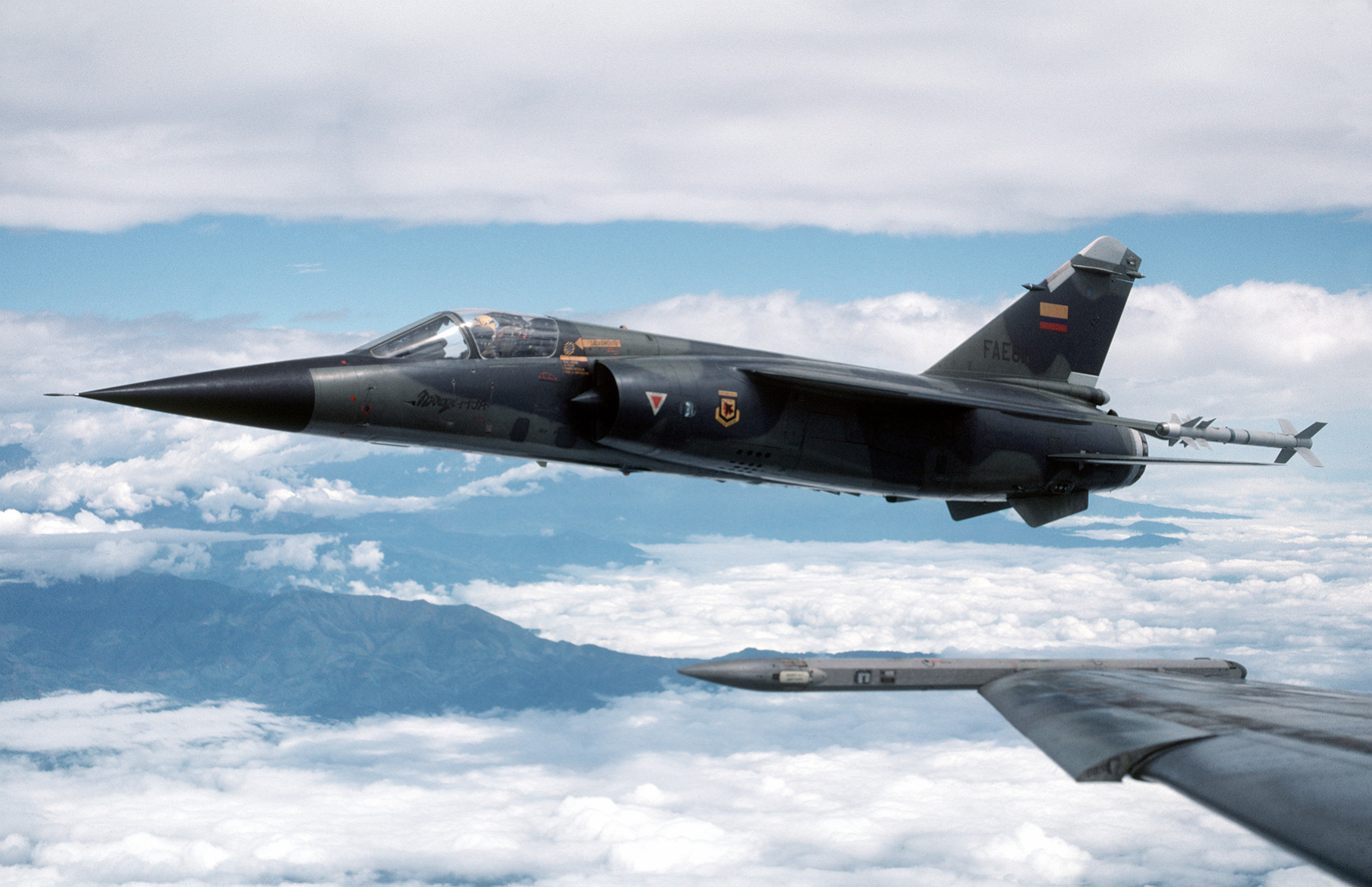
ヨーロッパへの売り込みで競合したフランス製ミラージュF1

1973年11月にNATO加盟国のうちベルギー、デンマーク、ノルウェー、オランダの4か国がF-104Gを更新する機体の取得に際し、有利な取引条件を引き出す為の政治的発言力強化を目的として4か国共同行動の検討を始め、1974年の初頭にMFPG（多国戦闘機戦闘機計画グループ）を発足させた。これらの国々は、F-15やF-14といった大型の戦闘機を必要としていなかったため、有力な候補とされていたのは、フランス製のミラージュF1やジャギュア、ACF採用案（F-16もしくはF-17）やノースロップが独自に提案したP-530、スウェーデン製のサーブ 37 ビゲン輸出型（ユーロファイター）である。
その候補は、ミラージュF1/M53、ACF採用案、ユーロファイターの三機種に絞り込まれた。同年五月に結成されたMFPG調査グループは同年6月にフランスとアメリカ、7月にはスウェーデンを訪れた。

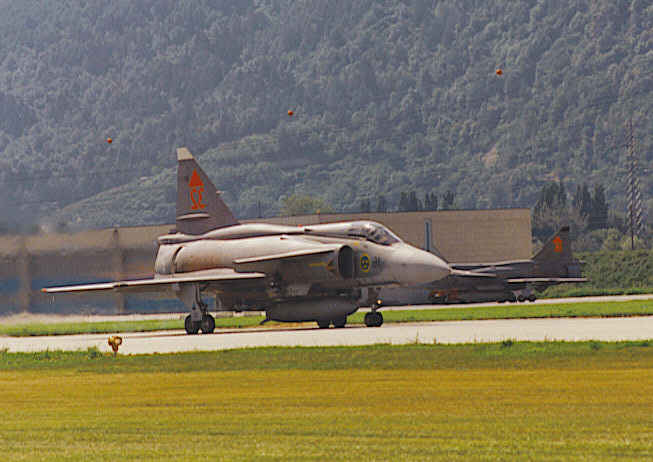
サーブ 37 ビゲンは戦時の部品供給に不安を抱えていた

YF-16の初飛行は、正式には1974年2月2日とされる。ただし、1月20日の高速地上走行試験中に予定外の場周飛行を行うことになるハプニングがあった。この滑走路上での試験では高速走行状態から機首を上げ、1m足らずの高さまで浮揚した後に推力を絞って数百メートル前方に着陸する予定であったが、排気ノズルの動作に異常が生じて推力が想定外に低下し、ロール制御が困難になってPIOに陥った。テストパイロットのフィル・エストリヒャー（英語: Phil Oestricher）が推力を上げ、操縦桿から手を放すことで機体のFBWシステムに任せたところ振動は収束したが結果的に機体は浮揚して左旋回しながら滑走路を離れた。その後エストリヒャーは場周経路を飛行して無事に着陸することに成功し、FBWシステムの有用性を始め機体についての多くの知見が得られたという。
新型のゼネラル・エレクトリック社YJ101を使用したため、初飛行が6月9日まで遅れたYF-17との審査はそれぞれ2機を使用し、YF-16が347回、YF-17が288回の飛行を行い、比較テストが行われた。
F-4とA-7、状況によっては最新鋭機だが政府とグラマン社の間でインフレに起因する金銭的トラブルが発生していたF-14を更新する事を目的に1974年4月に正式な開発計画として始まったアメリカ海軍のVFAX（次期戦闘攻撃機）は、8月28日に予算削減を目的に、「ACFの選定で採用された航空機が採用される」という決定を議会が行ったが、アメリカ空軍はアメリカ海軍の要求を受け入れるつもりは無く、空軍制服組高官の中には、両者の意見交換の場で空軍側出席者に対し、公然と「海軍の要求を飲んだ人間には、アラスカでサーモンの数を数えてきてもらう」的な恫喝すら行う者も居た。
海外への輸出先を確保できる可能性が出てきた事によるアメリカ合衆国国務省からの圧力により、アメリカ空軍は1974年7月にACFの勝者をアメリカ空軍で制式に採用することを保証し、1975年の2月とされていたACFの採用決定は1975年1月に前倒しが決定された。この決定の前倒しに、ジェネラル・ダイナミクスとノースロップの両企業は対応可能と回答していた。
アメリカ空軍は1975年1月13日に、機動性、航続距離、加速性での優位、F-15と共通のエンジンを使用した事によるF-15調達コストの引き下げを理由にF-16の制式採用を公表した。
1975年3月にNATO運営委員会からミラージュF1/M53、F-16、サーブユーロファイターの比較レポートが公開された。このレポートの中でF-16は価格と機体性能は他の2機種よりすぐれているが、ライセンス生産のオフセットの見返りが一番少なく、MFPGが機体の開発計画に影響力を行使できない、先端技術を用いた部品がブラックボックス化されているといったことを指摘されていた。この前後の時期から、断った上で持ちかけられた側が暴露した、ダッソーの代理人によるオランダの政治家に対する買収工作やCIAが公表したノースロップによる、当時フランス国民議会副議長だったポール・ステラン買収など、MFPG参加国の政治家への買収や対立候補への妨害工作が明るみに出始めた。
1975年6月7日、パリ航空ショーの会場で、ベルギー、オランダ、ノルウェー、デンマークの4か国が共同でライセンス生産したF-16を採用することを公表した。
1981年にロナルド・レーガン、政権が発足するとそれまでの米軍採用機を輸出しない（ダウングレードや輸出専用機を輸出する）という方針が撤回された。これに伴い、F-86やF-104を輸出していた重要同盟国以外の、F-5戦闘機やA-4攻撃機を採用していた西側各国の更新計画の俎上に載る様になる。
米軍採用のお墨付きと1000機を超える量産効果で、アメリカのF-20戦闘機のみならずヨーロッパ製競合戦闘機を下して採用されている。

## 設計と特徴

### 基本構造

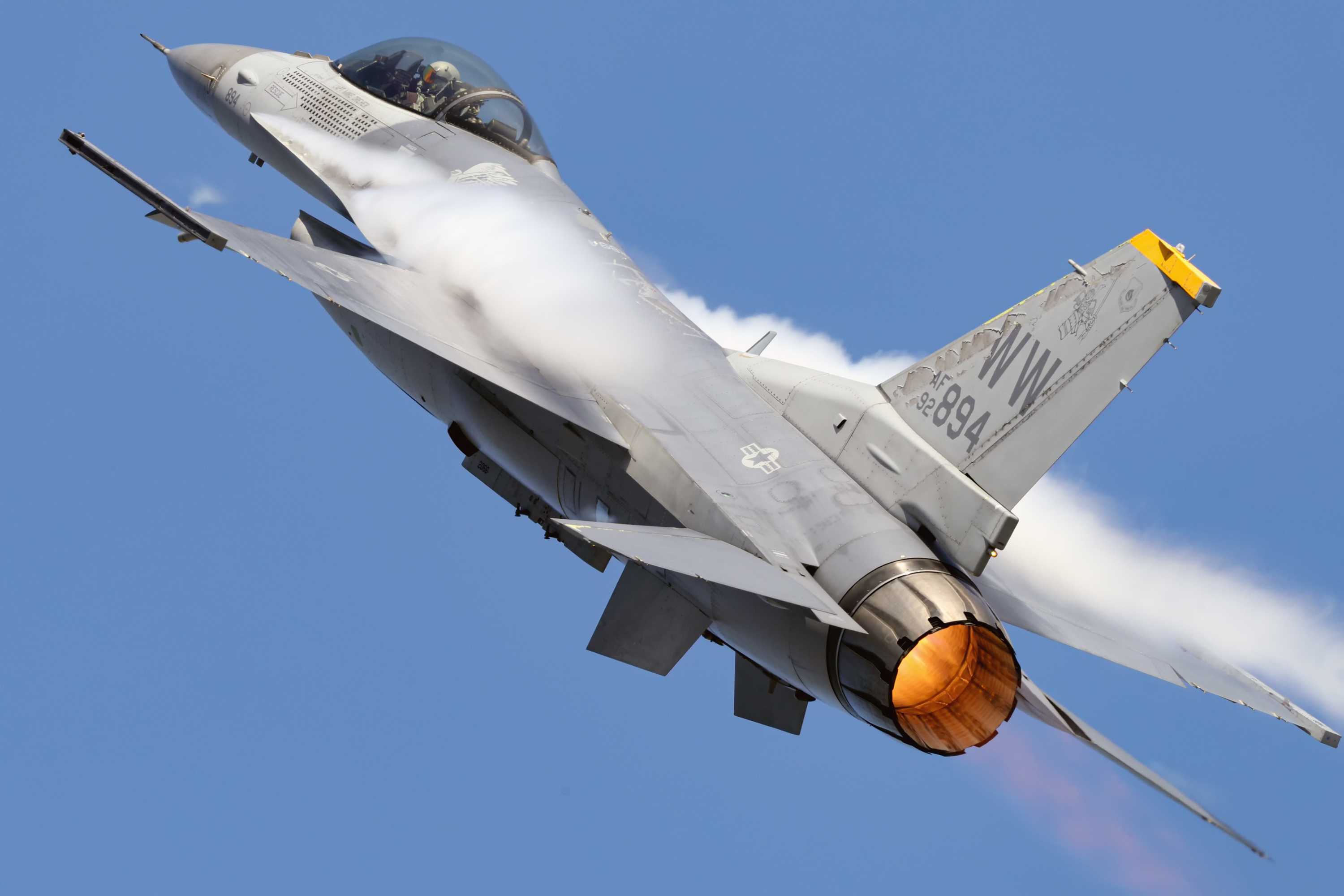
アフターバーナーを使用するF-16C Block 50

F-16は当初から、胴体と翼を一体で成型するブレンデッドウィングボディ（BWB）や機体の操縦をコンピュータで補正・制御するフライ・バイ・ワイヤ（FBW）といった革新的技術を取り入れた設計となっていた。
ブレンデッドウィングボディは離着陸時や旋回時など大迎角での飛行の際に、胴体で揚力を発生する効果が大きいため、実質上、主翼面積を増大させたのと同等の効果を持つ。単純に主翼面積を増やした場合は、抗力の増大や回転率低下といった欠点も不可避のものとなるが、これを抑えることができる。また、胴体内容積を大きく取ることができるため、内部構造の簡素化や燃料搭載量増への効果がある。
従来の操縦系では操縦桿やフットペダルと動翼は主系統では油圧、予備系統ではロッドリンクやワイヤーによる機械式であったが、FBWでは一方の端からの入力を電気信号に変換して電線で出力側まで伝送する。これにより、機械的接続なしに操縦席の入力を動翼のアクチュエータに伝えたり、逆に動翼への圧力を操縦席側のサーボモーターによる擬似応答としたりすることが可能となった。
特にデジタル信号に変換することによりコンピュータによる補正が容易になり、F-16が静安定性緩和（relaxed static stability：RSS）による運動能力向上機（Control Configured Vehicle：CCV）として実現するに至っている。
LERXとブレンデッドウィングボディを持つCCVとすることにより、大きな主翼面積として翼面荷重を低く抑えるという手法を取ることなしに要求される運動性を獲得した。より小さな主翼面積は抗力や突風の影響を抑え、低空域での機動性や安定性、加速力の向上に寄与している。なお、静安定性緩和による水平尾翼の釣合い荷重の軽減に応じた尾翼面積の減少も空気抵抗低減に効果があったが、本格的生産後に判明した対地攻撃時の引き起こし時の不具合に対して30%面積を拡大されている。主翼には、後縁にフラップとエルロンの両方の機能を持つフラッペロンと前縁に前縁フラップが取付けられており、小さい旋回や大迎角での飛行などの空戦時の機動性向上が図られている。また、エア・ブレーキはエンジンノズル付近の両側に取付けられている。
機体の構造材料としてはアルミニウム合金が高い割合を占め、F-100以降にアメリカ製戦闘機に広く採用されているチタニウム合金の使用率は2%程度である。F-15の25.8%と比べると10分の1程度であり、価格低減を重視している。一方で複合材料の使用率は4%に達し、F-15の1.2%よりも高い。また、F-15のボロン系に対し、より発展したグラファイト系の複合材料を採用している。
基本構造はA型の時点でほぼ完成しているが、武装やアビオニクスの拡張性が高く、メーカーがアップデートや採用国の要求に合わせた改修を行っている。
ブロック50/52アドバンスドからは機体背面にコンフォーマル・フューエル・タンクの装備が可能である。装備によって440米ガロン」（1,665リットル）の追加燃料を搭載でき、2時間で着脱可能。装備しても飛行性能に大きな変化はなく、巡航および戦闘機動への影響は1%未満とされる。

### コックピット

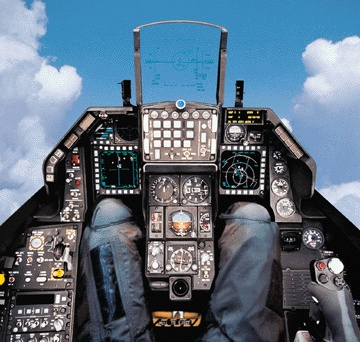
F-16Cの計器版パネル。正面に有るのが、上からヘッドアップディスプレイ、データ入力パネル、アナログ式の基本計器、パイロットの膝の前にあるのは多機能ディスプレイ。

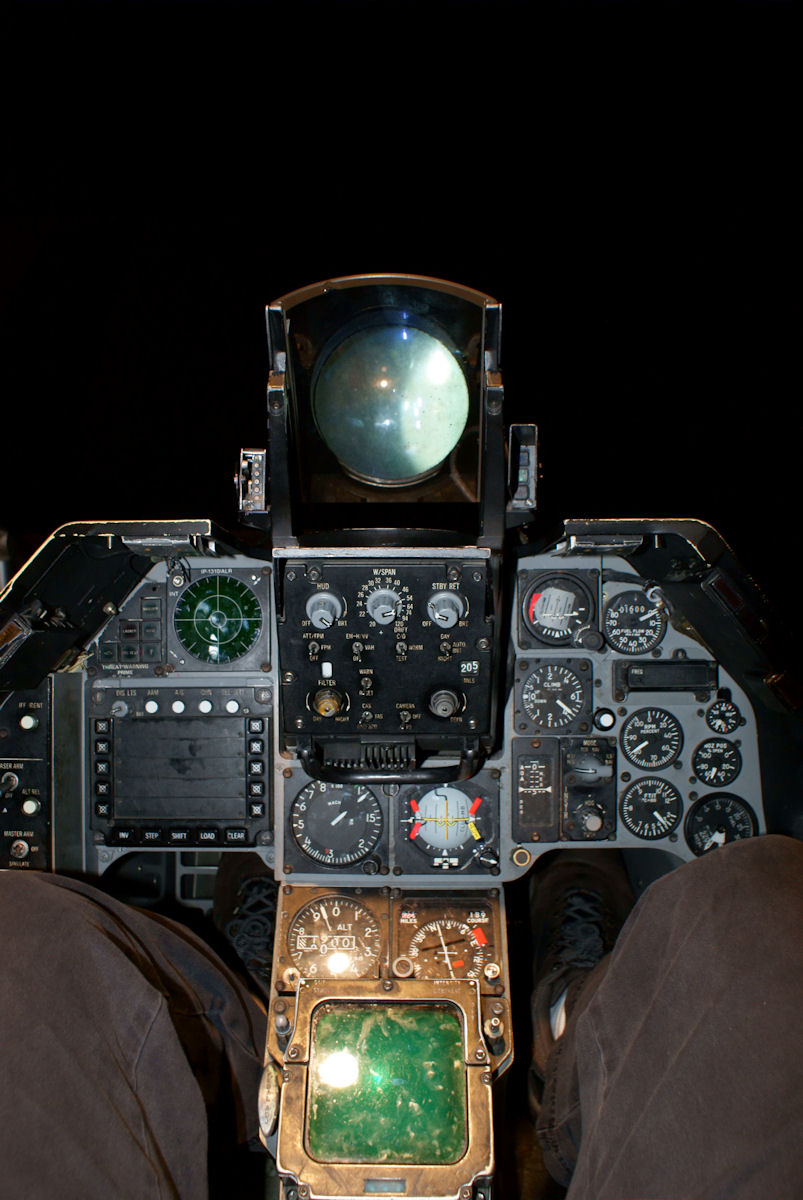
F-16Aの計器パネル

FBWにより操縦桿の配置が自由になったため、F-16では操縦者の右側に移動させ（サイドスティック方式）、シートのリクライニング角を30度と深めることにより、遠心力の身体軸方向の分力を緩和してブラックアウトの発生を遅らせたり高G機動時の加重を体全体に分散することにより、対G能力の向上を図っている。
速度計、高度計、姿勢指示器、方位磁針などの基本的な計器は従来からのアナログ式であるが、液晶の多機能ディスプレイやヘッドアップディスプレイなど限定的ながらグラスコックピットが前後席両方に導入されている。
操縦桿入力の信号化には操縦桿の変位ではなく操縦桿に加わる圧力を使用している。試作当初は操縦桿を固定していたが、加重もしくは迎え角の限界に達していることが伝わらずにパイロットが力を加え続けて余分な疲労を生じることがないよう、若干動くように変更された。
F-16に配属され間もないパイロットには、計器飛行を行うよう指導されるという説がある。F-16のコックピットは、パイロットの身体の大部分をキャノピーが覆っており視界を遮る枠も少ないことから、他機種から転換したパイロットが機体の姿勢や加速度について錯覚を起こしやすいと言われている。

### エンジン
試作機からBlock 25までの機体は、プラット・アンド・ホイットニー社製のF100を一基搭載していたが、Block 30からは、ゼネラル・エレクトリック社製のF110の搭載も可能なエンジンベイとなった。F110はF100よりも推力が大きいため、F110搭載機の方が僅かに巡航速度が速い。
機体下面に装備され、外見上の目立つ特徴となっているエアインテークは遷音速域での効率に重点を置いた固定式となっており、軽量な機体に高出力のエンジンでありながらも最高速度をマッハ2に留めている。LWFは遷音速域で起こる格闘戦を目的としてマッハ2以上の最高速度の要求がなかったため、ジェネラル・ダイナミクスでは、最高速度をマッハ2.2とする可動式エアインテークを装備した場合と最高速度をマッハ2程度とした固定式エアインテークを比較すると、超音速領域の最高速度と余剰推進力を除いた同一条件要素において固定式エアインテークの方が優れているとした結果である。
補助動力装置としてエンジン始動用のJFSと、緊急時の電源にEPUを備えている。なおEPUの燃料は70%のヒドラジン水溶液であり取り扱いに注意が必要となる。後にF-16をベースに開発されたF-2ではジェット燃料を使用するEPUが採用された。

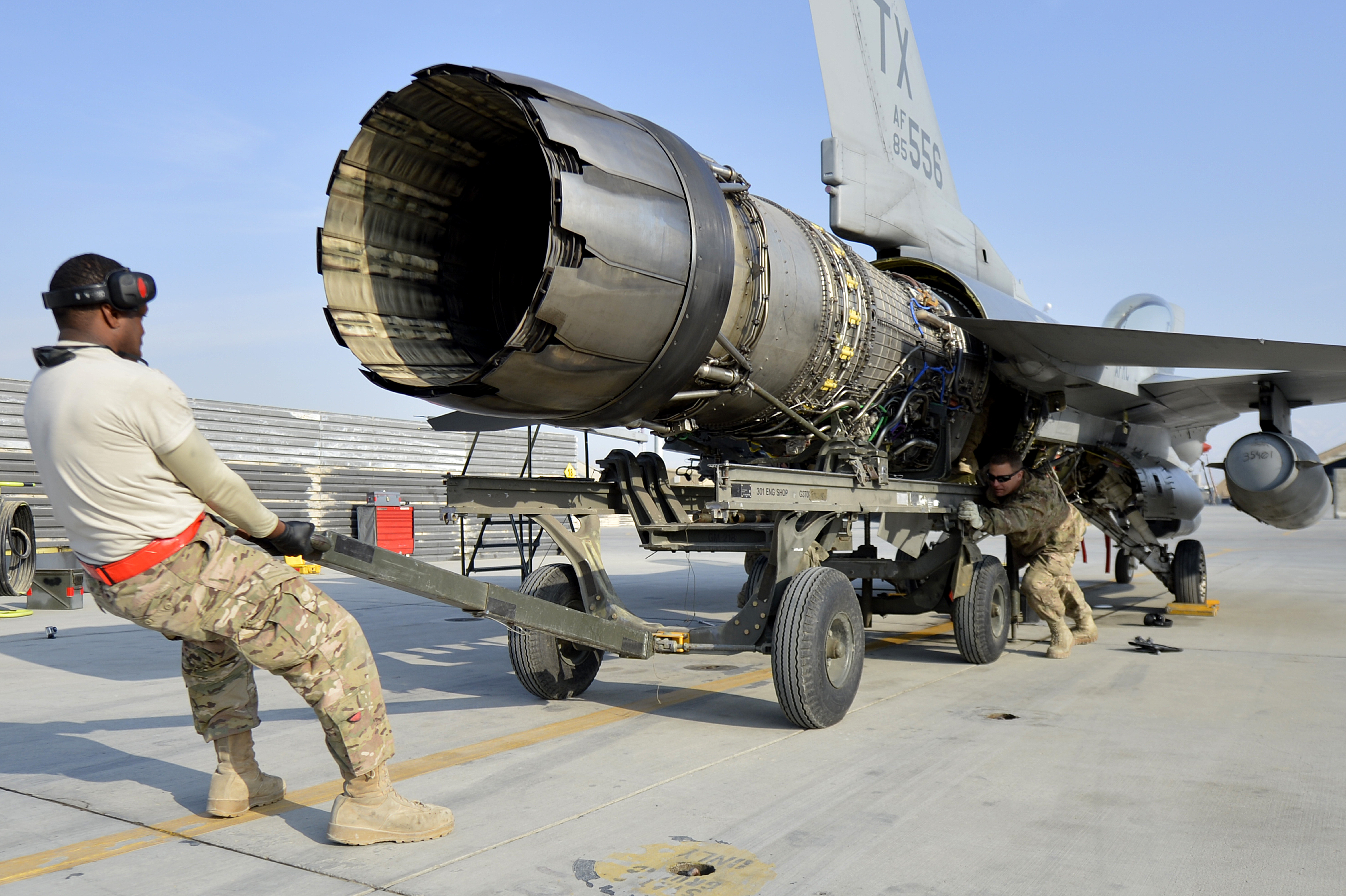
F-16から取り外されるF110エンジン
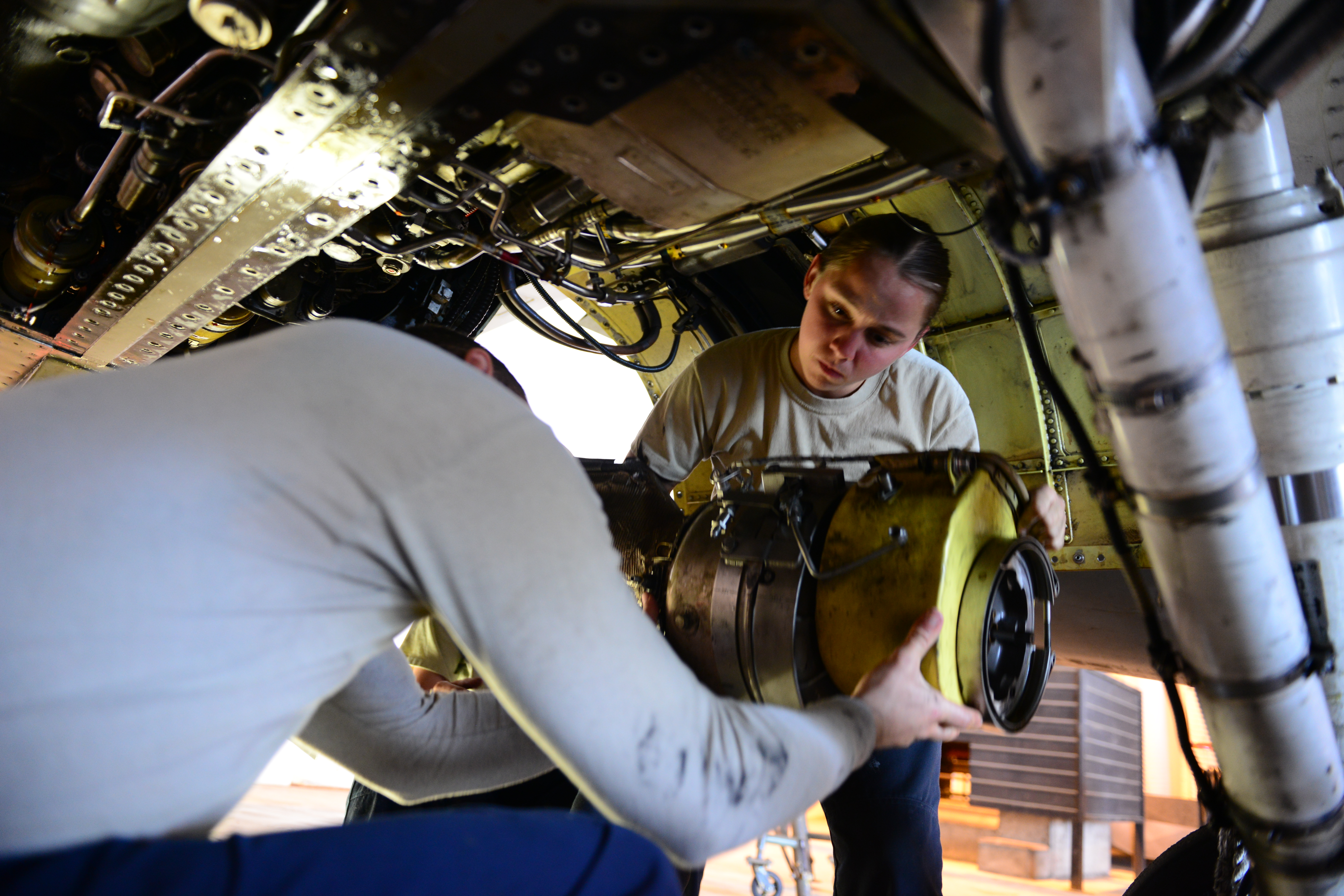
F-16のJFS

### 武装

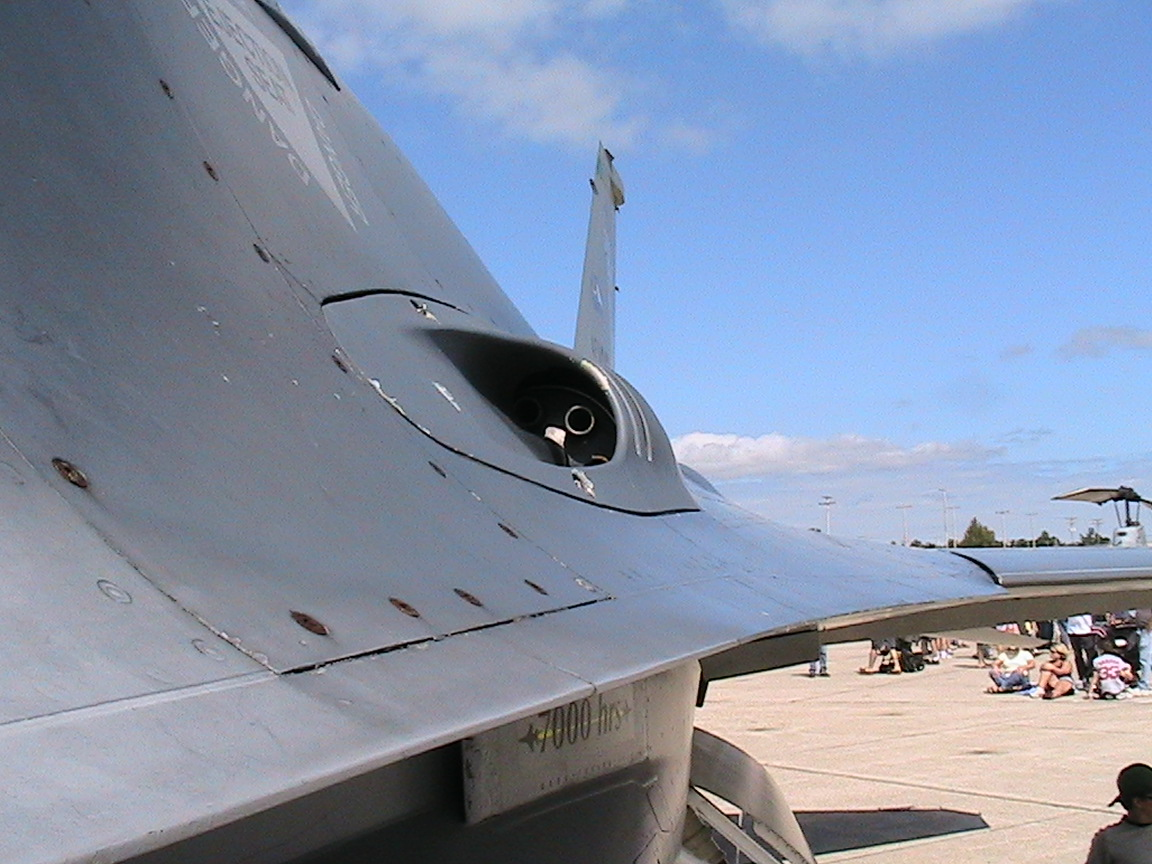
M61バルカン砲の砲口

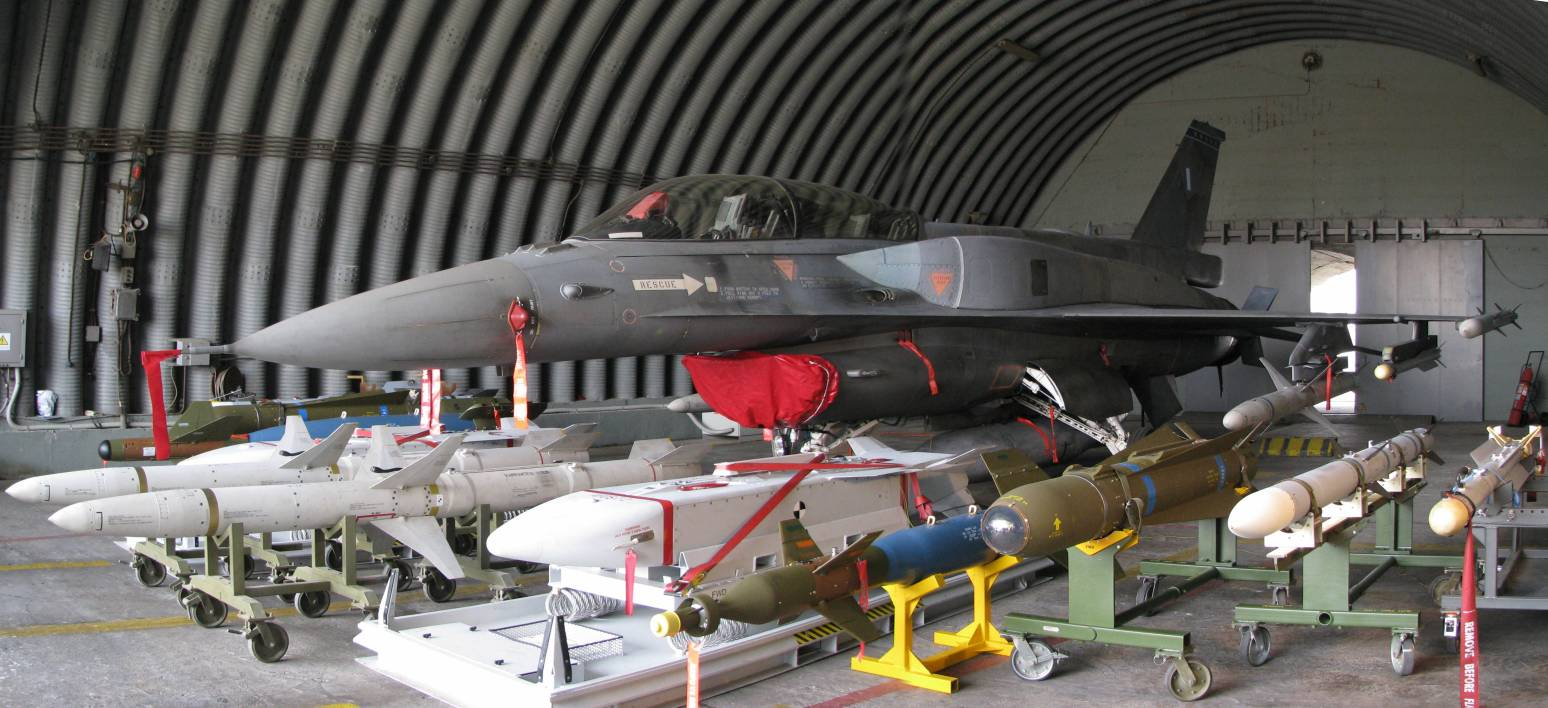
ギリシャ空軍のF-16D Block 52アドバンスドと搭載兵器。開発当初想定されていなかった、ヘルメット照準に対応するIRIS-Tや撃ちっぱなし・同時多目標攻撃能力を持つAMRAAM、誘導爆弾や対レーダーミサイル、スタンドオフディスペンサーが主体となっている。

M61A1 20mmバルカン砲を固定武装とし、主翼先端部や主翼下6つのハードポイントに、空対空ミサイルのAIM-120 AMRAAMやAIM-9を搭載可能。これに加え、無誘導爆弾やクラスター爆弾、レーザー誘導爆弾、ロケット弾などを搭載できる。

### 運用

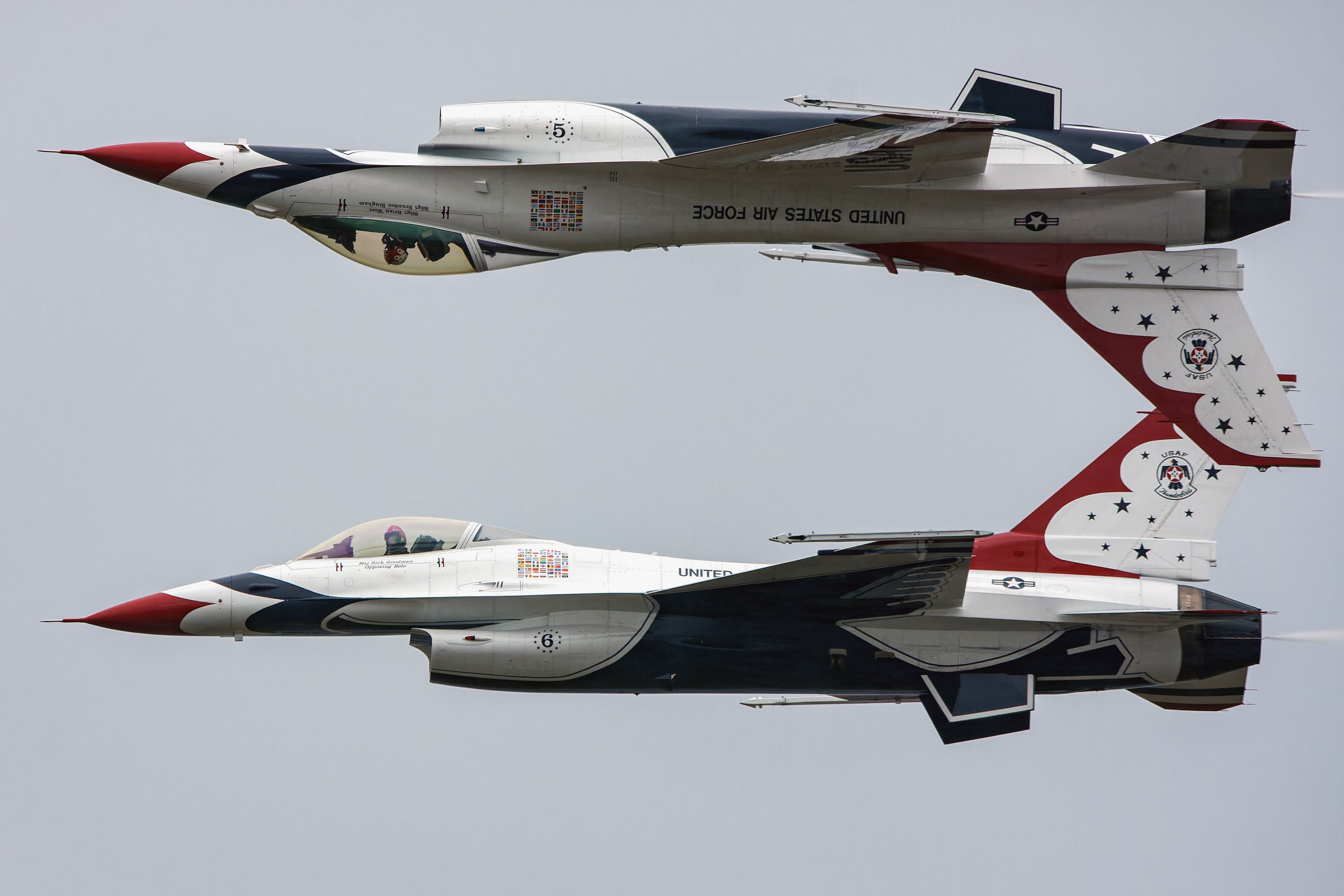
サンダーバーズのF-16

当初格闘戦のための軽量戦闘機として開発されたにもかかわらず、対地攻撃に使用できる十分な対地攻撃能力を兼ね備えた結果「スウィング・ロール」や「スウィングファイター」と呼ばれた。近年、この種の機体はマルチロール機と呼ばれている。
低速・低空での運動性が良好であることから湾岸戦争前の時点で派生機のA-16がA-10の後継の座をA-7FやAV-8Bと争っていたが、湾岸戦争での実績に対する再評価によりA-10を延命改修した上で2028年まで使用した後、F-16ともどもF-35で更新するという決着となっている。
低速・低空での運動性が良好という特性により無改造で高度な曲技飛行が可能なため、アメリカ軍ではサンダーバーズ（空軍）やPACAF F-16 Demo Team（太平洋空軍）で曲技機として使用されている。
2014年9月9日、F-16Dにおいて飛行後の点検時にロンジロン（縦通材の中で最も強度が高い部分）にクラックが見つかり緊急点検を実施したところ、82機で亀裂の発生が確認された。該当機は飛行が停止され現在ロッキード・マーティンと協力して修理方法を開発中である。なお該当の機体は平均機齢が24年、5,500飛行時間以上である。

## 愛称
愛称は、当初「マスタングII」や「コンドル」も検討されていたが、アメリカ空軍士官学校でマスコットに使用されているファルコン（隼）と決定した。しかし、航空機の商標としては「ファルコン」がダッソーのビジネスジェット「ダッソー ファルコン」に使われているため、訴訟を避ける目的でファイティング・ファルコン（Fighting Falcon：戦う隼）という名称が制定されている。アメリカ空軍パイロットや整備員の間では戦う事が当たり前である戦闘機にわざわざ「ファイティング」とつけることは不評であり、非公式な愛称として、『宇宙空母ギャラクティカ』オリジナルシリーズに由来する「バイパー」や、「エレクトリックジェット」という名称も使用されている。
非公式名称の一つの「バイパー」は、インド向けに提案されていたF-16INの現地公式名称として、メーカー側でも使用していた。

## 製造
開発国であるアメリカ国内で生産されたほか、ベルギー、オランダ、トルコや韓国などでライセンス製造が行なわれた。アメリカ国内では主にテキサス州フォートワースで製造された。しかし2011年以降受注減やF-35の生産拡大に伴いロッキードの航空部門長は2017年の9月にフォートワースの工場から最後のF-16を納入し、サウスカロライナ州グリーンビルに移転するために2年間の生産休止を行うと発表した。グリーンビルでの製造は2019年4月より開始され、ロッキードはF-16を製造し、現地で試験してからバーレーンやスロバキアのようなアメリカの同盟国に売却すると発表した。ロッキードでは同工場で2019年後半よりF-16ブロック70の製造を開始する予定であると報じられた。

## 採用状況
F-15は1960年代後半から1970年代末にかけてのインフレにより高価になり、アメリカ空軍でも当初計画されていた配備済のF-4全機をF-15とその発展型で置き換えることができなかったため、F-16を並行配備して作戦機数を確保している。
低い高度での任務が主軸となる対地攻撃任務は制空任務より損耗率が大きいため、高価なF-15が制空任務専門に充てられたのに対し、相対的に安価なF-16は制空・対地の双方の任務に用いられ、フランスのミラージュ2000などとともに小型・軽量ながら現代の本格的なマルチロールファイターの先駆けとなった。
F-15系列機に対する対地攻撃任務面の長所として、軽量小型でかつCCV設計の採用によって空気抵抗が小さく、高度300m以下での低高度での機動が上回っている点も挙げられている。しかしその一方で、兵器の搭載量に関してはF-15には及ばない。
アメリカ空軍をはじめ多くの国で運用中であるが、設計寿命の8,000飛行時間を迎える機体が現れたことから、2020年代からはF-35 ライトニングIIへの更新が進むとされる。アメリカ空軍も2012年時点で1,020機あるF-16を2020年代までにF-35Aに入れ替える予定であったがF-35の開発は遅延。2017年4月には、配備期間を2040年以降まで延長する決定がなされた。さらに寿命を4,000飛行時間延長して12,000飛行時間とする機体構造補修（SLEP）とAN/APG-83 SABR AESAレーダーへの換装を中心とした延命計画が、ブロック40・42・50・52の300機に行われる予定である。また、F-35の量産化が始まって以降も、その安価さを武器にF-35を導入できない中小国などへの販売が依然として続けられている。
中古機の需要も高く、特にベルギーとオランダは冷戦終結に伴う軍縮により戦闘機戦力の削減を進めていったことで余剰化したF-16の大きな輸出国となっている。
2022年に始まったロシアの侵攻への抗戦を続けるウクライナは、西側諸国にF-16の供与を求めており、2024年8月4日に受領した機体を初めて公開した。
セールスで競合するのはF-5、グリペン、ミラージュ2000、MiG-29といったローコストが売りの軽量戦闘機であるが、アビオニクスやエンジンのアップデートにより後に登場した機体にも劣らないことから、F/A-18E/F、ユーロファイター タイフーン、ラファール、Su-27、F-35など高価な高性能機とも比較されている。
F-16は機体設計図の95%を変更したと言われているが、日本のF-2A/Bの原型になっている。

## 実戦参加
F-16が参戦した戦争の多くは中東を戦場とした。

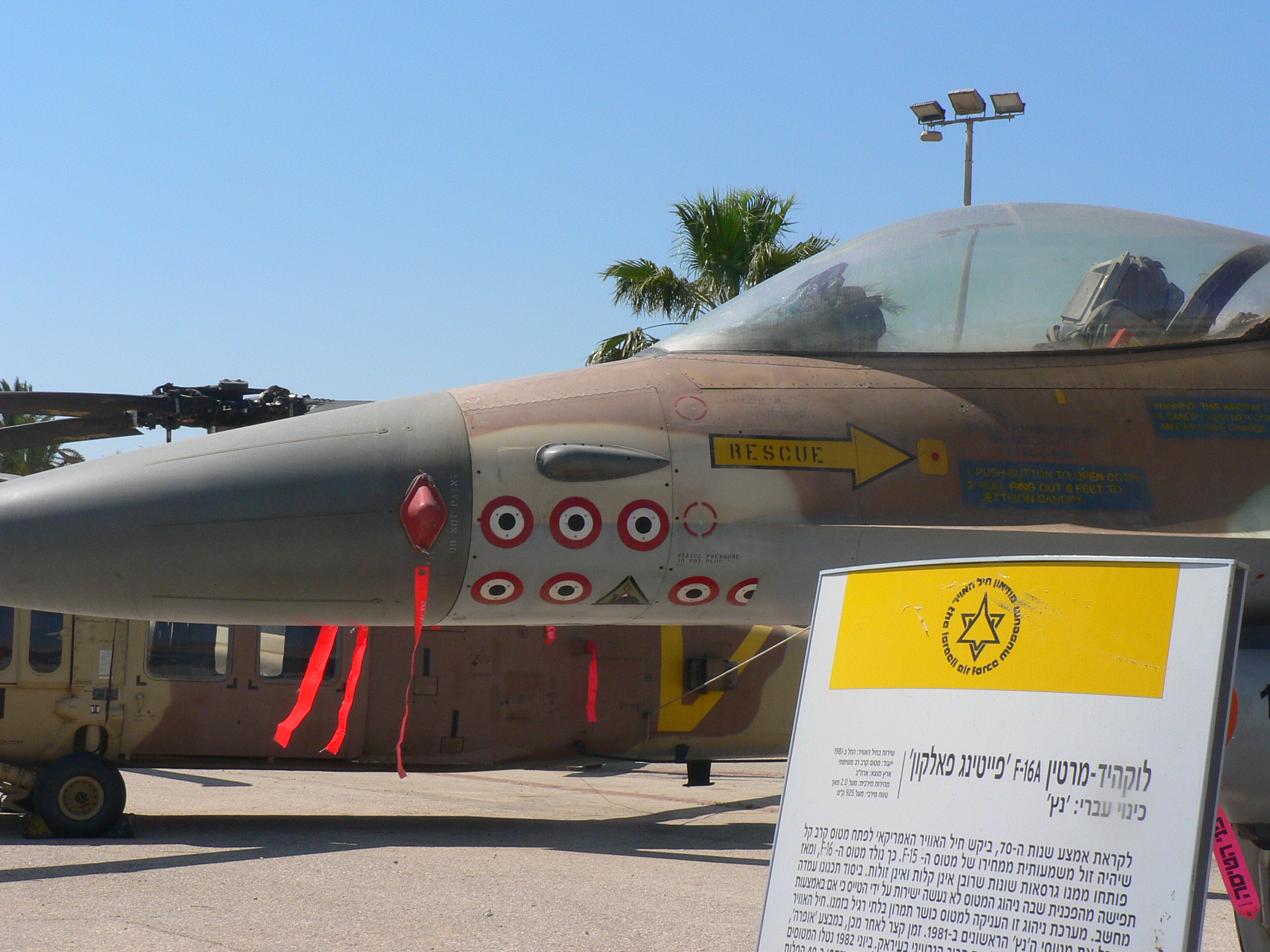
ガリラヤの平和作戦で交戦経験があると思われるF-16。5つと1/2のシリア空軍およびフセイン政権時代のイラク空軍を示すキルマークがある。

1981年6月7日にイスラエル空軍によるイラクの首都バクダード近郊の原子力発電所への航空攻撃作戦のバビロン作戦で参加し、1982年6月6日にレバノン南部のパレスチナ解放機構（PLO）拠点攻撃を目的にイスラエルがレバノン内戦に介入したガリラヤの平和作戦では、F-15と共にシリア空軍に対するベッカー高原の航空優勢を常に掌握していた。
ソビエト軍のアフガニスタン侵攻では、パキスタン空軍のF-16が領空侵犯を行ったソビエト連邦空軍やアフガニスタン空軍を迎撃し大きな損害をもたらした。

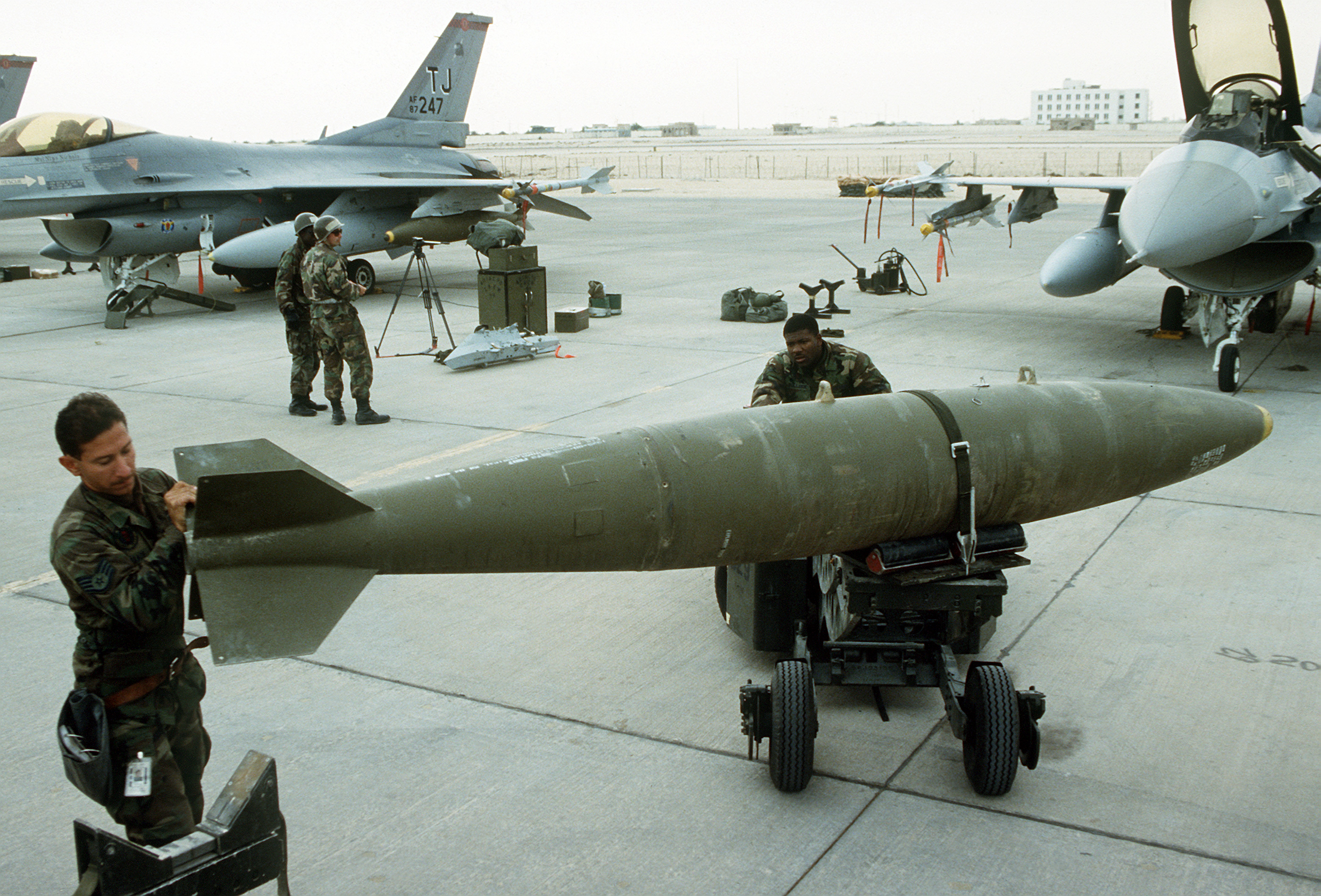
湾岸戦争当時の「主要な武装」の一つである、MK84低抵抗爆弾。後方のF-16に搭載されている対空ミサイルはAIM-9。初期作戦能力を獲得したばかりのAIM-120は支給されていなかった。

1990年8月2日にイラクが隣国クウェートへ侵攻したことに始まる湾岸戦争では、アメリカ空軍の主力として参戦した。当時配備されていたF-16の大多数は精密誘導兵器運用能力はなく、精密誘導兵器の運用能力を持つF-16 Block 40/42保有部隊にしてもLANTIRNのAN/AAQ-14標定ポッドの生産遅延によりAN/AAQ-13航法ポッドのみの保有であったため、対空兵器対策として高度1万フィート以上から目視照準で無誘導爆弾を投下する戦術に限られたうえ、異常気象による視界悪化から芳しい戦果を得ることはなかった。
戦争終結までの約13,000回の出撃で8機のF-16がイラク側の対空兵器で撃ち落とされた。平均して1,636回の出撃で1機という出撃回数に対する被撃墜率は、低高度攻撃を主な任務としていたトーネードや、本来想定されていない戦線後方への航空阻止に投入された結果大きな損害を被ったA-10に比べて低かったが、機数と出撃回数の多さから損失数はトーネードの12機の次に多かった。
1992年11月27日にベネズエラで発生した、ウゴ・チャベスのクーデターでは、当時のベネズエラ政府側についた部隊のF-16が、2機のOV-10と1機のAT-27を撃墜した。
サザン・ウォッチ作戦においてアメリカ軍のF-16は1992年12月にイラク南部でMiG-25、1993年1月にイラク北部でMiG-23を、視界外交戦能力を持つAIM-120により撃墜した。
キプロス島の領有権を巡り対立関係にあるギリシャとトルコの間では、1960年代から偶発的な空中戦がたびたび発生しており、1996年10月10日にギリシャのミラージュ2000がトルコ空軍のF-16Dを撃墜したが、トルコ政府がこの事件を公表するまでギリシャは事件の発生を公式に認めていなかった。

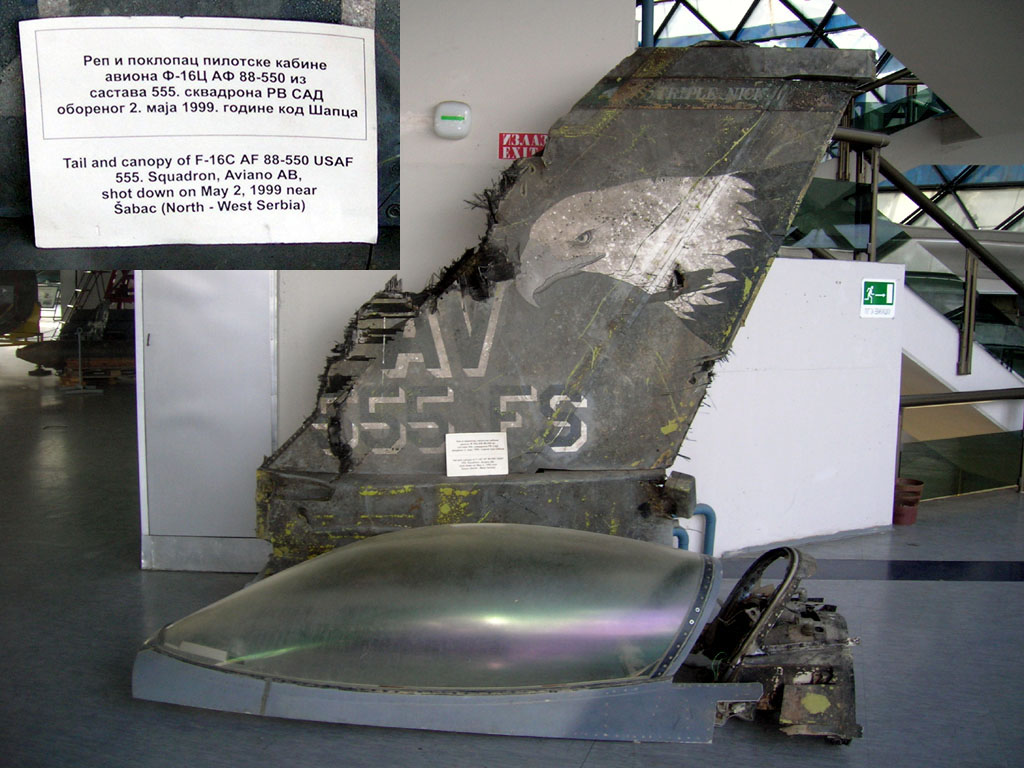
アライド・フォース作戦で撃墜されたF-16（アメリカ空軍第555飛行隊所属機）のキャノピーと垂直尾翼。
セルビアのベオグラード航空博物館にて展示。

中東での作戦と平行し、ボスニア・ヘルツェゴビナ紛争において1994年にセルビア空軍機との交戦と防空施設への攻撃に投入された。
コソボ紛争末期にNATO軍が本格的な介入を行ったアライド・フォース作戦では、MiG-29と交戦し、1999年3月24日にオランダ空軍のF-16AM、5月4日にアメリカ空軍のF-16CJがそれぞれ1機ずつを撃墜した。
2001年のアメリカ軍を中心とした多国籍軍のアフガニスタン侵攻や2003年のイラク戦争に投入された際の攻撃の多くはレーザー誘導爆弾やJDAMといった精密誘導兵器やHARMといったスタンドオフ兵器による対地攻撃だった。
2006年5月23日にはギリシャとトルコのF-16が空中衝突によって失われた。
2006年11月27日、地上部隊の戦闘支援中の米軍所属機がバグダード北西30km付近で墜落した。同年8月31日、オランダ軍のF-16がアフガニスタン南部で墜落した。
2011年リビア内戦におけるオデッセイの夜明け作戦においてギリシャ、イタリア、アラブ首長国連邦のF-16は初めての実戦参加となった。
2014年12月24日、生来の決意作戦における空爆に参加していたヨルダン軍所属機が墜落した。
2015年11月24日、シリアとトルコの国境付近においてトルコ領空を侵犯したとして、トルコ空軍のF-16が、シリアでの空爆作戦に参加していたロシア航空宇宙軍所属のSu-24を撃墜した。
2023年10月5日、シリア北東部ハサカで空爆を行っていたトルコの武装ドローンがシリア駐留米軍の拠点から500m以内に近づいたため、脅威と見なしアメリカ空軍のF-16が撃墜した。アメリカ軍がNATO同盟国トルコの航空機を撃墜するのは初めて。トルコ側は、撃墜されたドローンはトルコ軍の所属ではないと主張しているという。
2022年ロシアのウクライナ侵攻では、2024年に入りNATO諸国がウクライナにF-16を供与開始。同年8月28日には、ウクライナのF-16がロシア軍のドローンやミサイルなどを撃墜。さらに2025年6月7日には、ロシアのSu-35をAMRAAMで撃墜したと発表した。

## 著名な事故

F-16Cから射出座席で脱出するサンダーバーズのパイロット（2003年9月14日）

1992年1月23日、三沢基地所属の5機がハワイへ移動中に東京から約1166km沖合でKC-135から空中給油を受けたが、ジョン・ドーランが搭乗する機体がKC-135と接触し制御不能となったため緊急脱出した。ドーランは5時間漂流していたところ海上自衛隊のUS-1Aに発見され救助された。ドーランは後に中将へ昇進し在日米軍司令官となっている。
2003年9月14日、アメリカ合衆国アイダホ州のマウンテンホーム基地で行われたエアショーにおいて、離陸直後のサンダーバーズ所属機が墜落する事故が起き、パイロットが負傷した。
2009年9月13日、1機のイスラエル空軍所属F-16Aがヘブロン上空での練習飛行中に爆発し、パイロット1名が死亡した。このパイロットはF-16初の実戦であるバビロン作戦に参加し、コロンビア号空中分解事故で死亡したイラン・ラモーンの長男（アサフ・ラモーン大尉）だった。
2011年2月14日、多国間共同訓練コブラ・ゴールド11参加中のタイ王国空軍所属2機が空中で接触し、2機共に墜落した。脱出したパイロットは2名とも無事だった。
2020年3月11日、3月23日の共和制記念日に行う展示飛行のリハーサル中だったパキスタン空軍機がイスラマバードで墜落し、パイロットのノーマン・アクラム中佐が殉職した。

## 派生型
F-16は生産数の多さから同一マイナーコード中でも生産ブロックにより相当に仕様が異なるため、多様な派生型を持つ。

### 社内研究案
モデル401F
モデル401の原型案
モデル785
モデル401と同時期に研究されていたブレンデッドウィングボディ未適応の設計案

### 試作機

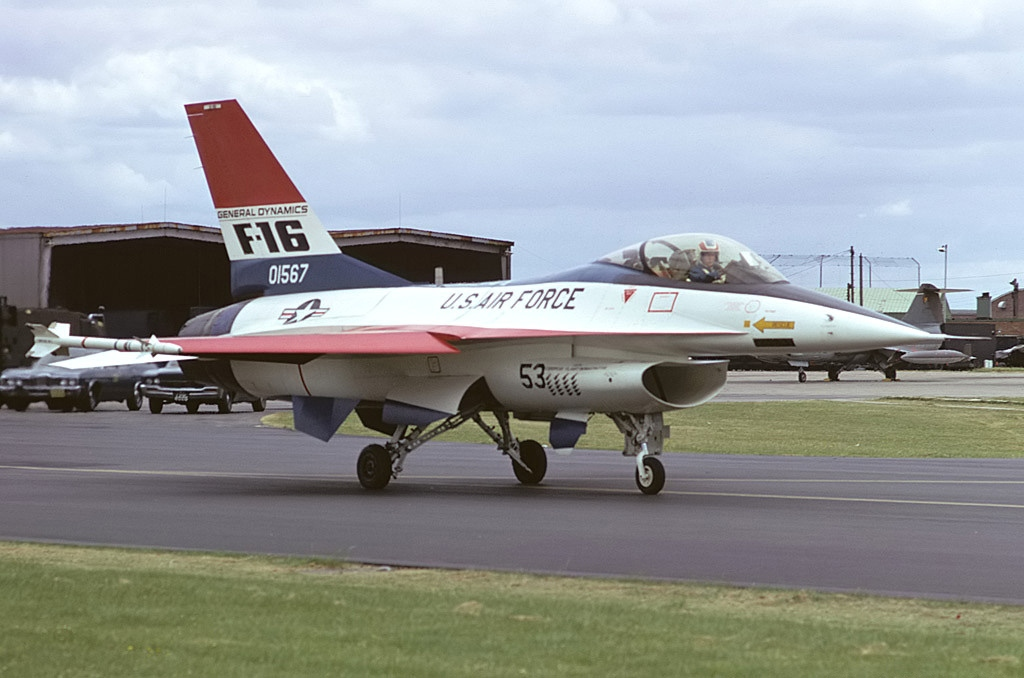
YF-16

YF-16（モデル401）
F-16の試作機。エンジンはF-15と同じF100-PW-100を搭載。射撃管制用のレーダーFCSは簡素なものを搭載しており、ヘッドアップディスプレイ (HUD)はA-7のものを改造して装備していた。総生産機数は単座型2機のみ。
F-16 FSD
FSDは「全規模開発機」の略。量産に向け機体を大型化し、エンジンをF-16用に開発されたF100-PW-200に換装、AN/APG-66レーダーや全天候航法システムを追加。総生産機数は単座型6機（1-6号機）、複座型2機（7-8号機）の合計8機。

### F-16A/B

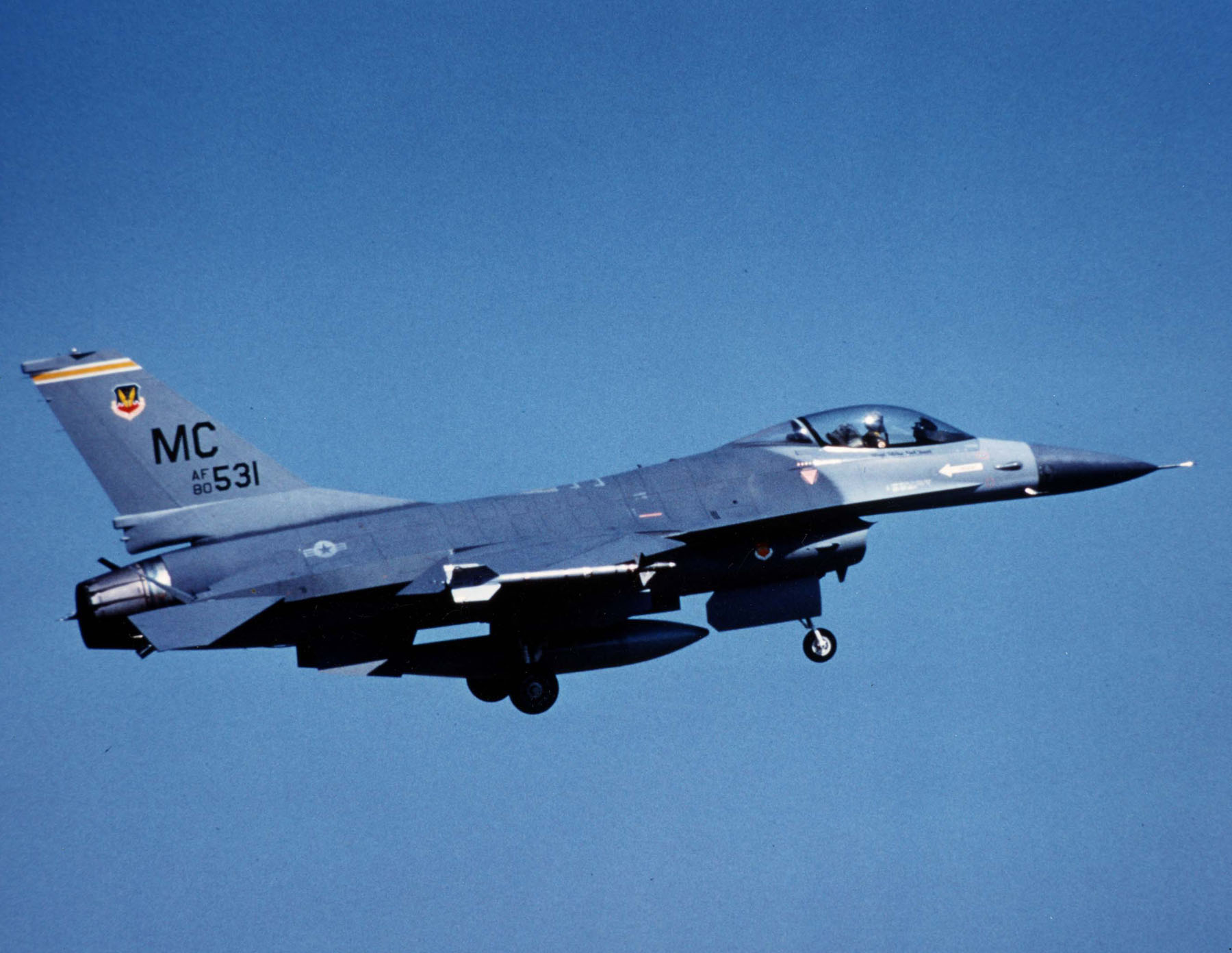
アメリカ空軍のF-16A

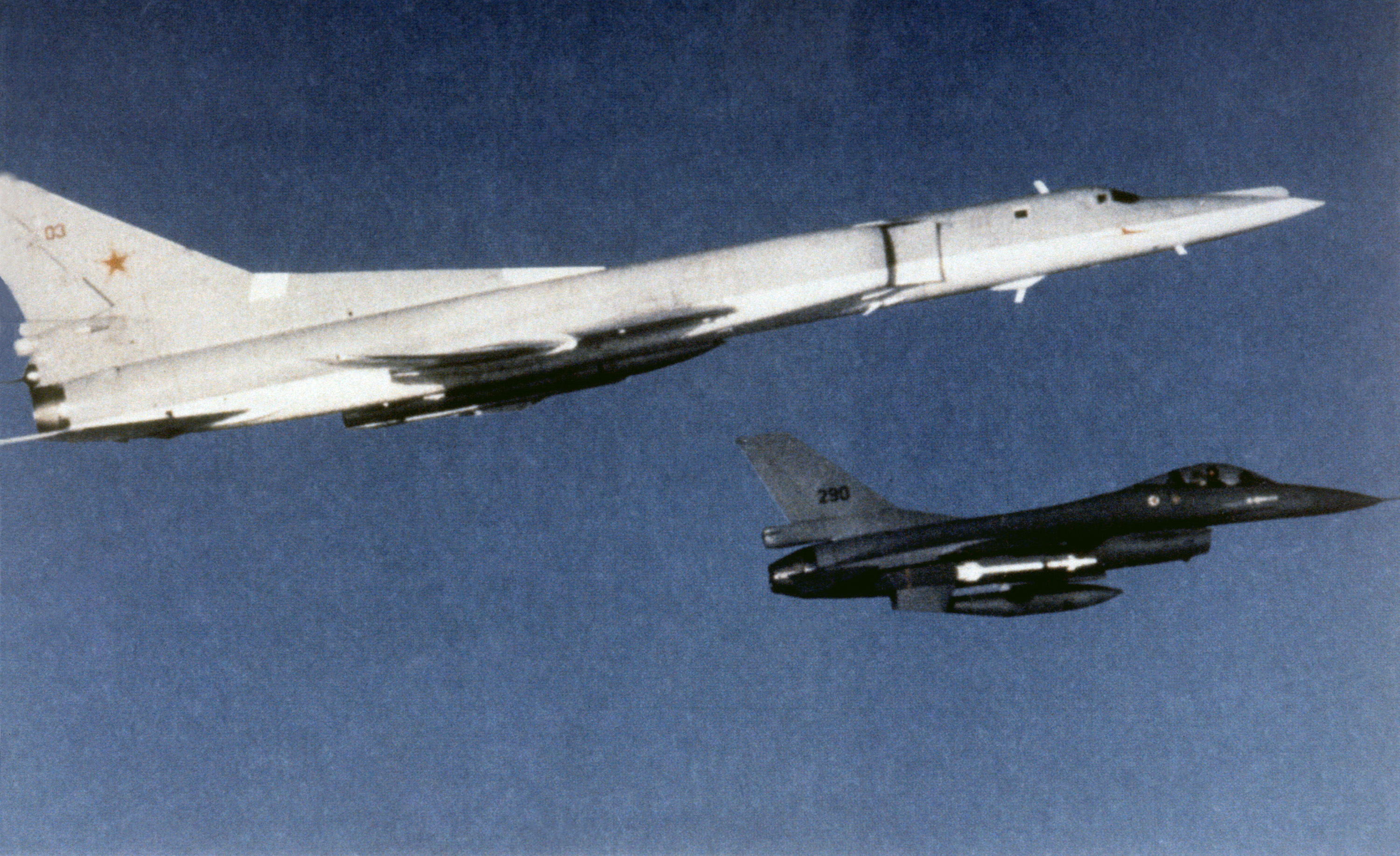
Tu-22M2を要撃するノルウェー空軍のF-16A Block 15（1988年）

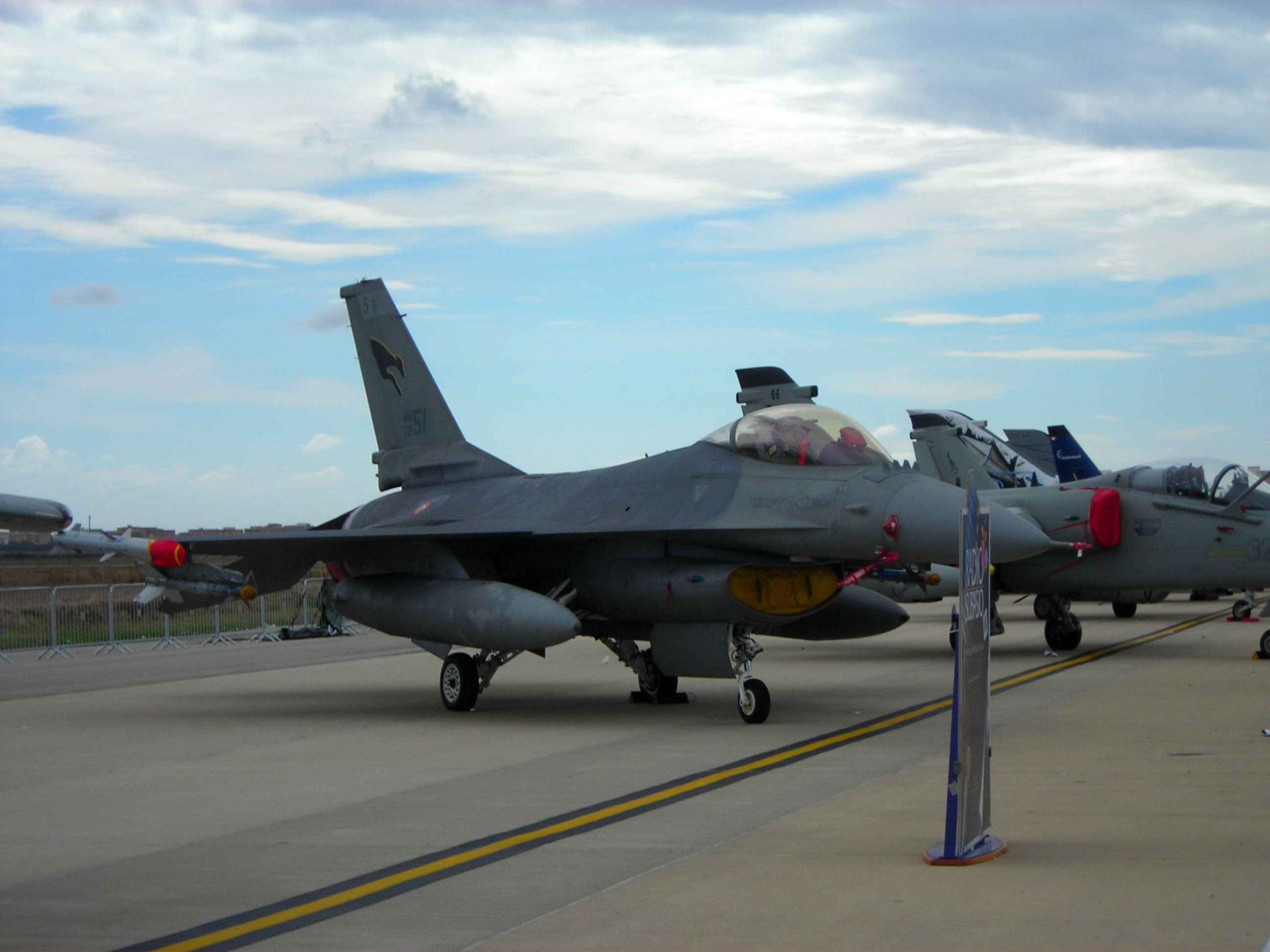
イタリア空軍のF-16A ADF

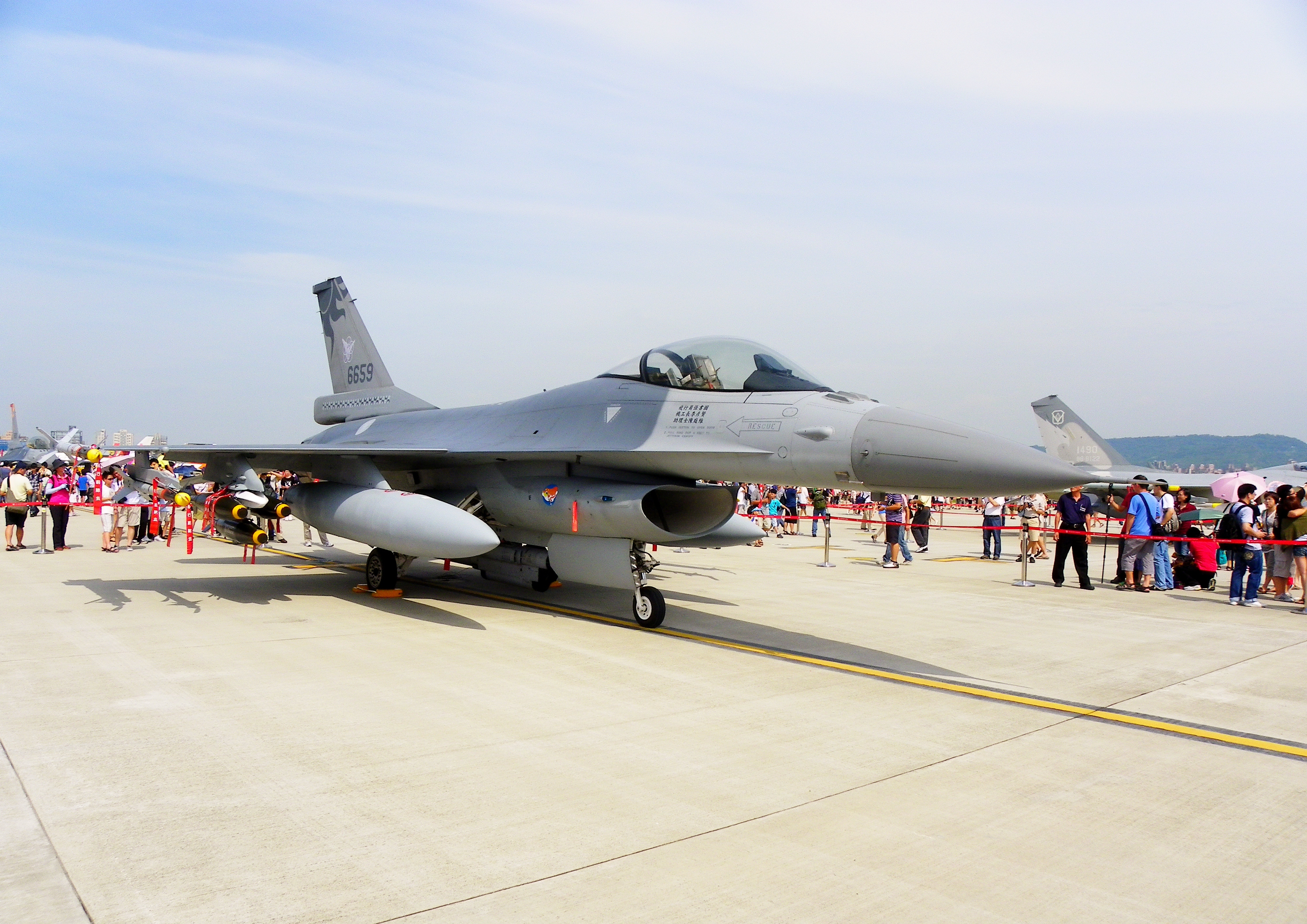
台湾空軍のF-16A Block 20

Block 1
最初の量産型で、黒色のレドームを持つ。1978年から配備開始。デビスモンサン空軍基地において94機が額面上保管中。
Block 5
機体の機械としての信頼性と生産性の向上。黒色のレドームが空中で発見されやすいという意見から、この型以降レドームの色をグレーに変更している。
デビスモンサン空軍基地において197機が額面上保管中。
Block 10
機体の機械としての信頼性と生産性の向上。Block 1/5も後にピース・レトロフィットI/II計画によりこの仕様に改修された。
ニューヨーク州航空隊に配備された24機には、GAU-13 30mm機関砲を収めたGPU-5/A機関砲ポッドを装備できるように改修され、湾岸戦争で使用されたもののあまり効果がなかったため元のBlock 10仕様に戻された。
デビスモンサン空軍基地において312機が額面上保管中。
F-16A נץ（ネッツ）
Block 5と10のイスラエル仕様。
Block 15（F-16A+/B+）
1981年から導入された多段階能力向上（英：Multi Stage Inprove Program、MSIP）の第一段階（新システム向けの新配線と新構造の導入）による最初のアップグレード型で、この時既に製造が始まっていたC/D型にも同じ改良が加えられている。外装式のLANTIRN照準ポッド運用を目的に、エアインテーク側面へハードポイントと配線が追加され、それに伴う重心バランスの変化によるピッチ方向の安定性を確保するため、水平安定板の30%大型化などの改修を行った。
オプションとしてドラッグシュートを装備することが可能。ドラッグシュート格納部は垂直尾翼基部から後方に張り出すように設置するため、既存の機体にも追加できる。当初ノルウェー向けのみ提供されていたが、ベルギーとオランダも後日追加した。
F-16 ADF
空軍州兵向けの防空戦闘機型。ADFは「防空戦闘機」の略語。F-106、F-4C後継機として、マクドネル・ダグラス（現:ボーイング）F-4能力向上型またはF-15A、ノースロップ（現:ノースロップ・グラマン）F-20、ジェネラル・ダイナミクスF-16A/B改修案 (F-16ADF) またはF-16C/D新造機といった候補の中から、1986年10月に相対費用効果に優れていたF-16A/B改修案が採用された。
全天候要撃を行うために、Block 15にAIM-7とAIM-120の運用能力を追加（AIM-7用のイルミネーターと、AIM-120用のデータリンクを追加装備したAN/APG-66(V)1レーダーを搭載）。A型の垂直尾翼基部が左右に膨らみ（垂直尾翼基部にAN/ARC-200HF無線機が収容されたため）、機首左側面にサーチライトを追加、さらにA/B型共通でエアインテーク下側とキャノピー前方にバードスライサーとよばれるIFF機器用のブレードアンテナが追加された。このIFFアンテナはAIFF（AdvancedIFFの略）といわれる機器で、この装備によりレーダーとIFFの機能を分離することができるのでレーダーとの併用が可能となっている（以前はIFFとレーダーを切り替えて使用していた）。
1989年から合計271機（A型：246機 B型：25機）が改修された。冷戦終結後の防空態勢の変更によってアメリカ空軍からは退役したが、その後中古機がヨルダン、タイに輸出され、イタリアにもリースされた。また、ポルトガル向けのBlock 15 OCUはADFとほぼ同仕様で製造された。
Block 15 OCU
1988年から配備開始。OCUは「運用能力向上」の略語。最大離陸重量の増加に伴う機体構造の補強や、C/D型と同じ広角HUDの装備、信頼性を向上させたF100-PW-220エンジンへの換装などが行われている。追加された主な搭載兵器には、AGM-119、AGM-65、そしてAIM-120がある。アメリカ空軍では残っていたBlock 15全機とBlock 10の一部がこの仕様に改修されている。
F-16AM/BM (F-16 MLU)
ベルギー、オランダ、ノルウェー、デンマークが保有するF-16A/Bの近代化改修型。MLUは「寿命中近代化」の略語。試改修初号機の初飛行は1995年。モジュラー型ミッションコンピューターやAIM-120の運用能力を持つAN/APG-66(V)2レーダー、GPSなど、後述するBlock 5X相当の電子機器が搭載されている。MLU仕様への改修は他の国でも行われており、アメリカ空軍でも223機のF-16A/BをMLU仕様に改修する計画があったが、冷戦の終結などにより中止された。
Block 20
Block 20は、台湾空軍の運用要件を満たすために開発されたF-16A/B系列の最終バッチで、Block 15OCUの胴体、F-16C/D Block 30/40の主翼、Block 32のF100-PW-220発動機、Block 42のインレット、Block 52の尾翼と垂直尾翼、NATO F-16 MLU仕様のアビオニクスが組み込まれている。ただし、レーダーはダウングレード型のAN/APG-66(V)3になっており、AIM-120が運用できない代わりにAIM-7を運用する（現在はAIM-120の運用が可能になっている）。1997年から配備開始。今後F-16V相当にアップグレードが行われる予定である。
Block 20はBlock 15からBlock 25へ生産移行した際に空き番号になっていたので、MLU仕様で新造された機体に割り当てられたが、現在はMLU改修を受けた機体全機に対し使われるようになっている。

### F-16C/D

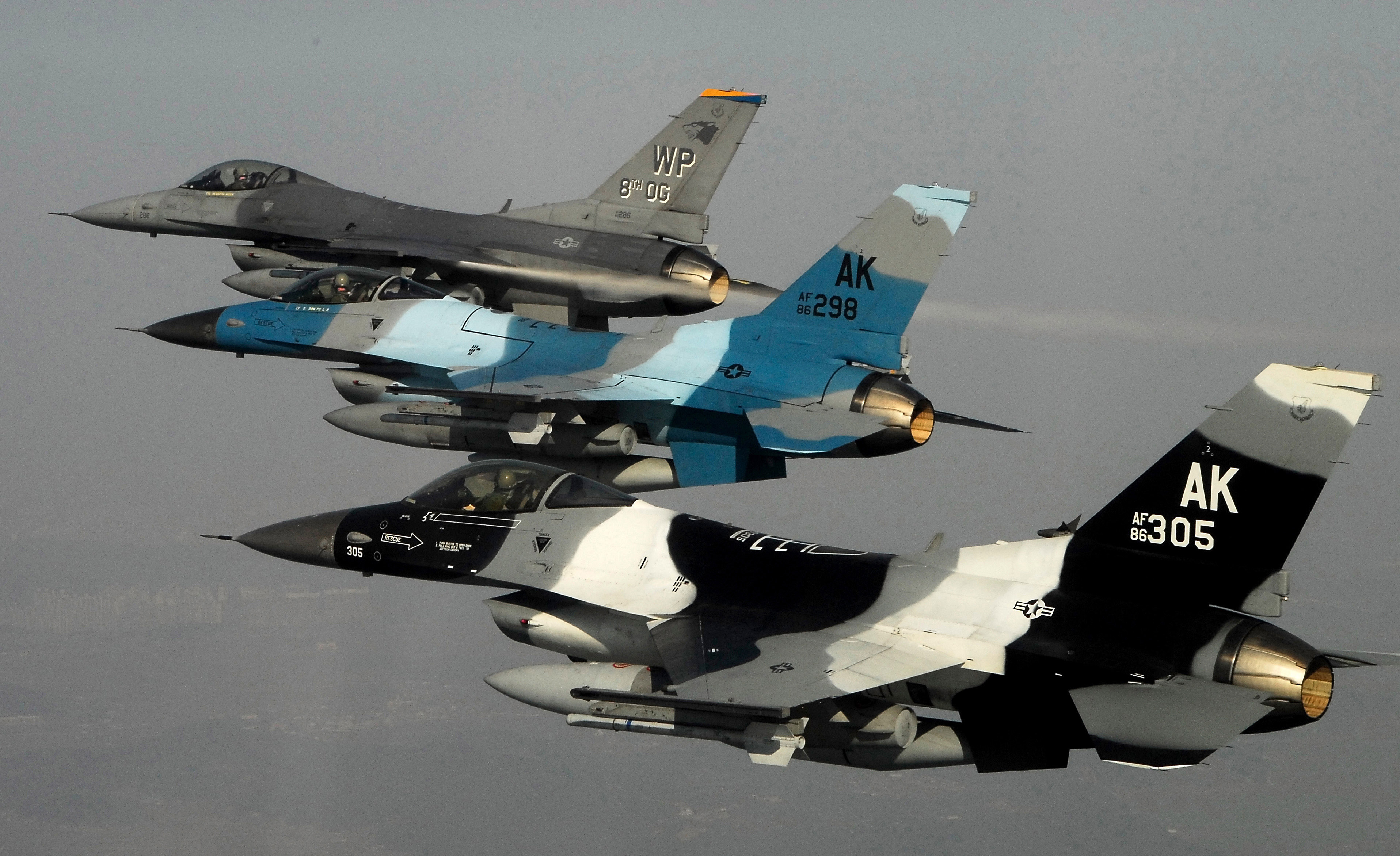
F-16C Block 30 第354戦闘航空団第18アグレッサー飛行隊所属機（手前二機）と第80戦闘航空団第35戦闘飛行隊（奥の機体）

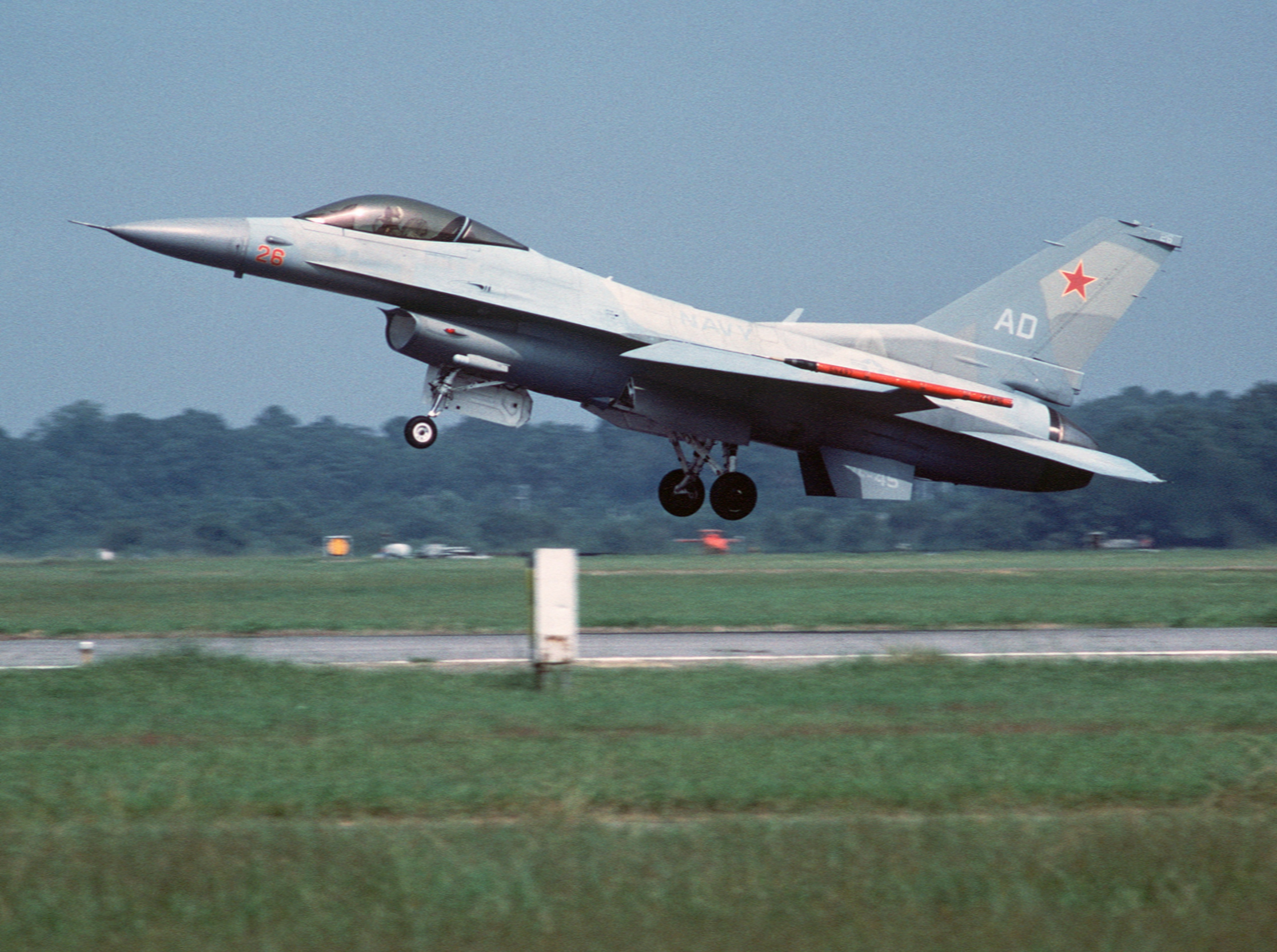
F-16N

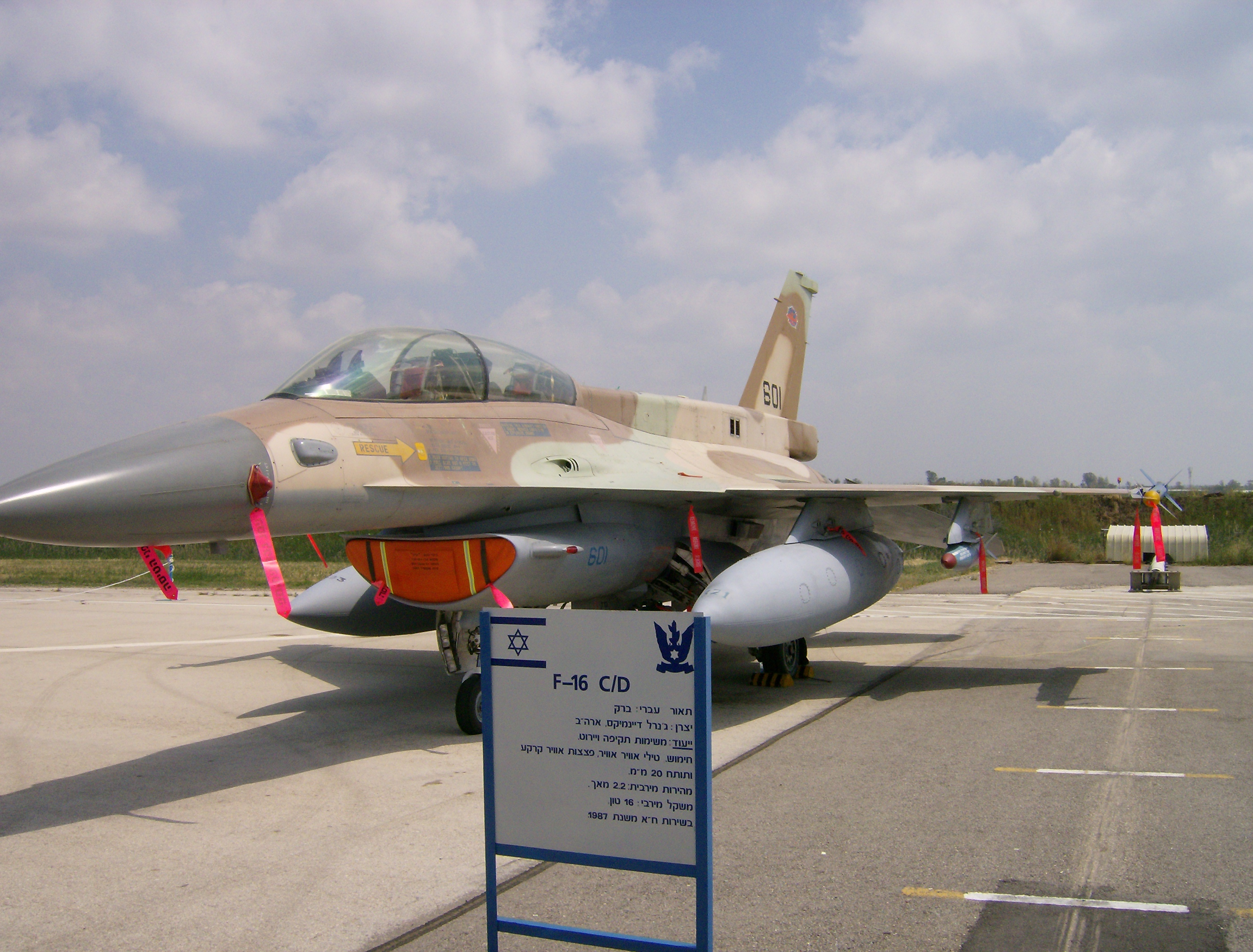
F-16D ברק（バラク）

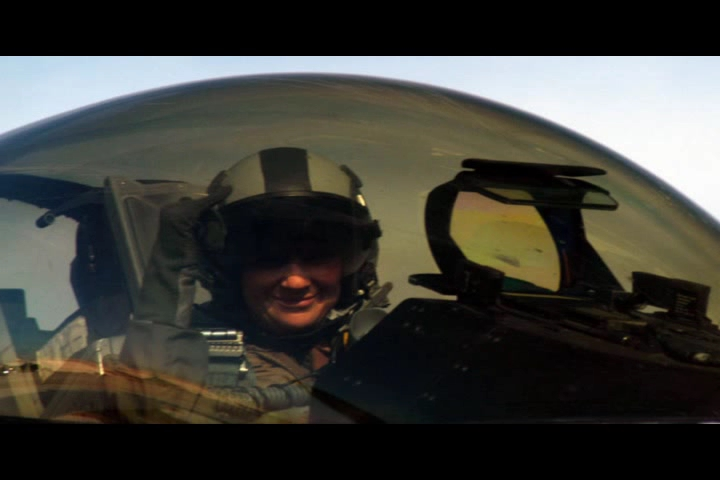
Block 40/42で採用されたLANTIRN-HUD

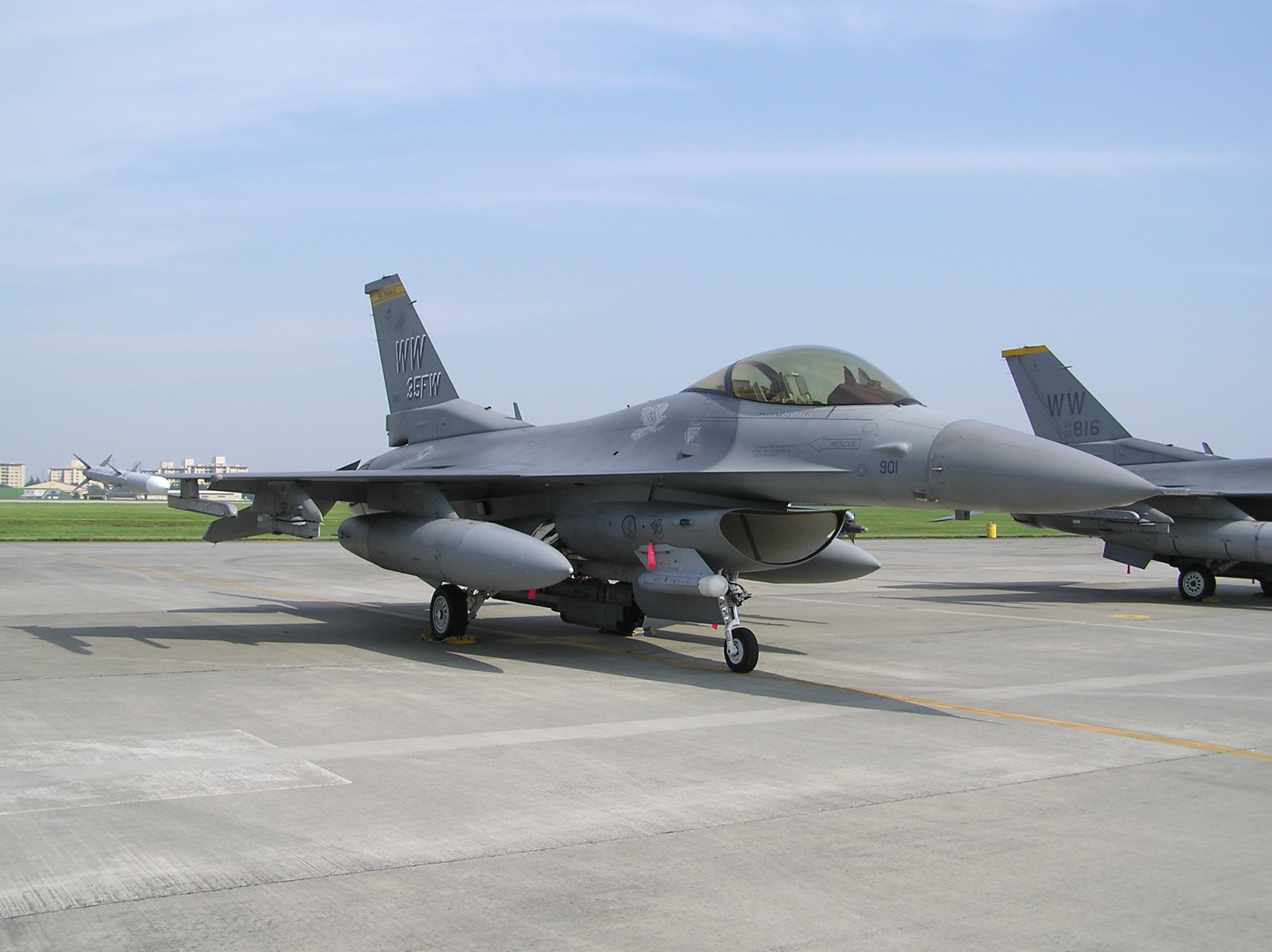
F-16C Block 50 エアインテーク右下に付いている筒状の物はASQ-213 HTS

Block 25
1984年から配備開始。第二段階のMSIP（中核電子機器、コックピット、機体フレームの変更）によるA/B型の能力向上型。エンジンはF100-PW-220に、レーダーはAN/APG-68に換装し、コックピットには2基の多機能ディスプレイや広角HUD（在来型の視野角度10°に対し15°）が搭載され、AIM-7の運用能力を得た。搭載機器の変更により垂直尾翼基部の厚みが増し前方に延長され、機体構造の改良により機体後部のパネルラインが以前の機体と変わっている。なお、新造機を採用したのはアメリカ空軍のみ。
Block 30/32
1987年から配備開始。リスク軽減を目的としたAFE（Alternative Fighter Engine）プログラムにより、F-15Eと共通のエンジンベイを使用した型で、従来までのF100に加えてF110 (F110-GE-100) が搭載可能になった。この型以降、ブロックナンバーの下1桁は搭載するエンジンを表し、「0」がF110搭載型、「2」がF100搭載型となる。F110を搭載したBlock 30後期生産型（86-0262以降）からはエアインテークを拡大したMCID（モジュラー・コモン・インレット・ダクト、通称「ビッグ・マウス」） に変更（これに対し従来のエアインテークはNSID:ノーマル・ショック・インレット・ダクトと呼ばれる）してエンジンの吸気効率を改善し、カタログスペックから低下していた低中高度のエンジン出力を改善した。以降のモデルでもエンジンノズル形状の違いとともにF110搭載機とF100搭載機の識別点となっている。他にはエアインテーク部にRCS軽減処理を行い、在来型よりレーダー捕捉を困難にした。
後にAIM-120の運用能力を得た機体はBlock 30B/32Bとも呼ばれる。その後さらにAGM-45 シュライクおよびAGM-88 HARM対レーダーミサイルの運用能力も加えられ、ワイルド・ウィーゼル任務にも使用可能になった（この能力を本格的に持つのは後述するBlock 5Xになってからである）。
F-16N/TF-16N
アメリカ海軍のアグレッサー部隊による異機種戦闘訓練用に開発された型。1988年から26機（単座型F-16N：22機 複座型TF-16N：4機）が導入され、第126戦闘飛行隊 (VF-126 Bandits) やトップガンなどで運用された。機体はBlock 30前期型に相当。軽量化のため、レーダーはA/B型のAN/APG-66を搭載し、機銃と防御電子機器は下ろされ、主翼の構造材強化と空戦機動記録用機材の追加が行われている。また、訓練では不要なため空対空ミサイルの運用能力も持たない。
1991年の定期点検で『空軍では問題ないが海軍の基準では問題となるレベル』で主翼にクラックが発見されたことにより飛行停止。改修した上で運用再開の計画もあったが予算の問題から実行されず、1994年に海軍の保有する全てのF-16が飛行停止となり、翌1995年に退役した。
多くの機体はデビスモンサンや博物館に送られたが、1機の海軍のF-16は空軍の演習場で標的として破壊された。なお、アメリカ海軍はその後、パキスタン向けに製造されながらも引き渡されなかったBlock 15 OCU 14機（A型：10機 B型：4機）を再整備して運用している。

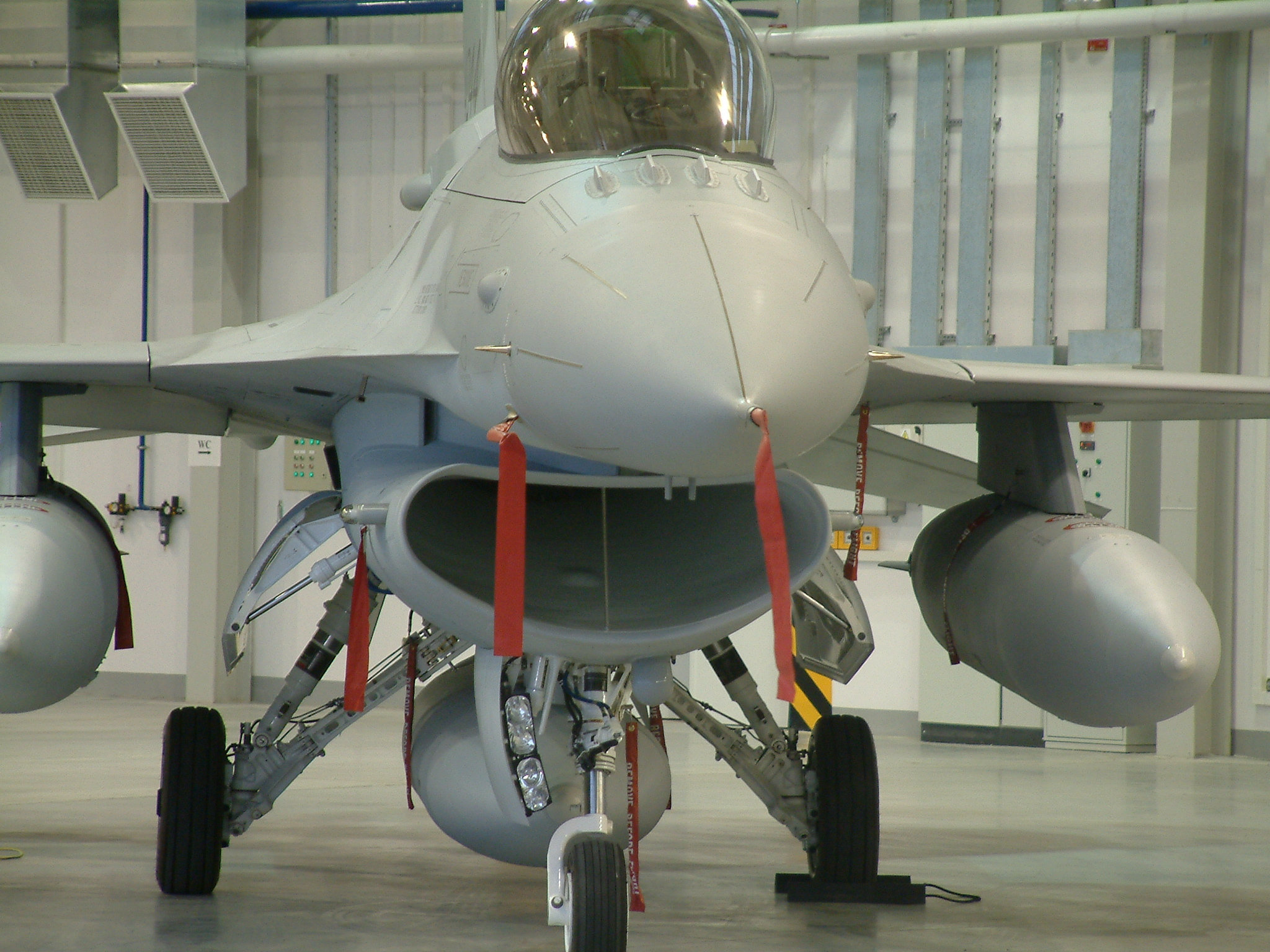
F100搭載機のエアインテーク
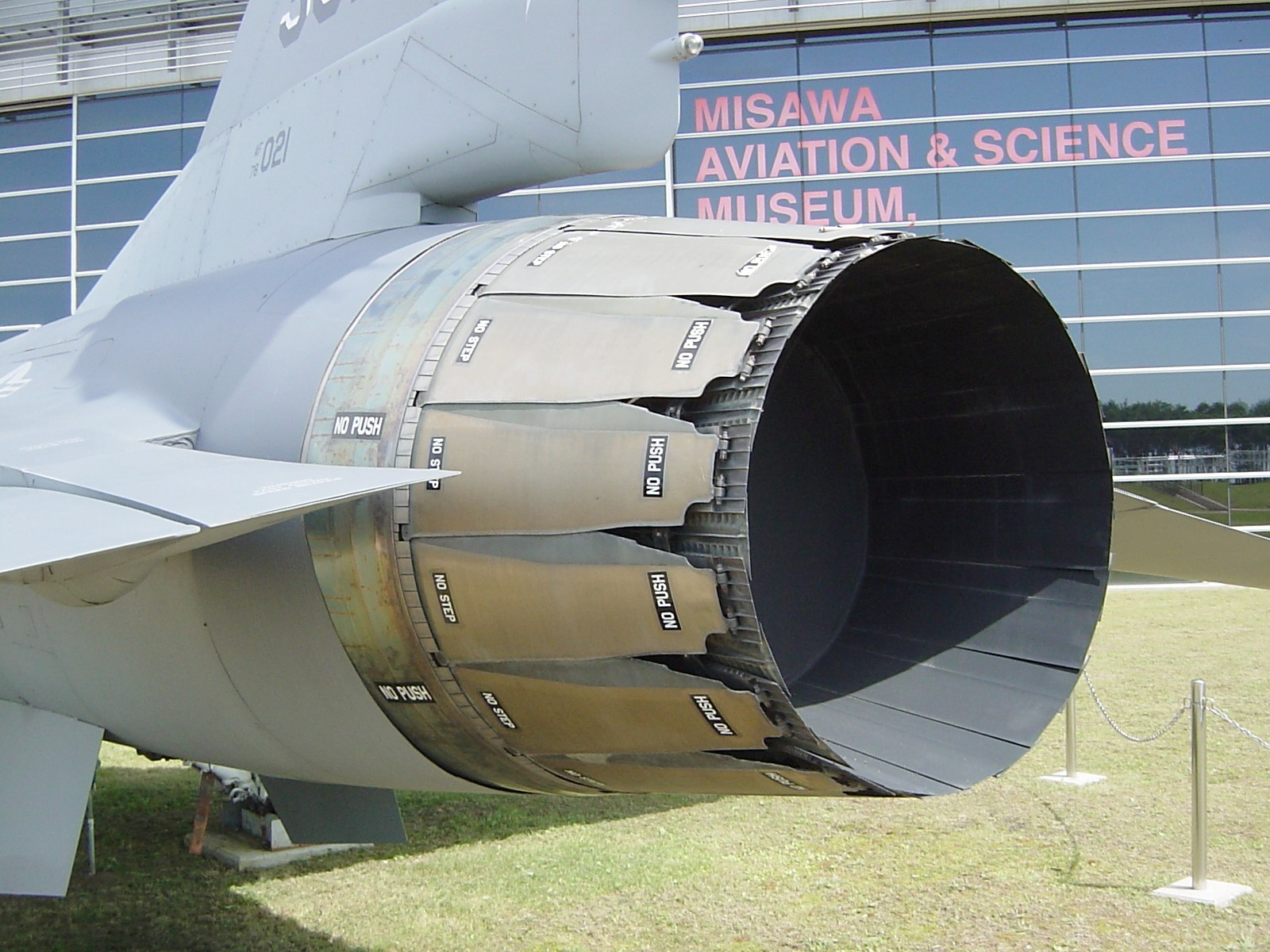
F100ノズル部
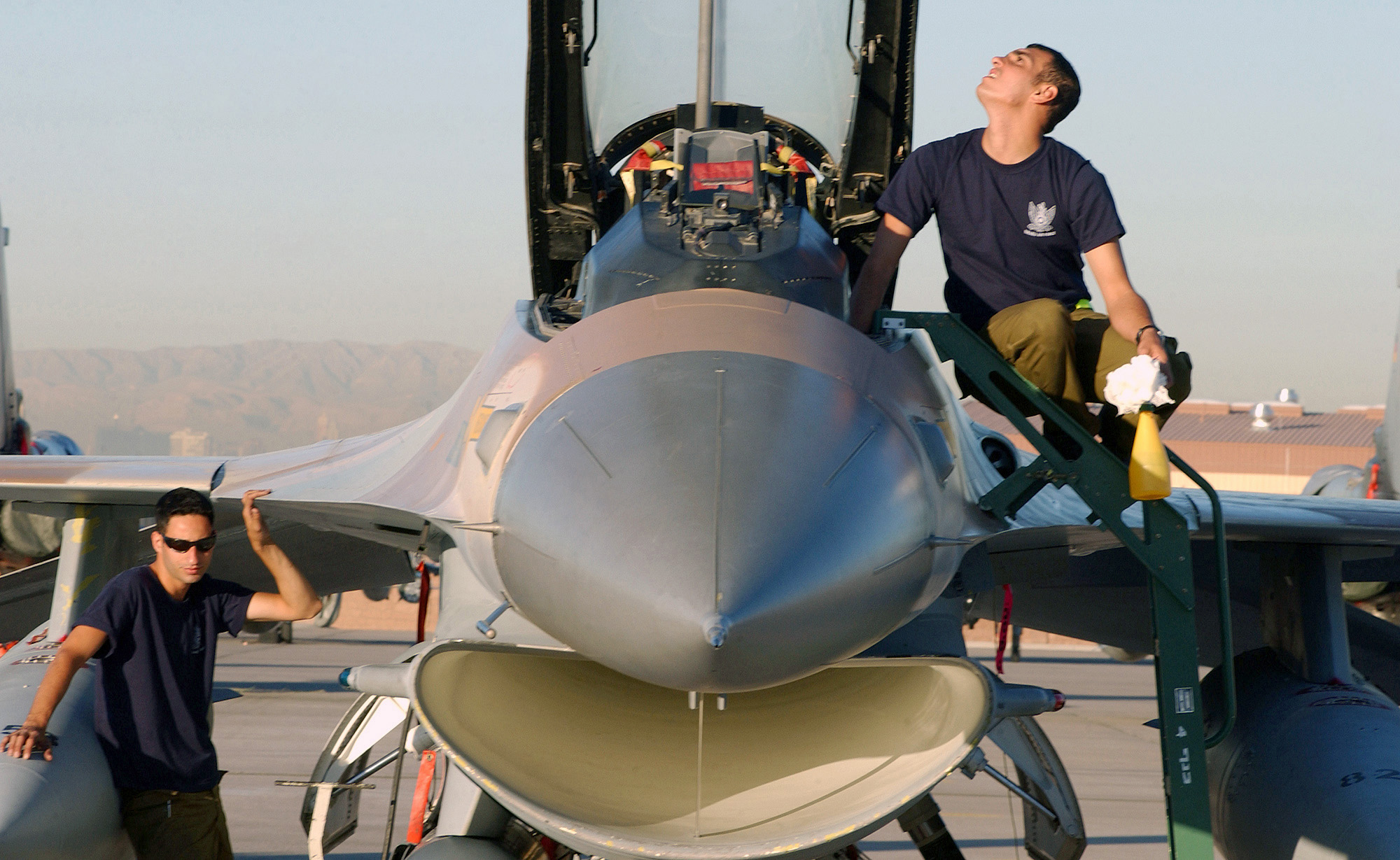
F110搭載機のエアインテーク
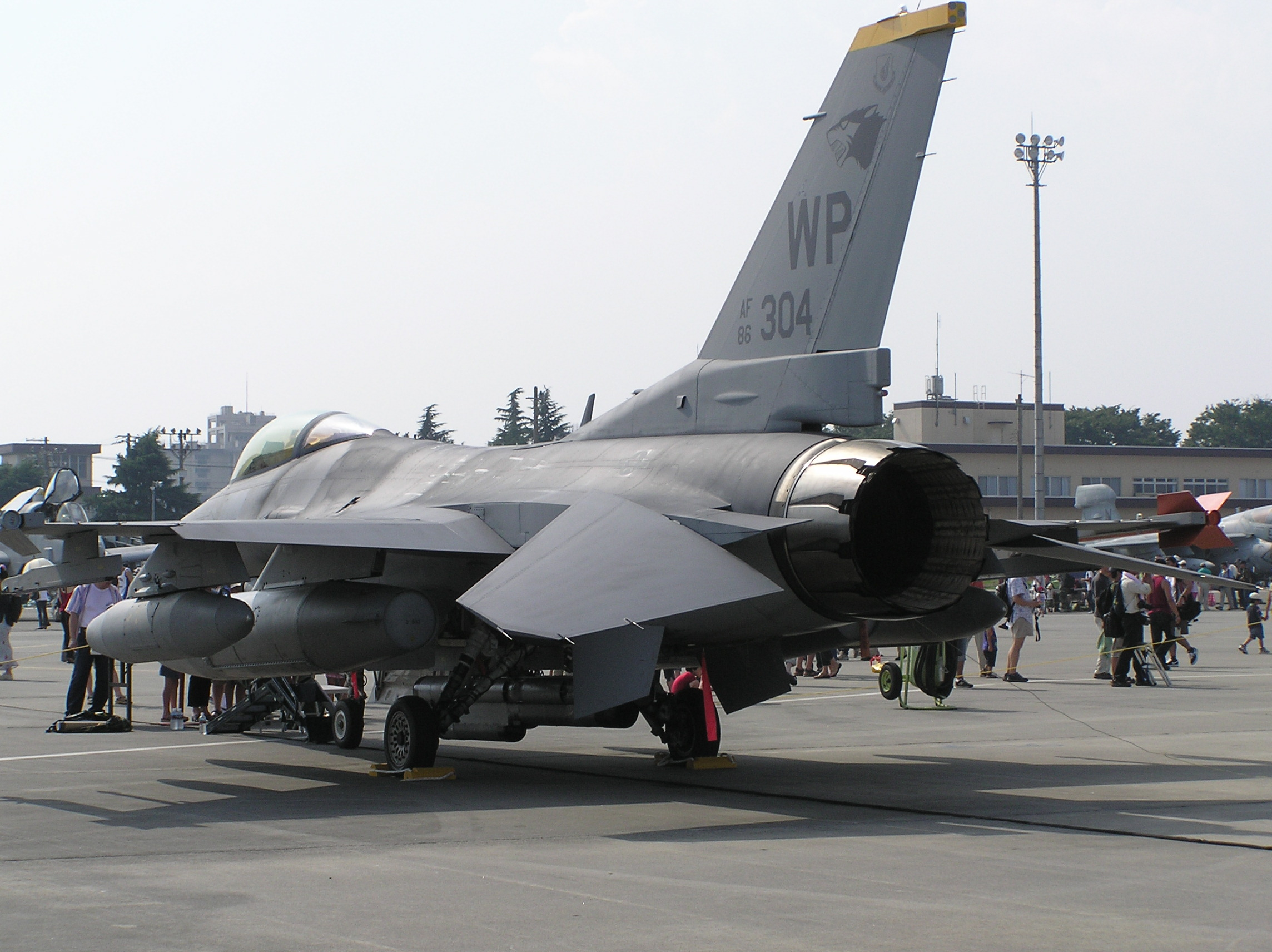
F110ノズル部

F-16C/D ברק（バラク）
イスラエル空軍が保有するBlock 30/40の独自改修機で、ドラッグシュート収容部を利用してイスラエル製電子戦機器を搭載した事による重量増加により、着陸装置の強化が行われている。複座型のF-16Dは、ワイルド・ウィーゼル機として使用するため、背面にドーサルスパインが新設されており、エルタEL/L-8240電子戦装置を収容する。
F-16C/D ברק（バラク） 2020
アップグレード型。新型HUD、デジタルデブリーフィングシステムが装備され、機体構造の補修による寿命延長も行われる。
Block 40/42（F-16CG/DG）
1989年から配備開始。第三段階のMSIPによって作られた夜間作戦能力向上型で、「ナイト・ファルコン」または「ナイト・アタック・ファルコン」と呼ばれる。LANTIRNの運用が可能になった他、視野角度がBlock 25/3Xの15°から18°に大型化したLANTIRN-HUDやGPSの装備、全天候型のAN/APG-68(V)1レーダーの搭載によるAIM-120の運用能力やデジタル式飛行操縦装置による自動地形追随機能の付加が行われた。最大離陸重量の増加に伴いタイヤとホイールが大型化されたため、主脚カバーの形状が変更され、従来主脚に取り付けられていた着陸灯とタクシー灯は降着装置扉に移された。
計画ではF-16XLのF-16E/Fに続き、Block 4XはF-16G/H、Block 5XはF-16J/K、という形式になる予定であったが、納税者が新型を開発していると誤認し当時開発中であったF-22 ラプターの調達に影響を与える可能性があったため、在来型のC/Dという名称で調達を続けた。しかし同一機体の大量保有と常に改修が行われている状況下での機体の識別が必要な為、Block 4X型をF-16CG/DG、Block 5X型をF-16CJ/DJとして区別する様になった。
Block 50/52（F-16CJ/DJ）
1993年から配備開始。Block 4XのようなLANTIRN運用能力は持たないが（輸出向けの場合はこの限りではない）、重量増加に伴い低下した運動能力の改善を目的にエンジンを出力増強型のF110-GE-129 (Block 50) あるいはF100-PW-229 (Block 52) へ変更した。他には探知距離と信頼性を高めたAN/APG-68(V)5レーダー、改良型の慣性航法装置やデータモデム、暗視システム対応コックピットなどが採用されている。
Block 50D/52D
Block 50/52の後期生産型。レーダーは能力強化型のAN/APG-68(V)7/(V)8が搭載され、JDAMやJSOWの運用能力が付加された他、防空網制圧 (SEAD) 任務用装備として、フルスペックでのAGM-88 HARM対レーダーミサイルとASQ-213 HTS（HARM照準システム）ポッドの運用能力を生産段階で追加。後に以前のBlock 50/52も全てこの仕様となった。
Block 50/52アドバンスド（Block 50+/52+）
2002年から配備され始めた、Block 50/52の輸出向け更新型。合成開口能力を持つAN/APG-68(V)9レーダーを搭載し、スタンドオフ精密誘導兵器の全天候運用が可能になった。機体構造を変更して機体背面へのコンフォーマル・フューエル・タンクの装備が可能になった他、モジュラー型ミッションコンピューターやドラッグシュート収容部を利用した内蔵式電子戦システムの装備、JHMCSの運用能力付与、キャノピー前方へのIFF機器用アンテナの追加などが行われた。
複座型にはイスラエル空軍のF-16Dブラキートと同様にドーサルスパイン新設による電子機器追加を実施し、複座戦闘爆撃機としても運用可能になった。
F-16I סופה（スーファ）
F-16D Block 52アドバンスドのイスラエル仕様。スーファとは、ヘブライ語で「嵐」という意味。
イスラエル製の電子機器を搭載する。ドラッグシュート収容部はない。
F-16CM/DM（F-16 CCIP）
アメリカ空軍がパイロットと整備員への教育とメンテナンスの簡易化のための共通仕様実行計画 (Common Configuration Implementation Program) によりCG/DG/CJ/DJの艤装を統一した改修機体。これにより夜間作戦任務主体 (CG/DG)、SEAD任務主体 (CJ/DJ) といった任務の区分けは不要になり、より柔軟な運用が可能になった。改修初号機は2002年に完成。
AN/APG-68(V)9レーダーへの換装など、Block 50/52アドバンスドや後述するF-16E/Fの機能の一部が盛り込まれている。機体の状況により改修点が異なり、JHMCSへの対応は648機、リンク16は517機が計画対象となっているほか、CJ/DJ限定のモノクロ多機能ディスプレイのカラー化や、AN/AAQ-14やスナイパーXRとASQ-213の並行運用を可能にするため、ASQ-213の取り付けをエアインテーク左下側面へ変更といった改修も並行して行われる。
なお、後継となるF-35配備までの繋ぎとするため更なる改修も計画されており、機体寿命の延長やAN/APG-83 SABRAESAレーダーへの換装などが予定されている。
KF-16
韓国空軍が運用するF-16C/D Block 52に付けられた名称。
生産段階でCCIP仕様機相当の機体艤装を実施しており、IFF及び電子戦機器が他国のF-16CJ/DJと細部が若干異なるほか、在来型の1枚板のHUDとLANTIRN-HUDを装備する機体が混在している。
F-16IQ
イラク空軍が導入したBlock 52アドバンスド。イスラエルとの関係を配慮してダウングレードが施されており、AIM-120の代わりにAIM-7を運用し、AIM-9も最新型のXは運用されない。この名称は基本的に追加購入の20機に対して使われることが多い。

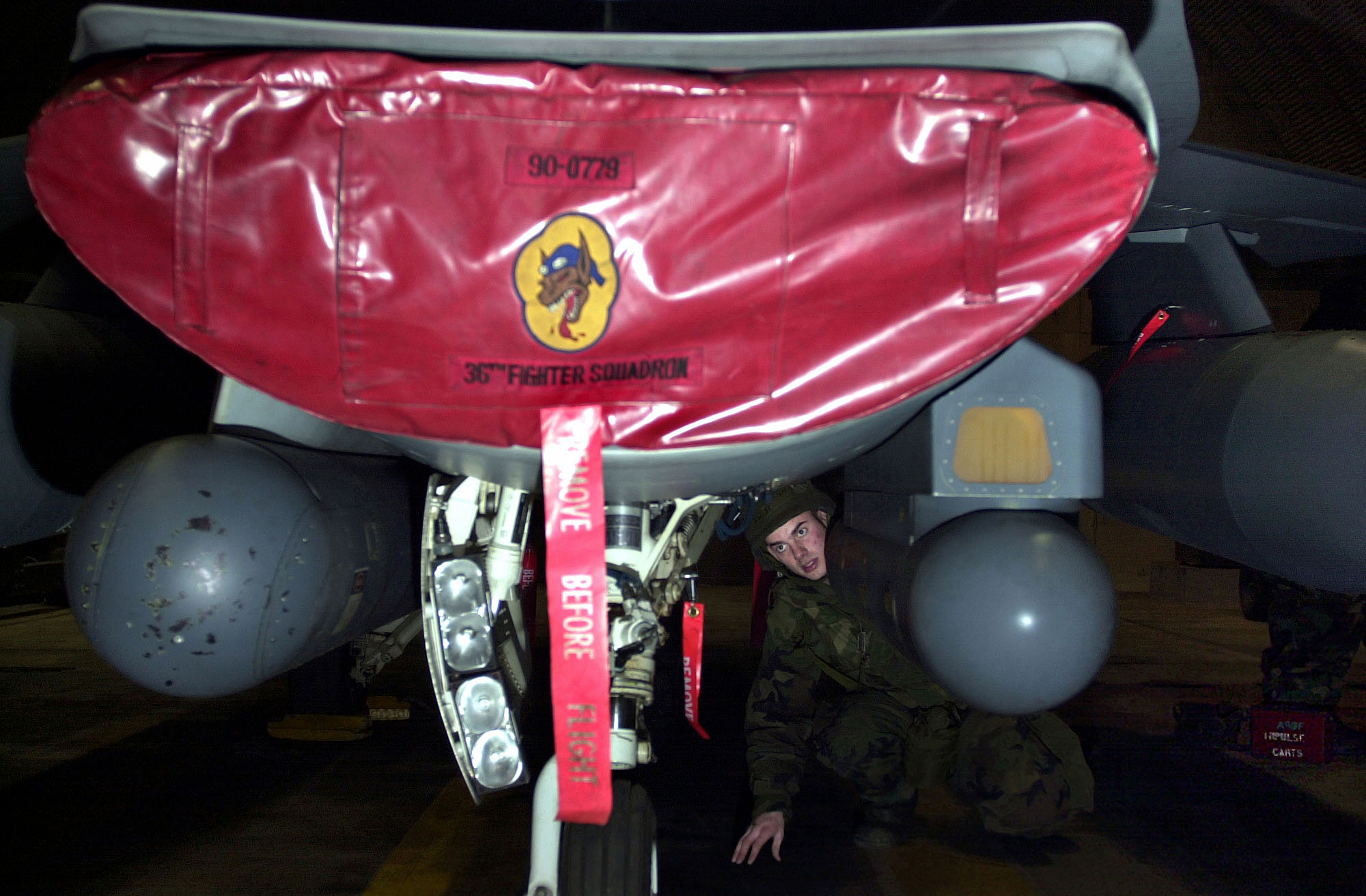
LANTIRNポッドはエアインテーク下部に装備されている。
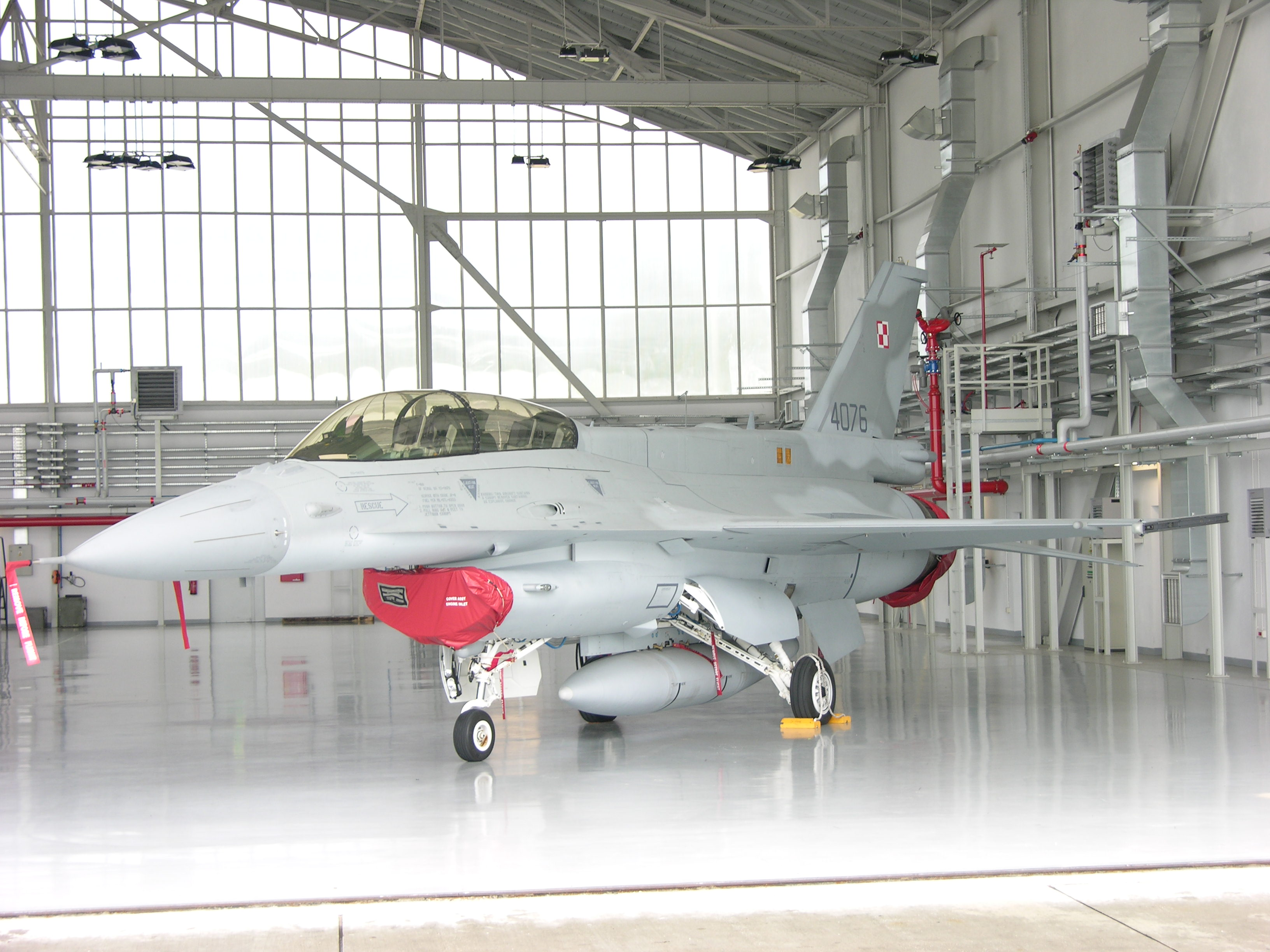
ポーランド空軍のF-16D Block 52アドバンスド。機体上部のドーサルスパインにより機体形状が大幅に変わっている。
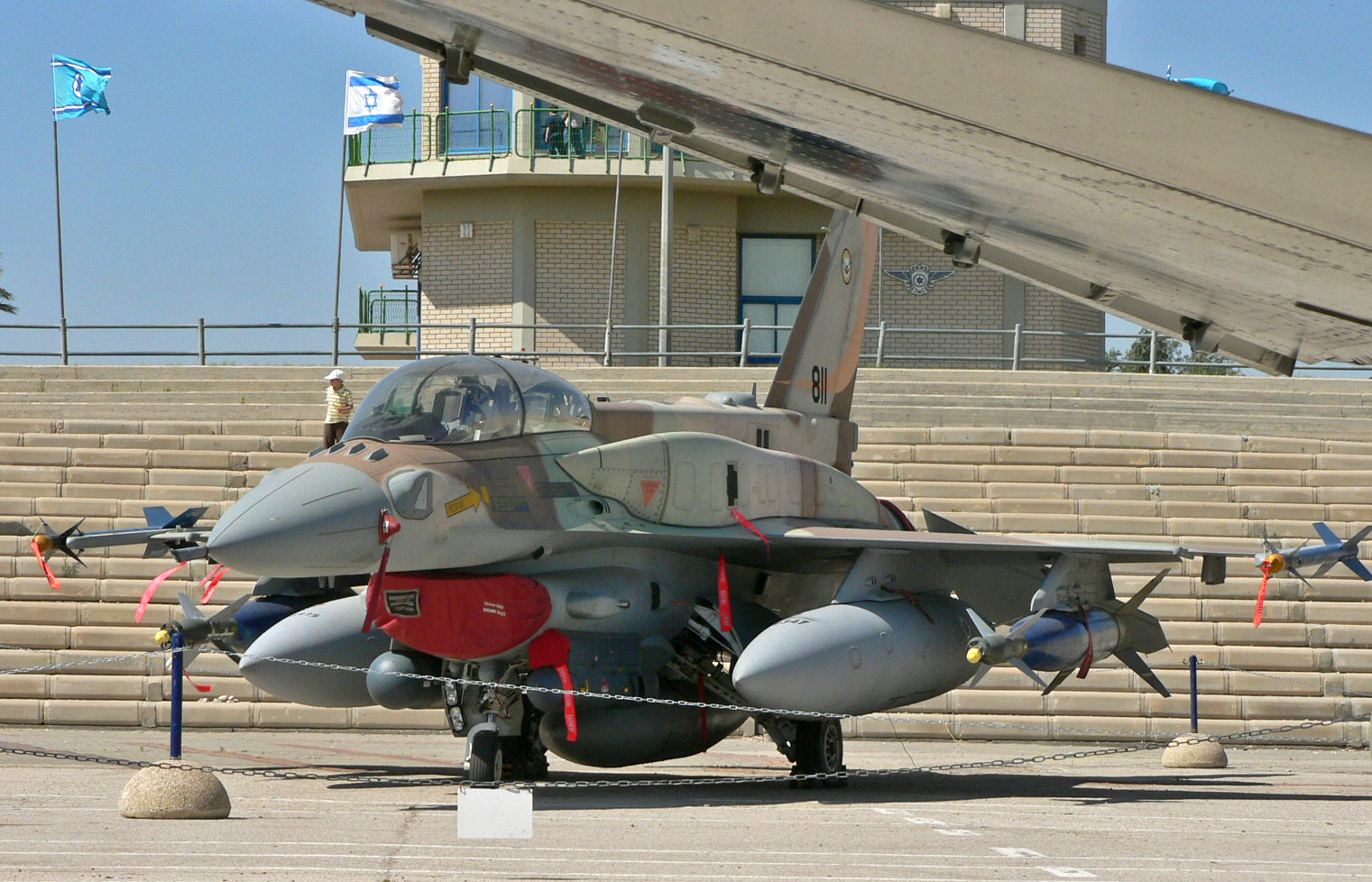
敵対国中枢部へのディープストライクも可能となったF-16I スーファ。機体上部の丸みを帯びたコブはコンフォーマル・フューエル・タンクとなっている。

### F-16E/F

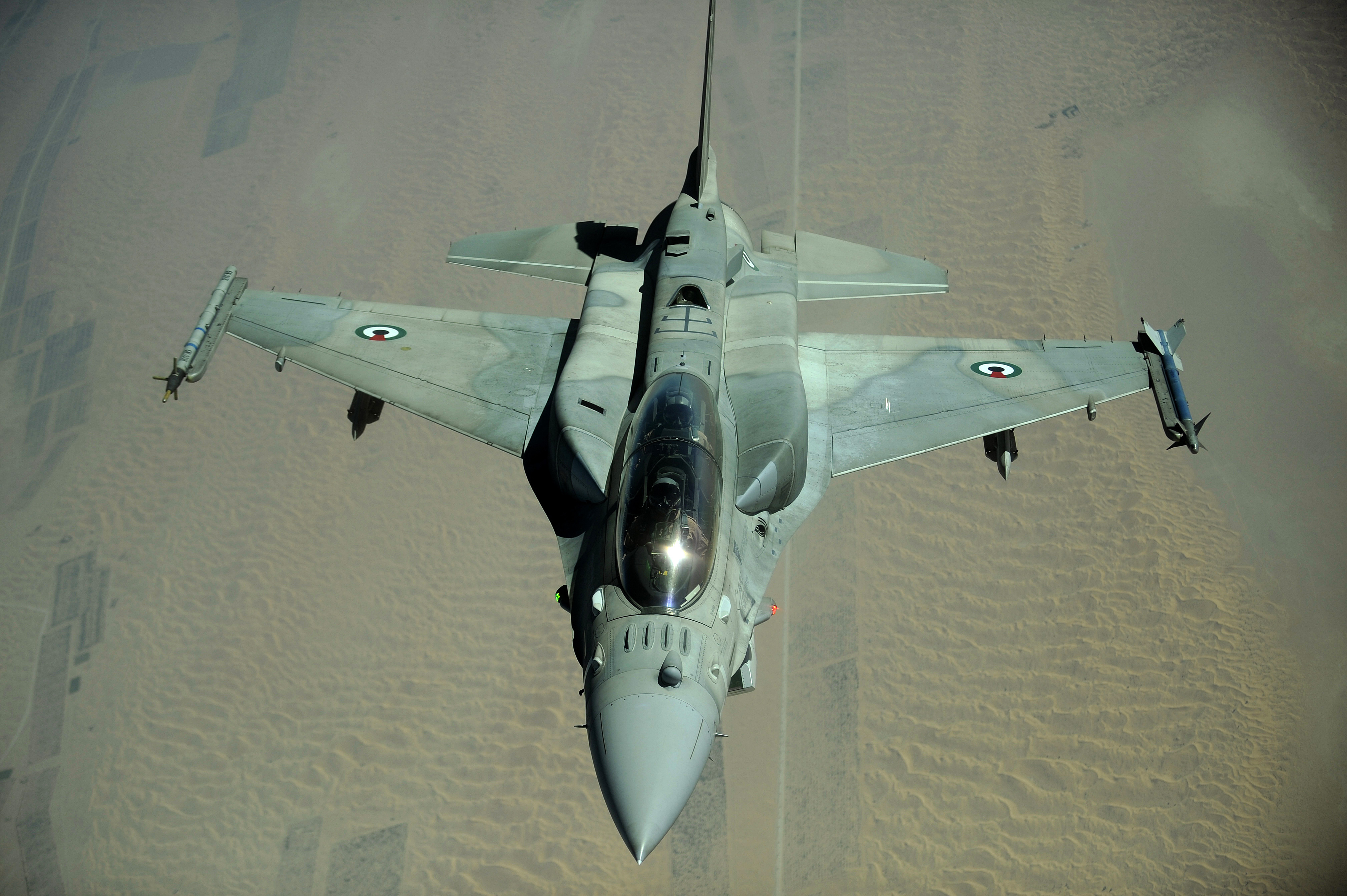
アラブ首長国連邦空軍のF-16F Block 60

Block 60/62
Block 50/52の発展型新造機。初号機のF-16Fは2003年に初飛行した。当初の名称はF-16C/D Block 6Xであったが、搭載装備品や能力などで相違が大きくなったことから、新規のマイナーコードを割り当てた。
基本的な特徴はBlock 50/52アドバンスドと同じだが、AN/APG-80 AESAレーダー、AN/ASQ-28前方監視赤外線装置・目標指示システム (IFTS)の装備、推力が前型よりも1割ほど強化された大出力型のF110-GE-132 (Block 60) もしくはF100-PW-232 (Block 62) へのエンジン換装、精密誘導兵器の運用能力付加など、改修点は広範囲に及ぶ。
コックピットは従来のF-16から一新されて完全なグラスコックピットとなっており、タッチパネル式の大画面カラー液晶ディスプレイ3基、新型アップ・フロント通信/航法/識別操作パネル、大型HUD、暗視ゴーグル対応の照明を備え、ディスプレイには状況認識に優れたカラーマップを表示可能にしている。
採用したのはアラブ首長国連邦（UAE）のみで、「デザート・ファルコン」の通称でBlock 60を80機（E型：55機 F型：25機）導入している。開発費には同国から30億ドルの資金供給がされており、第三国への輸出が実現した際はロイヤリティが支払われる契約となっていたが、広範囲に改修を行ったために価格が高騰した上、AN/APG-80の冷却問題も重なって実現しなかった。
F-16E/Fはスペック・装備面では現在最強のF-16といえるが、この機体が輸出されたことは"米国が自国より優れた戦闘機を海外に販売した初めての例"として、フライトグローバルによって報じられた。
Block 61
改修内容は今のところ発表されていない。2014年にUAEが30機導入したと報じられたが、AN/APG-80の生産が既に終了していることもあり、その後の動向は不明。

### F-16V以降

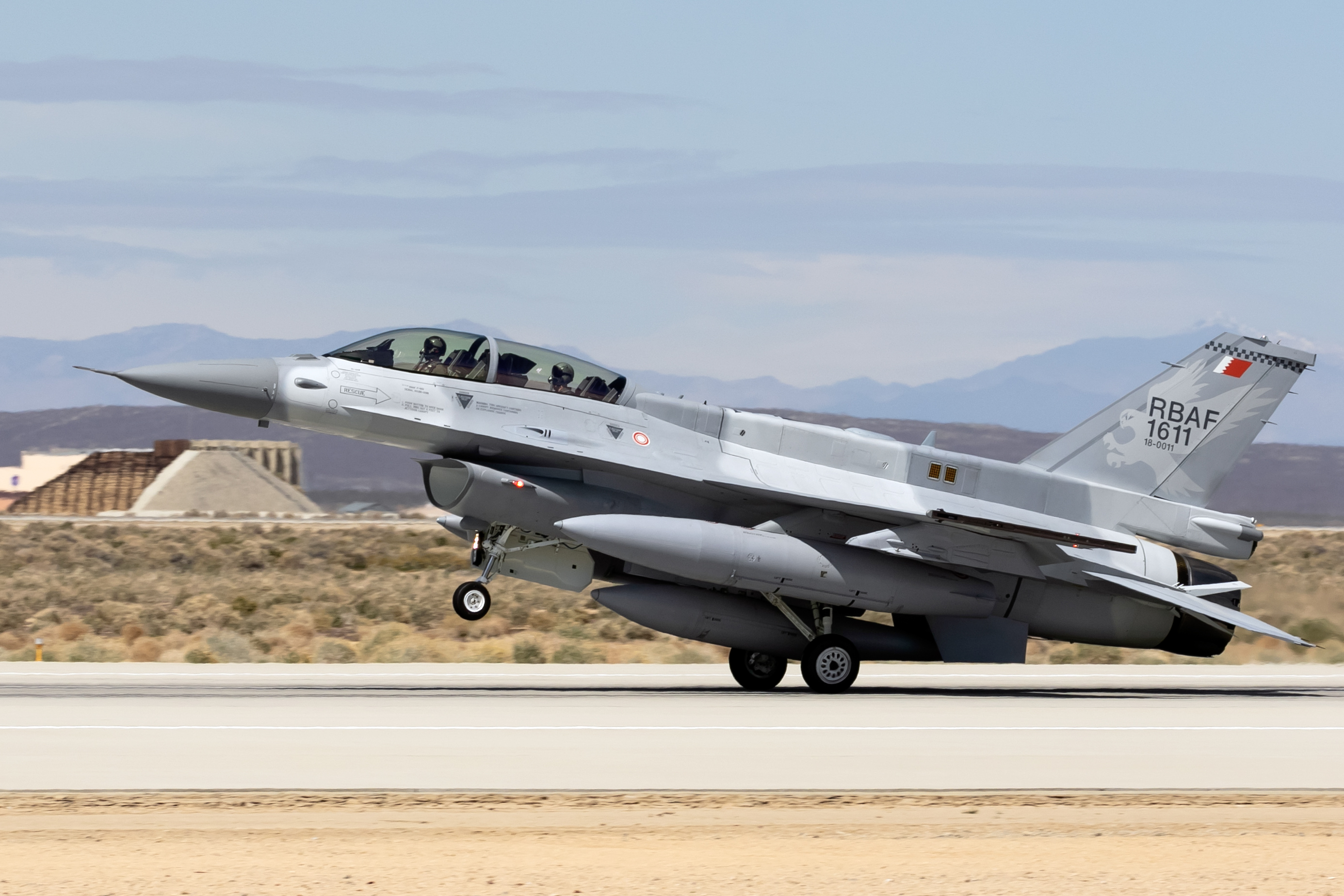
バーレーン空軍向けのF-16V

Block 70/72（F-16V）
2012年2月に発表された近代化改修型。既存機の改修だけでなく、新造機の製造にも対応。形式番号の「V」はF-16の非公式名称である「バイパー」に由来する。なおロッキード・マーティン社公式サイトではF-16Vの名称は使われていないが、スロバキアの発注に際してF-16Vの名称が使われていた。
AN/APG-83 AESAレーダーの装備やコックピット・アビオニクスのアップグレードによって、F-16E/Fと同等の能力を得るとされる。また、F-16Aなどの初期型からの改修も可能（ただし電子戦システムは内蔵できない）とされ、F-22やF-35といった5世代戦闘機との相互運用性も優れているとしている。他にも、自動地上衝突回避装置（Auto GCAS）の搭載やJHMCS IIへの対応が行われ、機体フレームの強化によって耐用飛行時間が12,000時間となる。
搭載エンジンの詳細は公にされていないが、Block 50/52と同じあるいはF110-GE-132と推測されている。台湾は改修に際しF100-PW-229を換装用エンジンとしている他、バーレーンはF110-GE-129を改修に際して発注している。
2019年8月15日には、アメリカ議会に対して非公式に、台湾へF-16Vを総数66機（単座56機・複座型10機）を総額80億ドルで売却すると通知したと8月17日に報じられ、8月20日に正式にドナルド・トランプ政権が決定した。
2015年10月16日初飛行。

### 採用されなかった派生型機

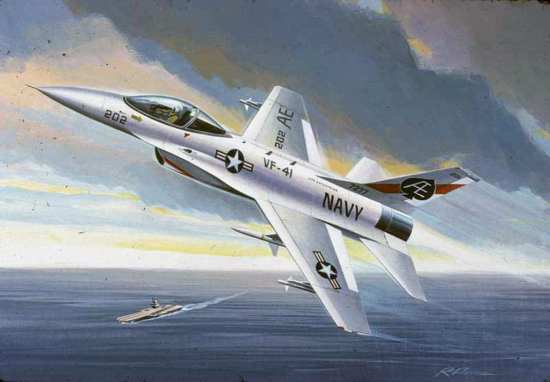
ヴォートモデル1600

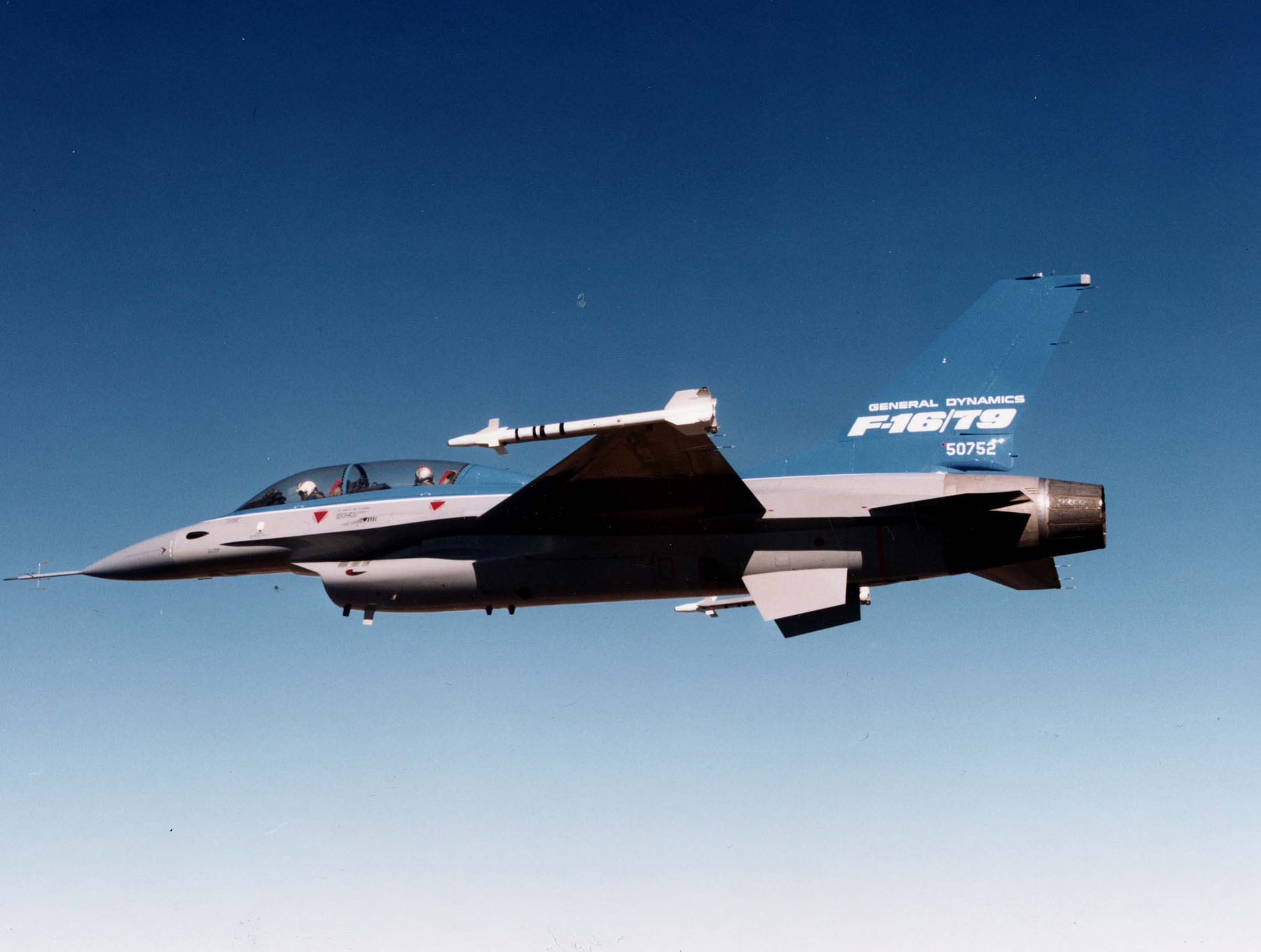
F-16/79

ヴォートモデル1600/1601/1602
海軍航空戦闘機 (NACF) 計画への提案の為に、ジェネラル・ダイナミクスとLTVの航空機事業部（現:ヴォート・エアクラフト・インダストリーズ）の合同チームにより設計された艦載機型で、ジェネラル・ダイナミクスが空母艦載機の設計を殆ど行ったことがないため、当初マクドネル・ダグラスに提携を持ちかけた。
VFAXの中止により、VFAX提出案であるモデル263の採用の可能性が無くなったマクドネル・ダグラスは、両企業と提携し、どの企業がNACFの勝者であろうと利益を上げることができる態勢を整えようとしていたが、ジェネラル・ダイナミクスが計画の主導権を強く主張したため物別れに終わった。
ノースロップには当初からマクドネル・ダグラスから共同開発の打診があったが、LTVとの共同開発の道を模索していた。それと同時期にジェネラル・ダイナミクスからもLTVに共同開発の話が持ち込まれ、ノースロップ側の契約条件がLTVにとって有利な物であったにも拘らず、LTVはジェネラル・ダイナミクスと提携し、F-16をベースとしたモデル1600/1601/1602の三案が提出したが、計画提出期限日に発生した、LTV社幹部と提出用の図面を乗せた航空機が離陸途中にアヒルの養殖池に滑り込んだ事による海軍の印象悪化、空母への着艦の難しさとフライ・バイ・ワイヤへの電波干渉による誤作動の恐れ、バックアップの機械式操縦系統が無い事により被弾時にフライ・バイ・ワイヤの損傷で機体の制御が不能になる事が指摘された事から海軍側の評価は低く、マクドネル・ダグラスが設計変更を行ったノースロップF-17の発展型であるP630がF/A-18として採用された。
F-16Bワイルド・ウィーゼル型
ジェネラル・ダイナミクスの自社企画として製作され、この種の航空機を必要とする幾つかの国が興味を示したほか、アメリカ空軍のF-4G後継ワイルド・ウィーゼル機取得計画に提案も行われ、対抗馬としてトーネード ECRやF-15AやF-15 FOWW、F-4G近代化、ATF採用機転用、ATA採用機転用も提案されていたが、予算状況から単一任務機の新規導入計画が破棄されたため、受注を得られなかった。並行する形でイスラエルのF-16Dブラキートや他の任務と共にワイルド・ウィーゼルにも対応できるBlock 50D/52Dなどが開発されている。
F-16XL
戦闘爆撃機型。ジェネラル・ダイナミクスの自社企画として開発の始まった派生型の1つで、胴体を延長して主翼をクランクト・アロー・デルタ翼に変更している。F-15Eとの競合に敗れた。
F-16AgileFalcon（アジャイルファルコン）
改良と共に重量増加によって低下していた機動性をF-16Aレベルに改善する為に計画されていた、主翼の大型化計画で、NATO参加国のF-16ユーザー向けに提案されていた。愛称のアジャイルとは「敏捷な」という意味。なお、拡大後の主翼面積は、日本のF-2と同じ約35m2とされていた。
F-16/79
1977年にカーター政権の「NATO諸国とイスラエルにのみF-16の輸出は許可される」という武器輸出政策に対して国防総省の資金により輸出仕様として規制対象のF100エンジンを輸出実績のあるJ79の発展型J79-GE-119に換装したダウングレードモデルで、性能はF100搭載のF-16とF-5E/F タイガーIIの間とされ、限定的ながらマルチロール能力も持つはずだった。同じ提案に対してノースロップは、F-5Eの発展改良型としてF-5G （F-20 タイガーシャーク）を開発した。
オーストリア、ヨルダン、マレーシア、ナイジェリア、シンガポール、台湾、タイに対して売り込みが行われ、シンガポールが一旦は採用を決定したが、武器輸出規制の緩和によって、F-16A/Bの全ての導入希望国への販売が可能となり、F-16A/Bの発注に切り替えられた為、試作のみで終わった。この規格の機体が採用されていた場合、形式名はF-16E（単座）/F（複座）となる予定であった。
A-16（F-16 CAS）
アメリカ空軍の主導で、A-10後継の近接航空支援型として開発されていたが、湾岸戦争の戦績によるA-10の再評価や冷戦終結に伴う軍縮による部隊数削減、A-16向けに開発された通信機材であるCP-1516/ASQやATHS（自動目標伝達装備）やGAU-8の派生型であるGPU-5/Aガンポッド、FLIRの在来型への搭載による、在来型F-16の近接航空支援対応により、A-7F共々計画自体が立ち消えとなってしまった。
この形式の機体は、アメリカ軍が保有していたF-16Cからの改造と、Block 5X新造機に生産段階で対応装備を搭載したBlock 6Xの製造を予定していた。
RF-16
アメリカ空海軍の統合先進航空偵察システムの空軍側運用機として、Block 4X/5X導入により余剰となったBlock 3XにA-16と共通の視線追従/ヘルメット投影型FLIRの搭載や他の偵察機（U-2やE-8、無人偵察機）との地上局を中心としたネットワーク化を計画していた。
偵察専用型が実際に開発されることはなかったものの、アメリカなど一部の保有国ではF-16に偵察ポッドを搭載して偵察任務に使用している。なお、ベルギーやオランダでは偵察ポッドの運用を可能にした機体をRF-16あるいはF-16(R)と呼称していたが、MLU改修により全機が偵察ポッドを運用できるようになった現在では呼称していない。
F-16IN
インド空軍のMiG-21後継機選定計画 (MMRCA) の候補機。インド向けにF-16E/Fをベースとして各種機能を若干発展させている。機首にFLIRの代わりAN/AAS-42 IRSTを装備し、エンジンはF110-GE-132が搭載される予定であった。愛称は「スーパーヴァイパー」。Block 70とも呼ばれ、これが現在のBlock 70/72に発展したと思われる。
F-16ES
ESは「戦略作戦能力強化」の略。イスラエル空軍での採用を狙って開発された形式で、コンフォーマル・フューエル・タンクと内装式FLIRを初めて採用した。機体そのものはイスラエルには採用されなかったが、コンフォーマル・フューエル・タンクと内装式FLIRは後にBlock 50/52アドバンスドやF-16E/Fで実用化された。
F-16 Block 40/42 SX-1/2/3
航空自衛隊のF-1支援戦闘機後継機選定に提案されていた形式。SX-の後に続く数字が大きくなる程、原型機からの改造度が上がり、SX-3は主翼の大型化等、アジャイルファルコンに近い内容が盛り込まれていたほか、一部ではF-16の双発機型である、SX-4まで改造プランが存在したとされている。なお、F-1の後継としてはF-16をベースとし、機体の大型化や主翼構造の変更などを行ったF-2が採用された。
F-16AT ファルコン 21
F-16XLから派生した、アメリカ合衆国のATF計画計画を念頭に代替案として設計された機体。F-22の技術を取り入れて機器を更新した上で、主翼を台形のクリップドデルタ翼に変更、機体を延長して航続距離、搭載量の倍増を図ったもの。後に1/15サイズの模型が超音速飛行の空力研究に用いられている。
F-16X ファルコン 2000

### 実験機

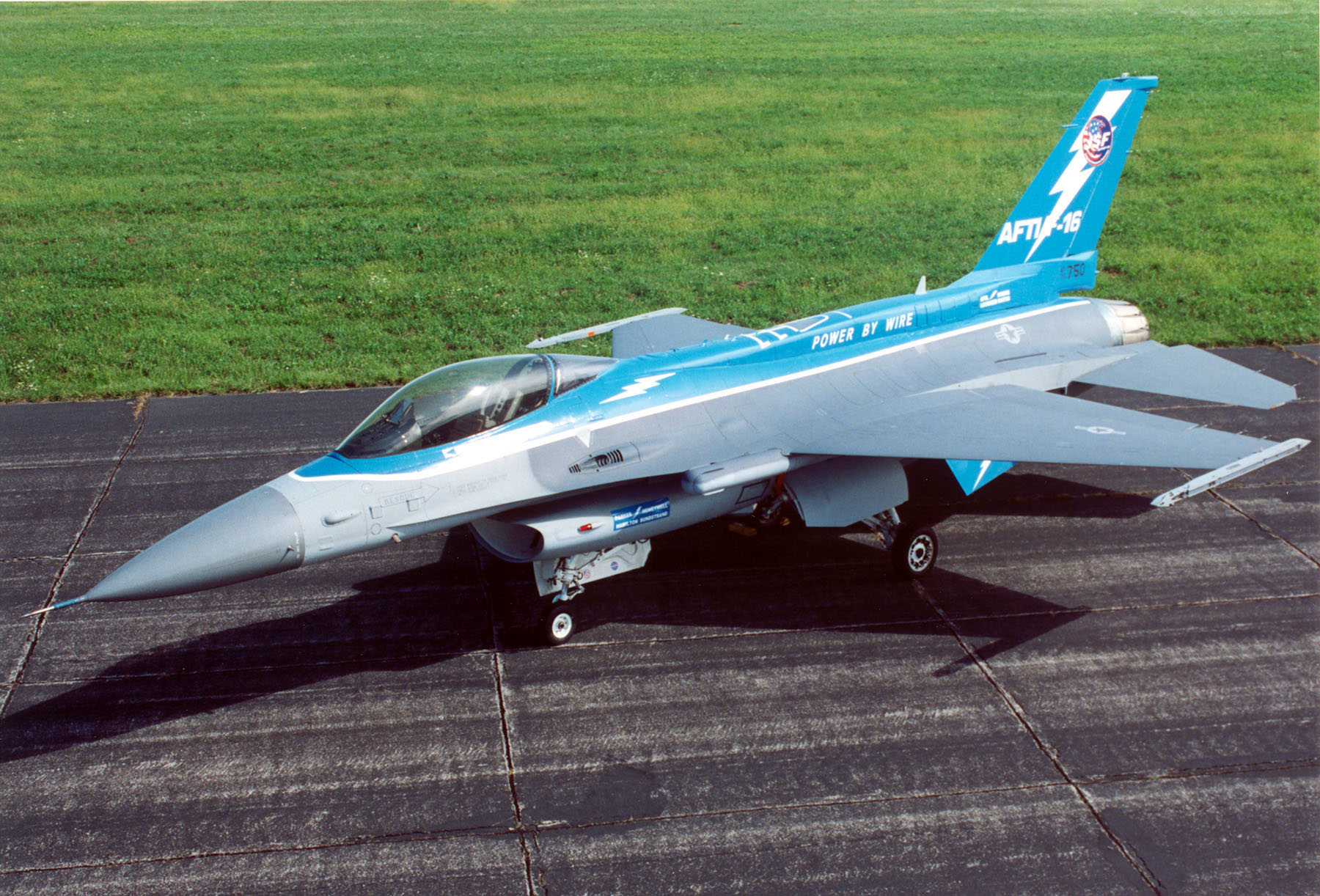
F-16AFTI

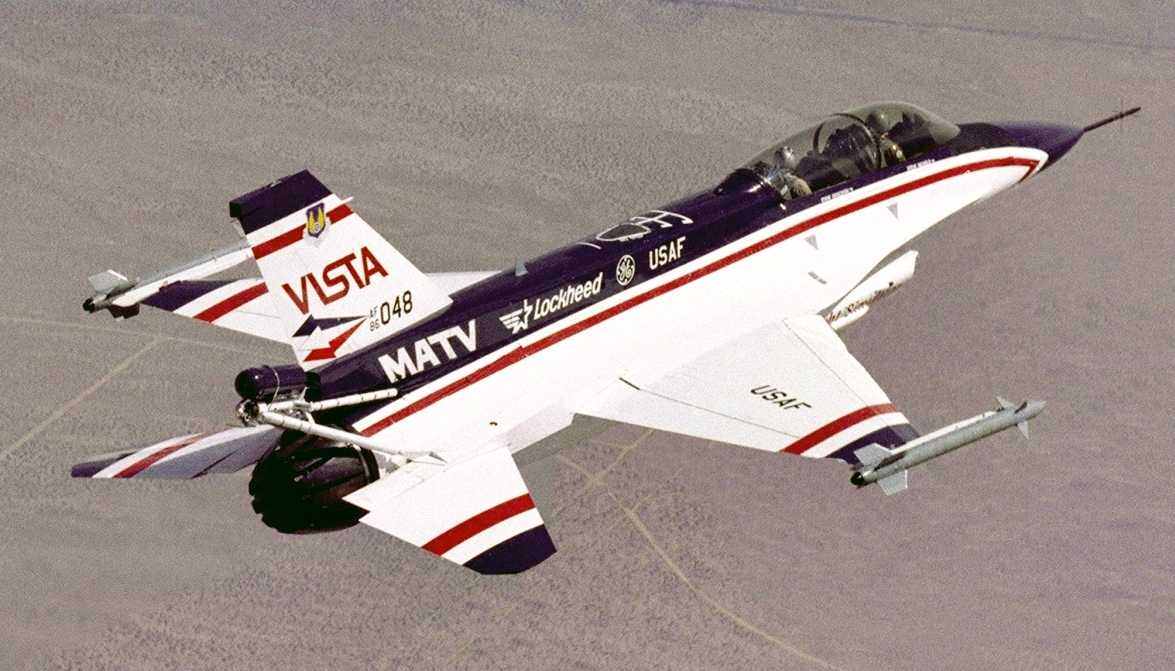
NF-16D VISTA（MATV仕様）

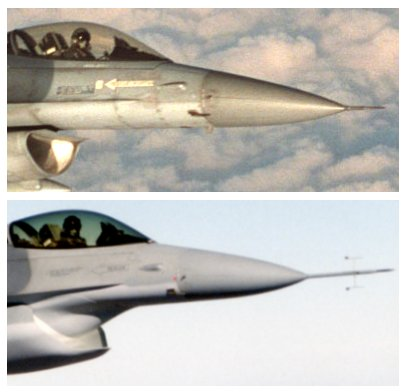
DSIを装備したF-16（画像下）

YF-16 CCV
試作初号機をベースに、空気取り入れ口下部にカナード翼を装備したCCV実験機。
F-16/FSW
X-29のジェネラル・ダイナミクス案。計画のみ。
NF-16A AFTI
FSD機6号機をベースに、戦闘機向けの各種新技術のテスト用とされた実験機。AFTIは「先進戦闘機技術統合」（Advanced Fighter Technology Integration）の略語。空気取り入れ口下部にカナード翼と、背部に電子機器を収めるドーサルスパインを装備。
NF-16D VISTA
F-16D Block 30をベースにした実験機。VISTAは「可変安定性飛行模擬試験機」（Variable stability In-flight Simulator Test Aircraft）の略語。飛行操縦コンピューターを搭載し、他の航空機が持つ動的特性や角度を模擬できた。その後推力偏向ノズルを搭載したMATV（多軸推力変更、Multi Axis Thrust Vectoring）仕様へと改装された後、元のVISTA仕様に戻された。現在はX-62と改称されている。
F-16/101
F100エンジンのスタグネーションストール問題に対する保険として計画の始まった、エンジンをB-1Aに搭載されているGE F101の発展型に換装したテストベッド機。F101そのものが搭載されるF-16は量産されなかったが1980年代末からアメリカ空軍の導入したF-16の大部分は、F101の発展型であるF110系列のエンジンを搭載している。
F-16 LOAN
統合打撃戦闘機計画向けの研究用に、ステルス性を持たせたエンジン排気口を装備した実験機。LOANは「低被発見性軸対称排気口」（Low Observable Axisymmetric Nozzle）の略。
F-16 DSI
統合打撃戦闘機計画向けの研究用に、ステルス性を持たせたDSIを装備した実験機。DSIはダイバータレス超音速インレット（Diverterless Supersonic Inlet）の略。
F-16D 'CK-1'
ロッキードによって製作されたF-16D Block40をベースとした試験機。
F-16D GCAS
Block 25をベースとした自動衝突回避システムの試験機。GCASは「地表衝突回避システム」（Ground Collision Avoidance System）の略語。スウェーデンとアメリカが共同開発している。
F-16 STOL
エンジンノズルを二次元推力偏向ノズルに変更した実験機。計画のみ。

### 特殊用途機

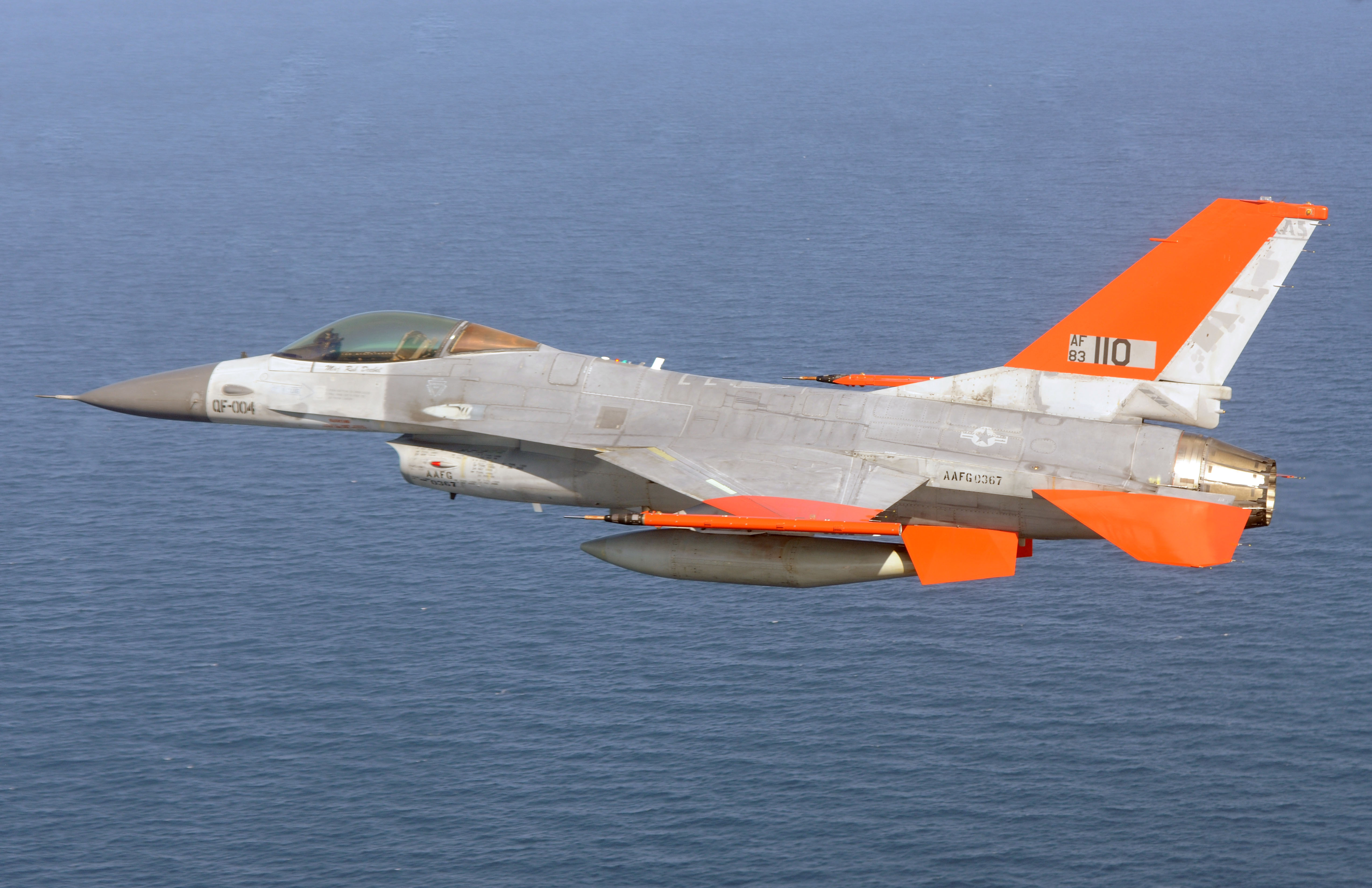
QF-16A コックピットにパイロットが乗っていないことがわかる

サンダーバーズ仕様機
アメリカ空軍の曲技飛行隊「サンダーバーズ」が使用する機体。F-16から固定武装、JFSの排気口ドアを撤去し、スモーク発生装置を取り付けた曲技飛行仕様。
サンダーバーズ専用機であるが1983年にT-38Aから機種転換する際「72時間以内に実戦投入できる状態に出来る」という条件が付けられたため、改造箇所はパーツを外した程度にとどめられ、短時間で装備・塗装を戻し実戦部隊へ送ることができる。
当初はBlock 15を使用していたが、1992年にBlock 32に、2009年にBlock 52に更新されている。
QF-16
QF-4の更新用として、ボーイングが改修を行った無人標的機型。初号機のQF-16C（Block 30）は2012年5月4日に初飛行し、2014年よりLRIP（低率初期生産）を開始。2016年9月29日にIOC（初期作戦能力）を獲得した。
GF-16
整備教育用の教材機。

### F-16を原型とする機体
F-2A/B
日本の航空自衛隊が運用するF-1の後継として、F-16を元にし、防衛庁技術研究本部（現：防衛装備庁）が主契約会社を三菱重工業に認定してロッキード・マーティンと共同開発した支援戦闘機。生産数は試作機4機、量産型94機の計98機。シルエットこそF-16に酷似しているが、機体各部の拡大や素材ならびに構造の変更などによって、原型機とは著しい差異がみられる。

## 運用国

### 採用
| 保有国リスト（南北アメリカ） | 保有国リスト（南北アメリカ） | 保有国リスト（南北アメリカ） | 保有国リスト（南北アメリカ） |
| 国                           | 導入 機数                    | 画像                         | 備考 |
| ---------------------------- | ---------------------------- | ---------------------------- | --- |
| アメリカ合衆国               | 2,244機                      |                              | アメリカ空軍の採用経緯は「開発史」を、装備形式は「派生型」を、アメリカ海軍のアグレッサー部隊運用機については「F-16C/D」の「F-16N/TF-16N」および「運用国」の「パキスタン」を参照 |
| ベネズエラ                   | 24機                         |                              | 1982年に導入を決定し、1983年から機体の引き渡しが行われた。機体の引き渡し計画の名称は「ピース・デルタ」で、Block 15 24機（A型18機/B型6機）が引き渡された。反米的な言動を行っているウゴ・チャベスの大統領就任後は部品供給が途絶えており、現在の運用状況は不明である。 |

F-16を採用した国(と地域)。青色は現役、赤色は退役済みを示す。黒は検討中の国

| チリ                         | 46機                         |                              | 1990年代に、同国空軍が保有する航空機の更新を目的としたProyecto Caza 2000でミラージュ50、F-5E/F、ハンターをすべて新型の戦闘機で更新する計画であったが、経済情勢の悪化により、ハンターをベルギーから購入した中古のミラージュ5で置き換え、保有するミラージュ50とF-5E/Fをアップグレードするにとどまった。しかし、ミラージュ5/50は2010年にはすべて引退するため、Proyecto Caza 2000は規模を縮小して継続することとなった。 この計画に対して、グリペンやミラージュ2000、Su-27、F/A-18なども売り込まれたが、2001年にF-16C/D Block 50アドバンスドの採用を決定、「ピース・ピューマ」として2006年から10機（C型：6機 D型：4機）が引き渡された。しかし、ミラージュ5/50を更新するには機数が足りないため、2005年にオランダから中古のF-16AM/BM18機（AM型：11機 BM型：7機）をピース・アムステルIとして購入し、2009年のピース・アムステルIIでさらに18機のF-16AMを追加した。 南米にはTACANの発信機がないため、チリのF-16はTACANを装備していない。 |

| 保有国リスト（ヨーロッパ） | 保有国リスト（ヨーロッパ） | 保有国リスト（ヨーロッパ） | 保有国リスト（ヨーロッパ） |
| 国                         | 導入機数                   | 画像                       | 備考 |
| -------------------------- | -------------------------- | -------------------------- | --- |
| ベルギー                   | 160機                      |                            | 採用の経緯は『開発史』を参照。SABCAでライセンス生産されたBlock 1/5/10/15を116機（A型：96機 B型：20機）導入、1983年にはBlock 15 OCU 44機（A型：40機 B型：4機）を追加発注した。現在残っている機体は全てF-16AM/BM仕様に改修されている。2024年時点での保有数はF-16AM：44機、F-16BM：9機。 |
| デンマーク                 | 67機                       |                            | 採用の経緯は「開発史」を参照。SABCAでライセンス生産されたBlock 1/5/10/15を58機（A型：46機 B型：12機）導入。1984年にはBlock 15 12機（A型：8機 B型：4機）を追加発注し、その後損耗補充用としてアメリカ空軍の余剰機7機（A型：6機 B型：1機。A型はBlock 15、B型はBlock 10）が1994年と1997年に引き渡された。現在残っている機体は全てF-16AM/BM仕様に改修されている。 |
| ギリシャ                   | 170機                      |                            | キプロス島の領有権を巡り、トルコと対立関係にあるギリシャは、1984年にF-16の導入を公表、1987年にピース・ゼニアIとして導入が確定し、1988年からBlock 30が40機（C型：34機 D型：6機）引き渡された。その後もトルコ側のF-16増強と歩調を合わせる形で、ミラージュ2000の導入とともにF-16の追加購入も続けられ、1993年4月の契約されたピース・ゼニアIIでBlock 50を40機（C型：32機 D型：8機）、2000年3月のピース・ゼニアIIIではBlock 52アドバンスドを60機（C型：34機 D型：16機）導入、2005年には一旦は導入することを公表していたユーロファイター タイフーンの採用を導入コストの問題から白紙化し、ピース・ゼニアIVとしてBlock 52アドバンスドを30機（C型：18機 D型：12機）導入した。2018年からは85機がF-16V仕様への改修作業が行われている。 |
| ポーランド                 | 48機                       |                            | 従来から配備しているソ連製戦闘機の更新を目的に、F-16、ミラージュ2000、グリペンの三機種で比較選考を行い、2002年にF-16の採用を決定。2006年11月9日からピース・スカイとして、Block 52アドバンスド48機（C型：36機 D型：12機）の引き渡しが開始された。かつて試作した国産戦闘機PZL.50と同じ"ヤスチョンプ"（Jastrząb）の愛称で呼ばれる。 |
| ポルトガル                 | 26機                       |                            | 1990年に20機のBlock 15 OCU（A型：17機 B型：3機。実際はADFとほぼ同仕様）の導入を決定し、ピース・アトランティスIとして1994年から引き渡しが行われ、1997年にはピース・アトランティスIIとしてアメリカ空軍で余剰化したBlock 15が25機（A型：21機 B型：4機。A型の2機は部品取り用、引き渡し前にエンジンをF100-PW-220Eに換装）追加導入された。ピース・アトランティスIIで受領した機体の内20機がF-16AM/BM仕様に改修されたほか、38機がBlock 20MLU規格に改修された。17機がルーマニア空軍に売却されたため、2021年時点で26機が運用されている。 |
| ルーマニア                 | 12機                       |                            | 2008年5月20日にMiG-21 ランサーの後継機としてF-16C/Dの導入を決定し、新造のBlock 50/52アドバンスド24機と中古のBlock 25再生改修機24機がFMSで引き渡されることになっていたが実現せず、2012年8月22日にポルトガル政府と中古のF-16A/Bを9機購入するための交渉を進めていることを発表、F-16AM 9機とF-16BM 3機を購入し、2019年3月14日に初期作戦能力（IOC）を獲得した。後日、F-16AM 4機とF-16BM 1機を追加購入し、2021年3月25日に最後の機体が完納された。2022年6月17日には、ノルウェーと中古のF-16を32機を購入する契約を締結したと発表した。 |
| スロバキア                 | 14機                       |                            | 2018年7月11日、MiG-29の後継機としてF-16Vを14機購入予定と発表した。2024年2月29日にアメリカ合衆国のサウスカロライナにあるロッキード・マーティンの工場で納入式典が行われた。 |
|                            |                            |                            | |

| 保有国リスト（中東・アフリカ） | 保有国リスト（中東・アフリカ） | 保有国リスト（中東・アフリカ） | 保有国リスト（中東・アフリカ） |
| 国                             | 導入機数                       | 画像                           | 備考 |
| ------------------------------ | ------------------------------ | ------------------------------ | --- |
| バーレーン                     | 22機                           | 写真                           | F-15、F/A-18、トーネード ADV、ミラージュ2000、ソビエト製戦闘機との比較検討の上で、1987年にF-16採用を決定し、1990年5月から引き渡しが始まった。 同年7月のイラクのクウェート侵攻で始まった湾岸戦争に、導入されたばかりのF-16も実戦参加を行ったが、この作戦行動には、アメリカ空軍退役後バーレーン空軍の指導を行っていた人物が、アメリカ大使館関係者から「国務省が（アメリカの法律違反に対する）調査の準備を行っている」という警告を受けるまで、バーレーン空軍のパイロットとして参加していた。 湾岸戦争終結後に保有するF-5の置き換えにF(TF)-16Nの斡旋を受けたが、実戦投入可能な状態するには手間がかかる状態であったため、1998年に新造機の導入を決定し、2000年から引き渡しが行われた。同国が保有するF-16はすべてBlock 40で、1990年のピース・クラウンIではC型8機とD型4機が、ピース・クラウンIIではC型10機が引き渡された。 2018年1月、バーレーン向けにF-16V Block 70の16機導入がまとまったと発表された。6月25日にはBlock 70を16機発注したことが発表され、新造機を購入する最初の国となる。2019年12月には、サウスカロライナ州グリーンビルに移転したばかりの生産ラインで製造が始まり、バーレーン大使が生産ラインを視察した。 |
| エジプト                       | 240機                          |                                | 1979年のキャンプ・デービッド合意後、旧東側製の航空機の更新を目的に1982年のピース・ベクターIでBlock 15が42機（A型：34機 B型：8機、内B型1機はオランダ製）、1986年のピース・ベクターIIでBlock 32が40機（C型：34機 D型：6機）、1991年のピース・ベクターIIIでBlock 40が47機（C型：35機 D型：12機）引き渡されたのに続き、1994年のピース・ベクターIVでは、トルコ製のBlock 40を46機（C型：34機 D型：12機）を導入した。Block 40の増強はその後も進んだが、1999年のピース・ベクターV（C型21機）と2001年のピース・ベクターVI（C型：12機 D型：12機）では再びアメリカ製のBlock 40を導入した。なお、1997年の時点で残っていたBlock 15/32は全機Block 42仕様に改修されている。 2010年にはBlock 52アドバンスドを20機発注しているが、2013年に発生したクーデターの影響で輸出停止処置を受け、6機が引き渡されているのみとなっていた。これは2015年3月31日に解除された。 |
| イラク                         | 38機                           |                                | 2011年9月に18機を導入するFMS契約を結んだ。導入するのはBlock 52アドバンスドに準じたF-16IQで、2014年6月6日に初号機が引き渡された。2012年には20機を追加購入している。 |
| イスラエル                     | 362機                          |                                | A/B（新造機と中古機）/C/D/I（全て新造機）の各形式を保有。A/B型はネッツ (Netz)、C型はバラク (Barak)、D型はブラキート (Brakeet)、I型はスーファ (Sufa) の愛称で呼ばれる。IAIで開発された国産戦闘機"ラビ"の原型になったとも言われる。 1978年8月15日にF-16を導入することを公表したが、当初公表されたのはイラン向けに製造が始まっていたBlock 10 75機（A型：67機 B型：8機、内A型18機とB型全機はBlock 5からの改修機）のみで、採用理由は、イラン向けの機体がキャンセルされたため早期に機体を受け取ることができるためとしており、第二次発注分である75機（後述）の存在は隠匿されていた。このピース・マーブルIでの機体引き渡しは1980年から開始されたが、バビロン作戦で2週間、レバノン侵攻で11か月の禁輸措置を受けた。ピース・マーブルIで導入されたF-16A/Bは最初に第117飛行隊、続いて第110飛行隊に配備され、後述のバビロン作戦の後、3個目の飛行隊として第140飛行隊にも配備されたと見られる。 F-16の導入は、既に作戦立案が始まっていたバビロン作戦にも影響を与え、コンフォーマル・フューエル・タンクを装備したF-15による原子炉への攻撃は、原子炉攻撃を受け持つF-16と護衛のF-15で編成されたストライクパッケージによる攻撃に変更された。 1986年から始まったピース・マーブルIIでBlock 30が75機（C型：51機 D型：24機）導入された。このBlock 30 C型は第117飛行隊、第110飛行隊に配備され、Block 30 D型は第101飛行隊に配備された。この更新に伴い、第117飛行隊と第110飛行隊に配備されていたF-16A/Bは第253飛行隊、第140飛行隊に移管された。 ラビの開発中止により発注されたピース・マーブルIIIでは、1991年から93年に掛けてBlock 40が60機（C型：30機 D型：30機）が引き渡された。Block 40 C型/D型は第101飛行隊と第105飛行隊に配備され、第101飛行隊のBlock 30 D型は第109飛行隊に移管された。 1994年のピース・マーブルIVでは湾岸戦争時にイラクのスカッド攻撃に対して反撃を行わなかった見返りとして、アメリカ空軍で余剰化したBlock 1/5/10が計50機（A型：36機 B型：14機）引き渡された。ピース・マーブルIVによって増加したF-16A/Bを運用するため、第116飛行隊、第144飛行隊の2個飛行隊がF-16A/Bを運用する飛行隊として追加編成された。 敵国中枢部への攻撃能力向上を目的とした航空機選定でロッキードが提案したF-16ESは、F-15Eのイスラエル仕様であるF-15Iに敗北したが、1999年の発注では再びF-16が選定された。このピース・マーブルVで導入されたF-16IはBlock 52アドバンスドの複座型で、当初は50機の正式採用に加え、50機のオプション契約であったが、オプション契約分も正式に発注された。導入された最初の50機は第253飛行隊、第119飛行隊に配備され、追加導入された52機は第107飛行隊、第201飛行隊に配備された。 2005年に第144飛行隊が解散となったが、運用していたF-16Aは再編成された第115飛行隊に移管され、第115飛行隊は同国空軍初のアグレッサー部隊としての活動を開始した。 2013年頃からイスラエル軍の軍事費削減計画の一環としてF-16A/B系列の段階的な運用停止が始まり、F-16A/Bの運用を続けていた第116飛行隊は第140飛行隊に合流し、2015年には第140飛行隊も活動停止した。なお、2017年以降、第116飛行隊・第140飛行隊はF-35I アディールを運用する飛行隊として再編されると報じられている。 2016年の終わりにはアグレッサー部隊としてF-16Aの運用を続けていた第115飛行隊も同機の運用を停止し、2017年4月からF-16Cへの更新を行っている。 |
| ヨルダン                       | 64機                           |                                | 保有機の更新用にF-16の導入を希望している事を表明していたが、隣国であるイスラエルと対立関係にあった事から、アメリカ政府はF-16を売却する事に難色を示していた。しかしイスラエルと和平合意に達した事と、ロシアとMiG-29を購入するための交渉を始めたことから、1996年にピース・ファルコンIとしてF-16 ADF 16機(A型12機/B型4機)が5年契約のリースで引き渡された。 1999年にはピース・ファルコンIIとしてさらにF-16 ADFを17機（A型：16機 B型：1機）購入し、全機にMLU仕様への改修を施している。リース期間が満了となったピース・ファルコンIの機体はそのまま供与されたが、MLU仕様への改修は施されていない。その後さらにヨーロッパから中古のF-16AM/BMを導入する事を計画し、2006年からピース・ファルコンIIIとしてベルギーから16機（AM型：12機 BM型：4機）を、ピース・ファルコンIVとしてオランダから6機（BM型のみ）を購入した。今後、ピース・ファルコンVとしてさらに9機のF-16AMがベルギーから引き渡される予定。 |
| オマーン                       | 24機                           | 写真                           | 2007年からピース・アサマ・アサフィアとして、F-16C/D Block 50アドバンスド12機（C型：8機 D型：4機）の引き渡しが開始された。2011年には、さらに12機（C型：10機 D型：2機）を追加発注した。 |
| トルコ                         | 270機                          |                                | 1983年に採用とライセンス生産を行う事を公表し、ピース・オニックスIとしてBlock 30を43機（C型：34機 D型：9機）、Block 40を117機（C型：101機 D型：16機）装備した。1987年に初めて引き渡された8機のBlock 30はアメリカ製の機体であったが、それに続く機体はトルコ国内での製造キットの組み立て（ノックダウン生産）であった。製造が進むとトルコ製部品の比率は高くなり、Block 40からはトルコ航空宇宙工業の完全なライセンス生産に切り替わった。 1996年のピース・オニックスIIと1998年のピース・オニックスIIIではBlock 50が合計80機（C型：60機 D型：20機）受領された。このトルコ製F-16は、契約上アメリカ軍への売却のみ認められており、近隣の米軍基地でタッチ&ゴーを行い、形式上いったん米軍に納入した機体をトルコ政府が米軍から対外有償軍事援助（FMS：Foreign Military Sales）形式で購入している。トルコ航空宇宙工業はエジプト向けの完成機体とアメリカ製機体向けの部品供給も行った。 2007年にはピース・オニックスIVとしてBlock 50アドバンスドを30機（C型：14機 D型：16機）発注し、2011年に初号機が引き渡された。また、従来の保有機の内165機を同仕様に改修する作業も発注済みである。 |
| アラブ首長国連邦               | 80機                           |                                | 1994年から1998年にかけて選考を行い、F-16の採用を決定した。この選考で比較対象とされた機種はラファールであった。2003年6月に80機（E型：55機 F型：25機）を発注し、2004年4月から引き渡しが開始されている。 |
| モロッコ                       | 24機 + 25機（予定）            |                                | 1991年に一旦は中古のF-16A/Bの導入を決定したが、フランスがミラージュ2000の販売と保有するミラージュF1のアップグレードを提案したため再検討となった。しかしこれらはどちらも実現せず、最終的にフランスが提案したラファール/ミラージュ2000の組み合わせとの検討の末、2008年にF-16C/D Block 52アドバンスド24機（C型：18機 D型：6機）の導入を決定した。引き渡しは2011年から開始されている。2019年3月25日にアメリカ国防安全保障協力局がF-16Vのモロッコへの対外有償軍事援助（FMS）輸出を承認、F-16C/D Block52アドバンスド23機のF-16V改修と新造機25機の導入が計画されている。 |

| 保有国リスト（アジア） | 保有国リスト（アジア） | 保有国リスト（アジア）                                  | 保有国リスト（アジア） |
| 国                     | 導入機数               | 画像                                                    | 備考 |
| ---------------------- | ---------------------- | ------------------------------------------------------- | --- |
| インドネシア           | 12機 + 24機(予定)      |                                                         | 1989年から1990年にかけてピース・ビマセナとしてBlock 15 OCU 12機（A型：8機 B型：4機）が引き渡された。防空能力向上のためにパキスタン向けに引き渡されなかった完成機の導入も検討していたが、スハルト政権下での人権問題を理由とした売却差し止めやアジア通貨危機による同国政府の資金難により、Su-27やSu-30といったロシア製軍用機を導入した。しかし、2011年に中古のBlock 25 30機をBlock 52相当に改修して導入することを発表。機数は24機となったが2014年7月14日に引き渡しを開始し、2015年末までには引き渡しを完了する予定。2019年からは、Block 15 OCUの機体補修で寿命を8,000時間延長する「Falcon STAR」と電子機器の更新による近代化改修を進めている。改修1号機のF-16Aは、2020年2月19日に初飛行した。 |
| パキスタン             | 123機                  |                                                         | 1983年のピース・ゲートI/IIで、Block 15が40機（A型：28機 B型：12機）引き渡され、1985年に引き渡しは完了した。 1989年にはピース・ゲートIII/IVとしてBlock 15 OCUを71機発注し、前払金65,800万ドルの支払いも済ませていたが、核開発疑惑により引き渡しが停止され、既に完成していたA型13機とB型16機はアメリカ国内に保管される事となった。行き先を失ったこれらの機体はインドネシアやニュージーランドが導入を検討したが諸般の事情によって断念し、2002年にアメリカ軍が引き取った。しかし空軍ではシステムコマンドで2、3機のみの使用に終わり、多くはアメリカ海軍のアグレッサー部隊で使用されている。 2005年にはアフガニスタン紛争への協力の見返りとしてF-16の導入が再開されることとなり、ピース・ドライブとしてBlock 52アドバンスド36機（C型：12機 D型：6機、オプションで18機。オプションは後に正式契約となった模様）を導入の上で保有しているA/B型のMLU改修を決定した。ピース・ゲートIII/IVで未引き渡しとなっていたA/B型についても、26機をMLU仕様に改修して引き渡すことで合意されている。これらの引き渡しは2010年から開始されている。2014年には、ヨルダンからA型12機とB型1機を購入し、2016年2月にはアメリカからBlock 52アドバンスド8機（C型：2機 D型：6機）を追加購入した。 |
| シンガポール           | 60機                   |                                                         | 1985年に一旦は8機のF-16/79を発注したが、武器輸出規制の緩和によりBlock 15 OCU（A型/B型4機ずつ）に変更、ピース・カービンIとして1989年に引き渡された。そのほとんどは後にタイへ譲渡されている。 1998年のピース・カービンIIと2000年のピース・カービンIIIでは合計30機のBlock 52が引き渡されたほか、1999年には訓練用にリースしていた機体も12機購入した。これらの内訳はC型が22機、D型が20機で、D型の大部分はイスラエルのF-16Dブラキートと同様のドーサルスパインを持つ。2003年のピース・カービンIVでは20機のBlock 52アドバンスドが引き渡されたが、これらは全てD型である。 2023年時点で、シンガポール空軍は20機のF-16C Block52、20機のF-16D Block52、20機のF-16D Block52+を保有（予備機を含む）している。 |
| 韓国                   | 180機                  |                                                         | F-16C/D Block 32の完成機、完成機および自国内でのノックダウン生産/ライセンス生産したKF-16（F-16C/D Block 52 CCIP相当）を保有、T-50のベース機。 アメリカからの援助による防空システムの近代化の一環として、1981年12月に導入が決定し、防空システムの近代化が終了した1986年2月からピース・ブリッジIとしてBlock 32 40機（C型：30機 D型：10機）の引き渡しが行われた。なお、この分を韓国ではF-16PBと呼び、2012年から2016年にかけて30機にリンク16、AIM-120、JDAMなどを搭載する改修を実施した。また、敵味方識別装置モード5、リンク16の更新等の販売承認がされ、今後、改修見込み。 1989年のKFP I（韓国戦闘機計画 I）選定では、韓国国内でのライセンス生産を前提としてF/A-18C/Dを選定したが、アメリカ側が難色を示したことと韓国の経済情勢から白紙化され、1994年にKF-16が選定された。このピース・ブリッジIIで導入された120機（C型：80機 D型：40機）のうち12機がロッキード・マーティン製、36機がノックダウン生産機、72機がライセンス生産機で、2000年にピース・ブリッジIIIとして契約されたKFP II（韓国戦闘機計画 II）で、さらに20機（C型：14機 D型：6機）がライセンス生産された。 保有するKF-16 134機（C型：90機 D型：44機）については、AESAレーダーへの変更などの近代化改修を行うこととなり、2012年7月にBAEシステムズを選定したが、米国のFMSの仕組みを通さずに見積もり行為を行っていたことから、FMS契約を通す際に米国政府の判断が入り改修費用の増加が発生。当初見積もりより改修費用が増大したことから、2014年11月7日に契約を解除、2015年12月16日に契約企業をロッキード・マーティンに変更した。 |
| 中華民国（台湾）       | 150機+ 66機（予定）    |                                                         | 1970年代から導入を希望していたが、敵対国への新型戦闘機売却により発生する中華人民共和国（中国）の抗議をかわすための代案として、F-16/79もしくはF-20の売却を持ちかけられた。しかし、いずれも台湾空軍の要求性能を満たせなかった事に加え、レーガン政権による台湾への高性能兵器の輸出禁止により、ジェネラル・ダイナミクスとの共同開発による台湾製戦闘機F-CK-1の開発およびフランス製のミラージュ2000-5の導入を決定した。ミラージュ2000というライバルの出現により、アメリカ政府は方針を転換し、1992年にF-16の売却を許可した。但し、中国の反発を防ぐため、最新鋭のF-16C/Dではなく、F-16A/B Block 15にMLU仕様と同様の艤装を施したF-16A/B Block 20 150機（A型：120機 B型：30機）とした。このピース・フェンファンによるBlock 20の導入に伴い、250機余りを予定していたF-CK-1の生産数は約半数の130機に削減された。 2006年、台湾は売却を拒否されたF-35の代わりにF-16C/D 66機の追加購入を発表したが、中国の反発を受けて棚上げにされた。2012年にアメリカ政府は中国の軍備増強を踏まえ、台湾へのF-16C/Dの売却を「真剣に検討する」とし、2019年8月にようやくF-16V 66機の売却へ実現へ向けて具体的な動きが見られた。2020年8月14日、66機の売却について正式に調印したことが発表された。新造機はF-16C/D Block 70で、引き渡しは2023年からになる予定である。 2011年、アメリカ政府はF-16C/D 66機の売却拒否の代替として、F-16A/B Block 20をV型仕様に改修するためのAESAレーダー（後にAN/APG-83SABRに決定）、新型ミッションコンピューター、電子戦管理システム、戦術データリンク端末、JHMCSなどの部品を売却する方針を連邦議会に通告した。2015年10月にF-16A Block 20を改修したV型仕様1号機が初飛行した。台湾空軍はこの近代化改修計画を「鳳展」と命名、2017年から台湾の漢翔航空工業において本格的な改修作業を開始し、2022年に保有するBlock 20全機（A型：115機 B型：28機のうち計141機）の改修を完了する計画である。台湾空軍は144機のF-16A/Bを擁しており、当初の2機はロッキード・マーティンが改修を施し、残りの142機は2022年までに漢翔航空工業によってF-16Vに近代化改修されることになっている。しかし、台湾国内での報道では2020年末時点で37機の改修にとどまっており、進捗が遅れているという指摘がある。その後もF-5Eの空中衝突事故などで遅れ、2021年3月末に42機が嘉義基地の第4戦術戦闘機連隊に配備開始、11月18日に同連隊の完全作戦能力（FOC）獲得を記念する式典が蔡英文総統が出席して行われた。同日時点で、月3機のベースで改修が進んでおり、第1バッチの42機を含む64機がF-16Vへ改修されている。また、防空識別圏での警戒飛行任務に就いている。 |
| タイ                   | 61機                   | Royal Thai Air Force's 103sqn F-16A Block15 OCU at VTBD | 1984年にF-16A/B導入を表明したが、アメリカ政府は東南アジア諸国連合（ASEAN）諸国や中華人民共和国の急速な軍備増強による地域の不安定化を理由に、F-16/79の売却のみ認めていたが、1987年にアメリカ政府の方針が変更され、Block 15 OCUの売却が認められた。このピース・ナレアンIで12機（A型：8機 B型：4機）の導入契約が結ばれた。しかしタイの財政状況悪化から一旦A型6機の追加契約がオプション契約に切り替えられたが、1987年12月にオプション契約分もピース・ナレアンIIとして正式に発注された。 1995年のピース・ナレアンIIIでは大きなトラブルは発生せず、Block 15 OCUを18機（A型：12機 B型：6機）導入した。1997年により高性能の航空機の導入を決定し、F-16を含む複数の候補の中からF/A-18C/Dを選定したが、アジア通貨危機によりこの導入計画は白紙化された。この計画の代案として2000年7月（一部の書籍では1999年3月としている）にF-16の増強を決定し、ピース・ナレアンIVとしてアメリカからF-16 ADF 16機（A型：15機 B型1機）と部品取り用のA型2機を導入した。その後もF-16の増強が行われ、シンガポールからBlock 15 OCU 7機（A型：3機 B型：4機）を寄贈された。 2021年3月30日にF-16A-15とF-16B-15各1機が退役した。後継機にはF-16ブロック70とグリペンE/Fが提案されていたが、2025年6月4日にグリペンE/Fが選定された。 |

### 採用決定・納入待ち
| 採用決定・納入待ち国リスト | 採用決定・納入待ち国リスト | 採用決定・納入待ち国リスト |
| 国                         | 導入予定機数               | 備考 |
| -------------------------- | -------------------------- | --- |
| ブルガリア                 | 8機                        | 2019年1月15日、MiG-29の後継機としてF-16の調達に関するアメリカとの折衝開始をブルガリア議会が承認した。12億5,600万ドルでF-16V 8機を購入する合意がまとめられたが、契約内容に議会が異議を唱え、元ブルガリア空軍司令のルメン・ラデフ大統領もコンセンサスや条件の不備を理由に拒否権を発動した。最終的に議会が拒否権発動を否決し、2023年に4機を導入することが決まった。2020年、アメリカ空軍がブルガリアに対外有償軍事援助（FMS）で供与するF-16ブロック70を、ロッキード・マーチンに5億1,700万ドルで発注した。 2022年のロシアのウクライナ侵攻後にMiG-29の修理用部品が調達できなくなったため、同年11月4日にブルガリア議会が8機の追加購入を承認した。 2025年1月31日、1号機の受領式典がアメリカで行われた。 |
| アルゼンチン               | 24機                       | 2022年9月、A-4AR/OA-4AR ファイティングホークの後継機として、F-35の導入で余剰となるデンマーク空軍のF-16が浮上。2023年2月には、デンマーク空軍と米空軍、ロッキード・マーチンの代表を交えた協議がアルゼンチンで行われた。アルゼンチン空軍は対外有償軍事援助（FMS）による供与を希望していたが、2024年4月16日にデンマークと中古のF-16AM 18機、F-16BM 6機の購入契約を締結、2024年後半から引き渡しが予定される。 |

### 採用検討中・検討後不採用・採用取り消し
| 採用検討国リスト | 採用検討国リスト |
| 国               | 備考 |
| ---------------- | --- |
| スロベニア       | [ 167 ] |
| インド           | MiG-21更新F-Xに対してF-16INの仮称で提案されていたが、一次選考で脱落。最終的にラファールを採用した。しかし、そのラファールはライセンス生産が認められず少数の導入に終わったため、第二次中型他任務戦闘航空機（MMRCA-2）として110機の調達を計画しており、ロッキード・マーティンはF-16Vに最新のアビオニクスと空中給油プローブを追加した改良型をF-21と命名、タタ・アドバンスドシステムズに製造ラインを移設してインド国内で生産する方式を提案している。 |

| 不採用・採用取り消し国リスト | 不採用・採用取り消し国リスト |
| 国                           | 備考 |
| ---------------------------- | --- |
| サウジアラビア               | F-5E更新F-Xとして検討していた。 |
| スペイン                     | F-16の量産機が視界外交戦能力を実装していなかったため、F-18A/TF-18（現：F/A-18B）をC.15/EC.15として採用した。 |
| カナダ                       | F-16の量産機が視界外交戦能力を実装していなかったため、F-18A/BをCF-188A/Bとして採用した。 |
| オーストラリア               | F-16の量産機が視界外交戦能力を実装していなかったため、F-18A/Bを採用した。 |
| 南アフリカ共和国             | サーブ 39 グリペンを採用。 |
| 日本                         | 航空自衛隊が装備していたF-104の後継F-Xで提案が行われたが、F-15を採用した（「F-15J (航空機)」参照）。F-16は、後にF-2原型機となる。 |
| ニュージーランド             | A-4更新用F-Xとしてパキスタンに引き渡されなかった機体のリース取得を予定していたが、空軍の戦闘機部隊解散が決定したことによりキャンセルされた。 |
| ブラジル                     | F-5後継F-X2にF-16BRの仮称で提案されていたが、一次選考で脱落。 |
| チェコ                       | グリペンを採用。 |
| ハンガリー                   | グリペンを採用。 |
| イラン                       | NATO4か国に続く採用決定国であったが、同国のゴム州ゴム市で発生した暴動を発端とする国内情勢悪化により発注自体を取り消し、イラン空軍仕様で製造されていた機体は、既に組み立てが始まっていた機体も含めてイスラエルが取得した。 このイラン向けの機体はアメリカ海軍標準の武装での運用を前提に製造されており、対地攻撃時に使用する爆弾はMk83低抵抗1,000lb爆弾が標準武装とされていた。 |
| フィリピン                   | 2011年12月に中古のF-16C/Dを1個飛行隊分導入すると発表したが、翌年一転して断念する意向を明らかにした。 |
| クロアチア                   | 2018年3月27日、MiG-21の後継機としてイスラエルから中古のF-16Dブラキート12機を5億ドルで購入し、2020年から2022年の引渡予定の計画を立てていたが、アメリカの承認をイスラエルが期日までに取り付けることができなかったため、2019年1月11日にクロアチア政府は計画のキャンセルを決定した。                                                                                              |
| コロンビア                   | F-16VがグリペンE/Fと共にクフィルCの後継候補だったが、2025年4月にコロンビア航空宇宙軍はグリペンE/Fを選定すると発表した。 |

### 退役
| 退役国リスト | 退役国リスト | 退役国リスト | 退役国リスト |
| 国           | 導入機数     | 画像         | 備考 |
| ------------ | ------------ | ------------ | --- |
| オランダ     | 213機        |              | 採用の経緯は『開発史』を参照。フォッカー（1996年倒産）でライセンス生産されたBlock 1/5/10/15を102機（A型：80機 B型：22機）導入、1983年には111機（A型：97機 B型：14機）を追加発注した。現在残っている機体は全てF-16AM/BM仕様に改修されている。2024年9月にF-35との交代を完了し運用を終了。 |
| ノルウェー   | 74機         |              | 採用の経緯は「開発史」を参照。フォッカーでライセンス生産されたBlock 1/5/10/15を72機（A型：60機 B型：12機）導入。その後に損耗補充用としてBlock 15 2機（B型のみ）を追加発注したが、これらはアメリカ合衆国\|アメリカ製であった。のち全機がF-16AM/BM仕様に改修されている。1990年代末にはF-5A/Bの後継とF-16の損耗補充のための新型機が40機程度必要となり、F-16C/D Block 50の購入が検討されたが、2000年の空軍の規模縮小にともない不要となったため実現しなかった。2022年1月には、第5世代機にあたるF-35との交代を完了し、全機が退役済となっている。                                             |
| イタリア     | 34機         |              | タイフーン配備とF-104退役の間のタイムラグで生じる防空能力の低下を補うために、かねてよりイタリアは1993年からトーネード ADVを10年間リースしていた。しかし同機のリース終了後もタイフーンの配備が追いつかないことが確実となったため、2003年からピース・シーザーとしてF-16 ADFを5年契約（その後さらに5年延長）でリースすることにした。機数は30機（A型：26機 B型：4機）とされたが、新型機の機数が揃わなかったためA型のうち4機はBlock 10、B型のうち3機はBlock 1/5/10を1機ずつとなっており、そのほか4機が部品取り用として引き渡された。2012年5月にタイフーンとの交代を終え全機運用を終了した。 |

## 仕様

### 機体仕様
参考文献（脚注を除く）
- Block 25/50：『航空情報 No.789』
- Block 42/F-16E：『戦闘機年鑑 2009-2010』 ISBN 978-4-86320-157-6

F-16C Block 25
- 全幅：9.45m
- 全長：15.03m
- 全高：5.09m
- 翼面積：27.87m2
- 自重：8.27t
- 最大離陸重量：19.19t
- 発動機：プラット・アンド・ホイットニー F100-PW-220（A/B使用時 10,809kg）1基
- RCS：約2m2
- FCS：AN/APG-68[122]
- レーダー警戒装置：ALR-69[注釈 9]
- 燃料搭載量：
- 最大速度：マッハ2.02
- 上昇率：15,240m/m
- 実用上昇限度：15,240m
- 離陸滑走距離：260m
- 着陸滑走距離：600m
- 最大搭載量：7,070kg
- 航続距離：4,200km
- 乗員：1名
- 機体寿命（各種派生型共通）：4,000時間

F-16C Block 40 (F-16CG)
- 全幅：10.00m（翼端AAM含む）
- 全長：15.03m
- 全高：5.09m
- 翼面積：27.9m2
- 空虚重量：8,627kg
- 全備重量：10,780kg
- 最大離陸重量
  - 制空任務：12,331kg
  - 最大装備：19,187kg
- 発動機：ゼネラル・エレクトリック F110-GE-100（A/B使用時 128.9kN）1基
- FCS：AN/APG-68(V)[122]
- レーダー警戒装置：ALR-69もしくはALR-56[292]
- 燃料搭載量：3,896L（機内搭載）+1,402L×2（増槽）
- 最大速度：マッハ2.0 (2,414km/h)
- 実用上昇限度：15,240m
- 機外搭載量：5,443kg
- 戦闘行動半径
  - Hi-Lo-Hi：740nm
  - Hi-Lo-Lo-Hi：340nm
  - 迎撃任務：710nm
- 航続距離：2,000nm
- 乗員：1名

F-16C Block 50 (F-16CJ)
- 全幅：9.45m
- 全長：15.04m
- 全高：5.09m
- 翼面積：27.9m2
- 自重:8,270kg
- 全備重量:12,000kg
- 最大離陸重量:19,190kg
- 発動機：ゼネラル・エレクトリック F110-GE-129（A/B使用時(13,340kg)1基
- 推力重量比：0.69
- FCS：AN/APG-68(V)5,(V)9
- レーダー警戒装置：ALR-56M[293]
- 最大速度：マッハ2.0
- 上昇率 : 15,240m/min
- 実用上昇限度：15,240m
- 翼面荷重：687.7kg/m2
- 翼福加重：236.9kg/m2
- 最大搭載量：7,070kg
- 戦闘行動半径 : 1,760km
- 航続距離 : 3,980km
- 乗員：1名

F-16E
- 全幅：9.45m（翼端ミサイルランチャー含む）
- 全長：15.03m
- 全高：5.09m
- 翼面積：27.87m2
- 空虚重量：9,979kg（コンフォーマル・フューエル・タンク装備）
- 全備重量：13,154kg
- 最大離陸重量：20,866kg
- 発動機：ゼネラル・エレクトリック F110-GE-132（A/B使用時 144.47kN）1基
- FCS：AN/APG-80[294]
- レーダー警戒装置：
- 最大速度：マッハ2.02
- 乗員：1名

### 武装
固定武装
- M61A1 バルカン砲

空対空ミサイル
- AIM-7 スパロー

- AIM-9 サイドワインダー
- AIM-120 AMRAAM
- パイソン4
- IRIS-T
- AIM-132 ASRAAM

空対地ミサイル
- AGM-65 マーベリック
- AGM-88 HARM
- ポップアイII
- AGM-154 JSOW
- AGM-158B JASSM
- スタンドイン攻撃兵器（SiAW）

空対艦ミサイル
- AGM-84 ハープーン
- AGM-119 ペンギン

その他兵装
- レーザー誘導爆弾
- 誘導爆弾
  - JDAM
- 無誘導爆弾
- クラスター爆弾
- B61
- ロケット弾
- AN/ALE-50など